# Koehler's Medizinal-Pflanzen
Il Köhler's Medizinal-Pflanzen (titolo completo: Köhler's Medizinal-Pflanzen in naturgetreuen Abbildungen mit kurz erläuterndem Texte: Atlas zur Pharmacopoea germanica) è un atlante illustrato delle piante medicinali pubblicato nel 1887 a Gera (Germania) dalla case editrice Franz Eugen Köhler (1883-1914) sotto la cura del botanico tedesco Gustav Pabst che ha continuato l'opera del medico Hermann Adolf Köhler (1834-1879).
L'opera, di notevole rilevanza dal punto di vista naturalistico, è costituita da quattro volumi che descrivono le piante di interesse medicinale originarie di numerosi paesi europei. I botanici Sitwell e Blunt hanno affermato che "dal punto di vista botanico" essa costituiva "la migliore e più utile collezione di illustrazioni relativa alle piante medicinali".
La caratteristica fondamentale della pubblicazione sono le circa 300 tavole illustrate finemente dettagliate, disegnate con grande accuratezza e professionalità dagli artisti L. Müeller e C.F. Schmidt, riprodotte in cromolitografia da K. Gunther.

## Galleria di illustrazioni

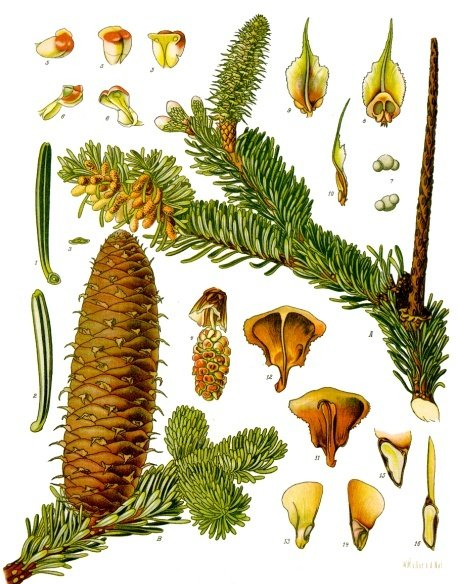
Abies alba Miller
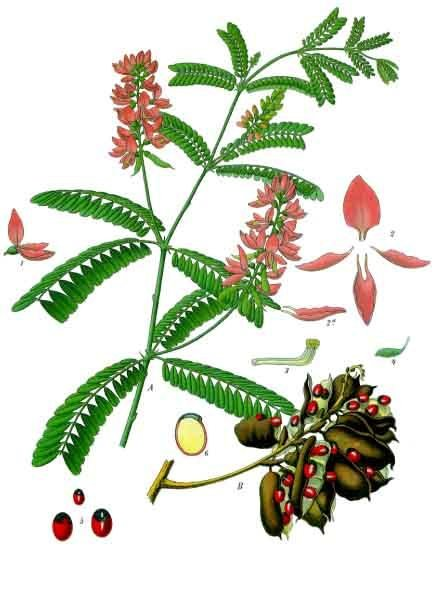
Abrus precatorius L.
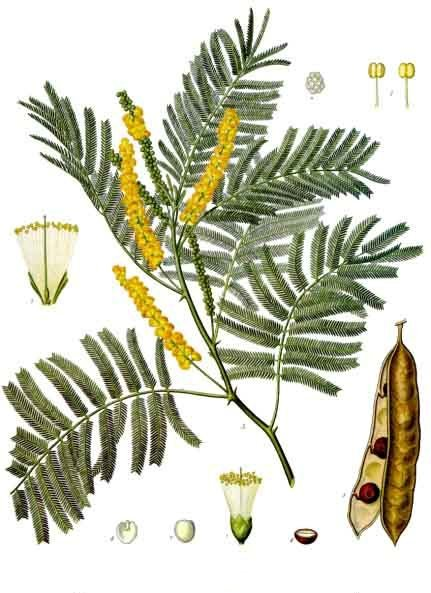
Acacia catechu (L.f.) Willd.
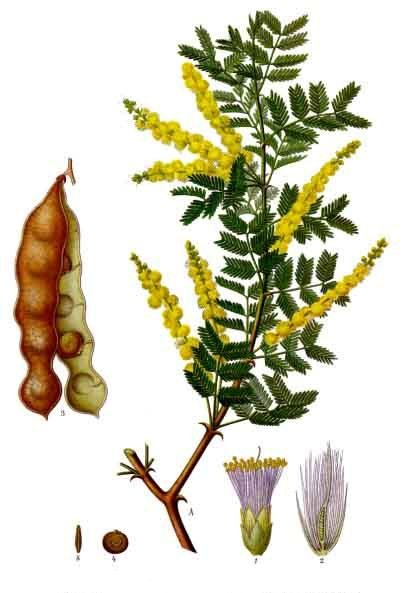
Acacia senegal (L.) Willd.
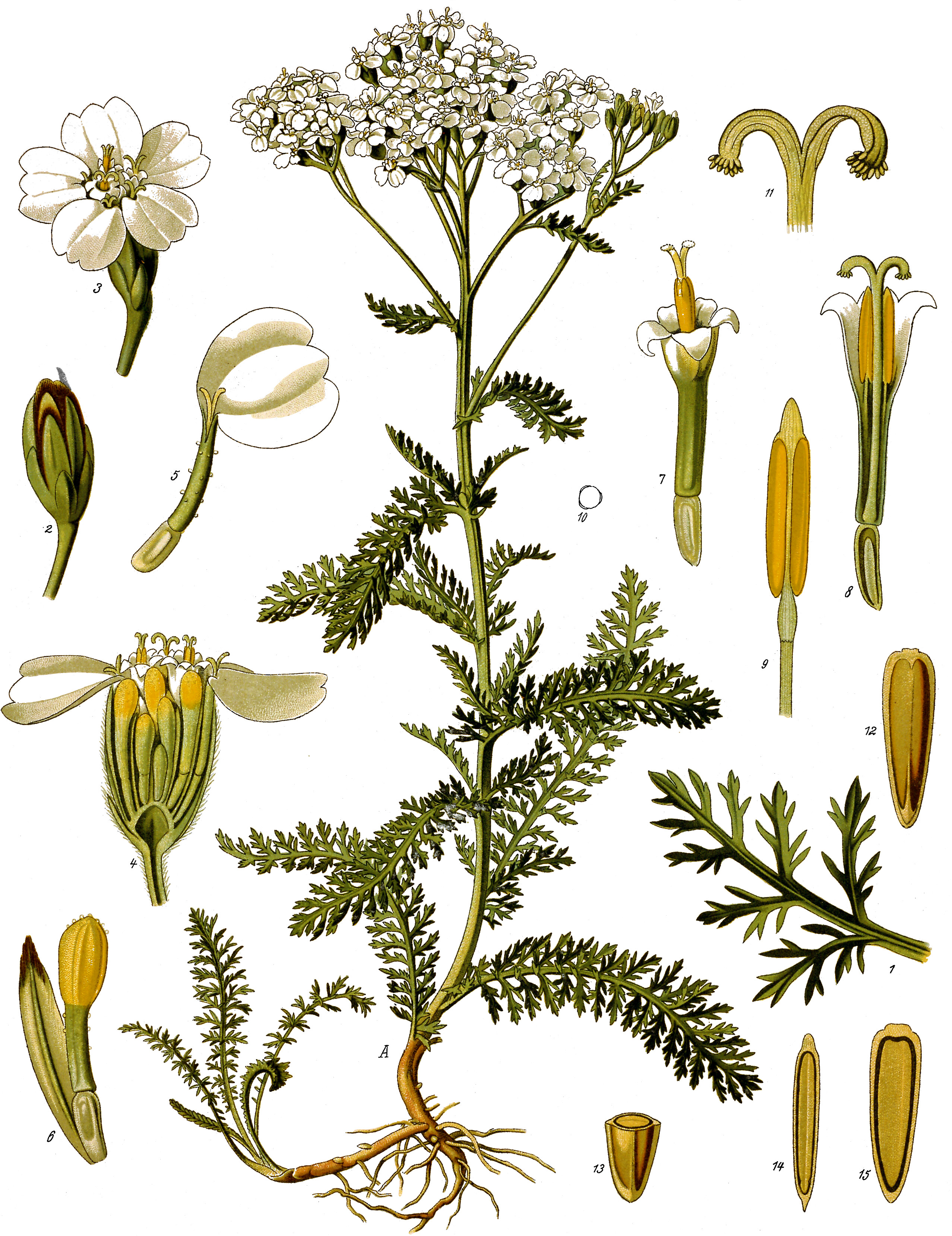
Achillea millefolium L.
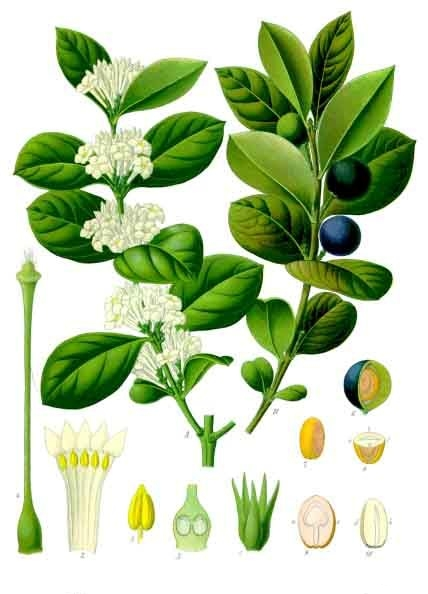
Acokanthera abyssinica K.Schum.
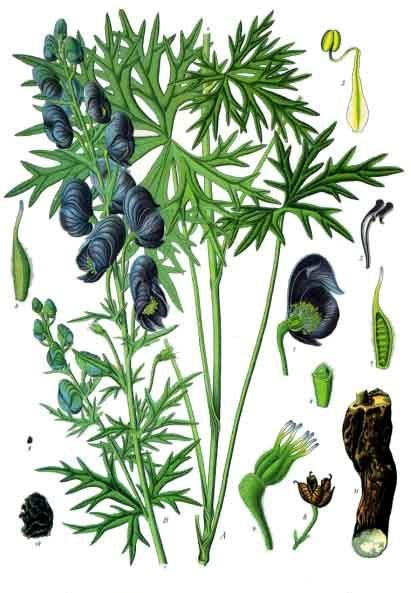
Aconitum ferox Wall. ex Ser.
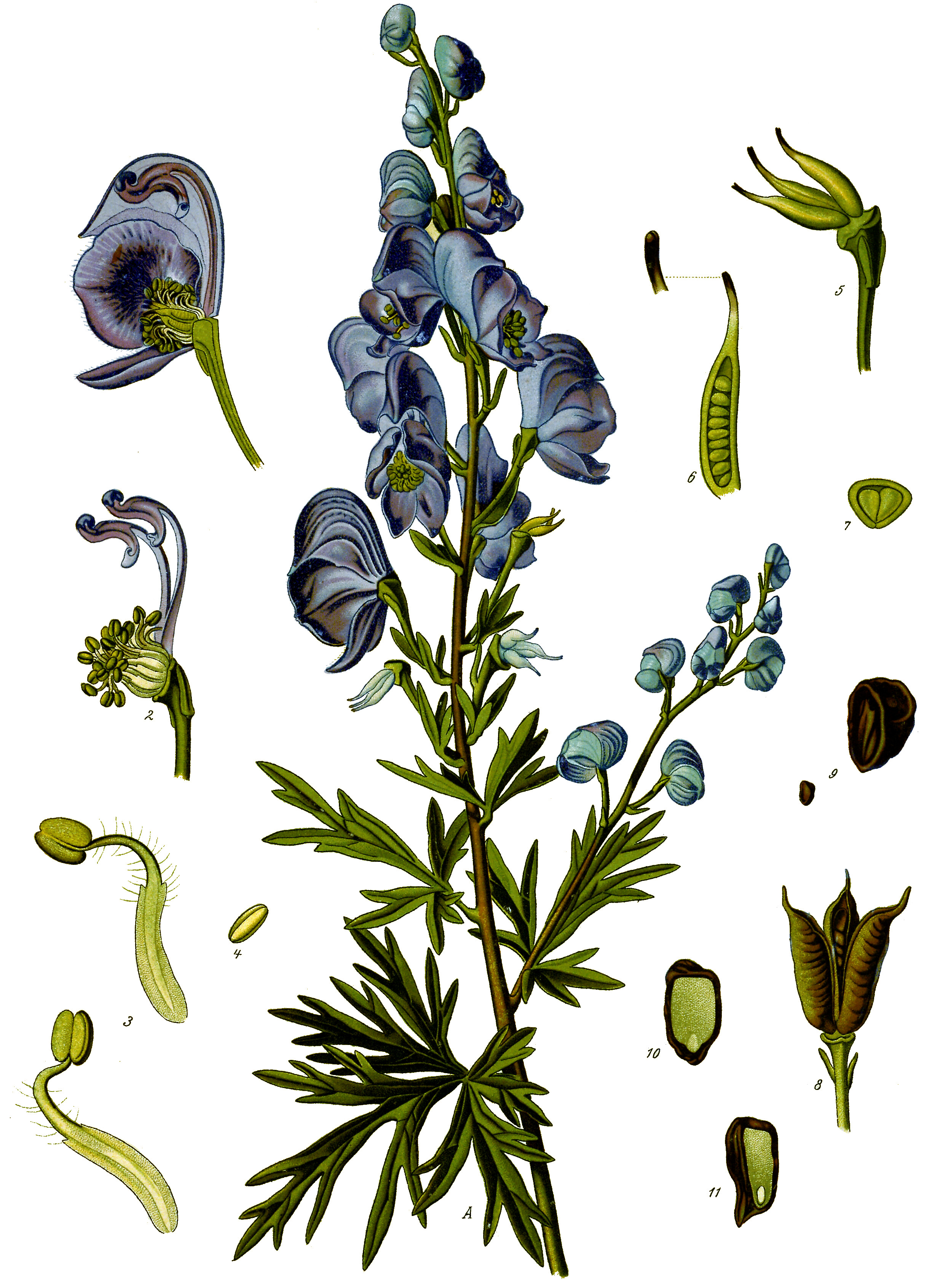
Aconitum napellus L.
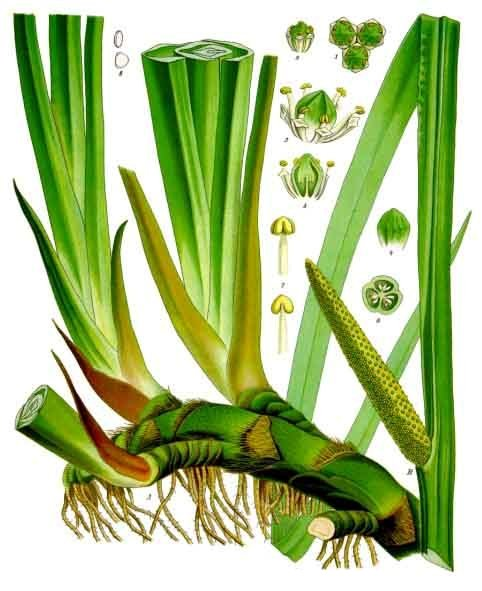
Acorus calamus L.
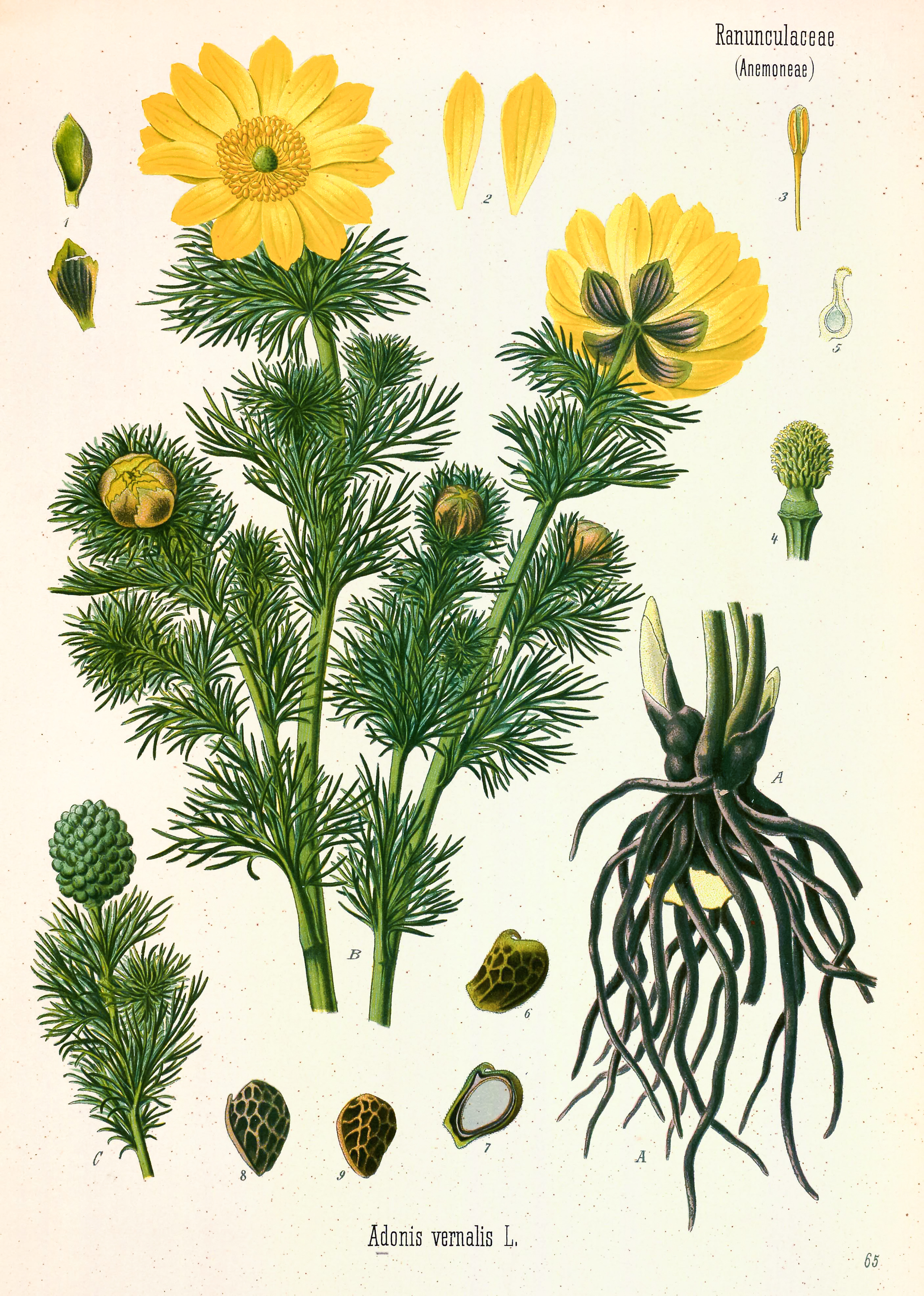
Adonis vernalis L.
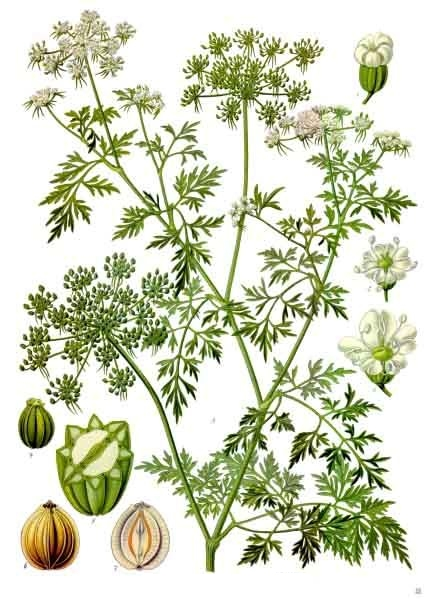
Aethusa cynapium L.
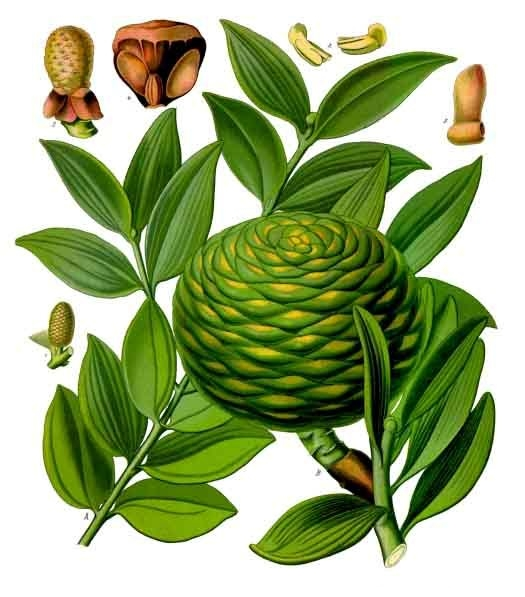
Agathis dammara (Lamb.) Rich.
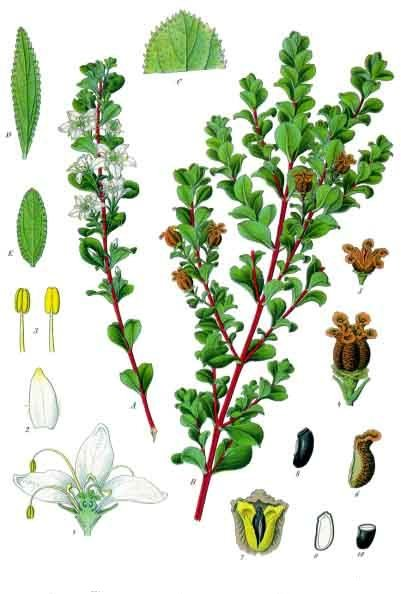
Agathosma betulina (P.J.Bergius) Pillans
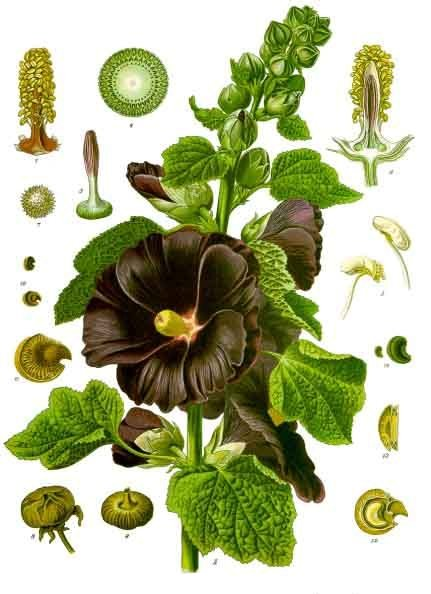
Alcea rosea L.
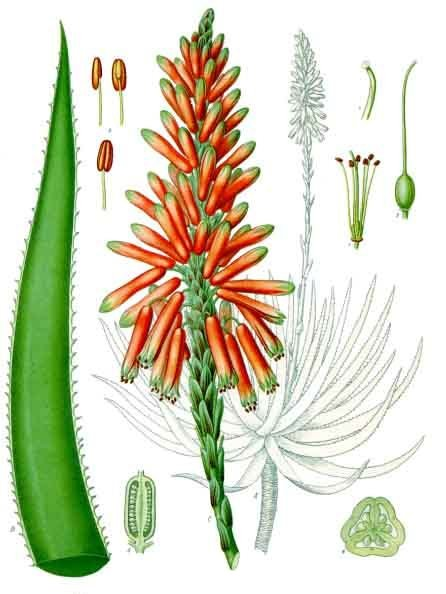
Aloe succotrina Lam.
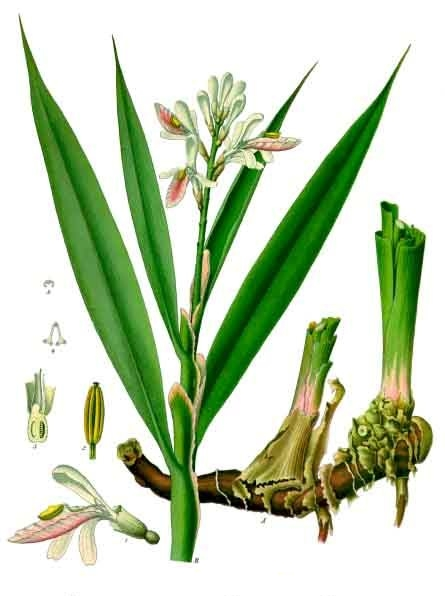
Alpinia officinarum Hance
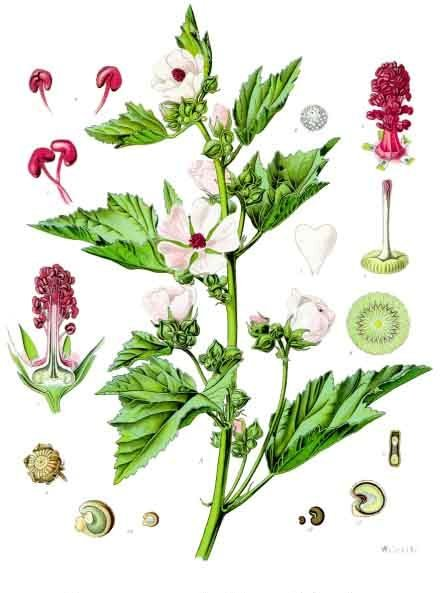
Althaea officinalis L.
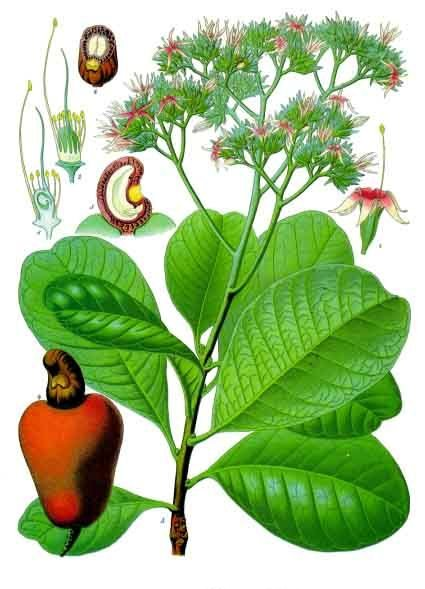
Anacardium occidentale L.
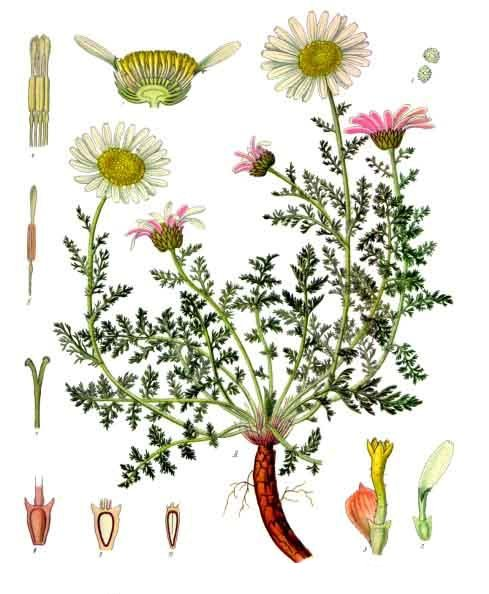
Anacyclus pyrethrum (L.) Link
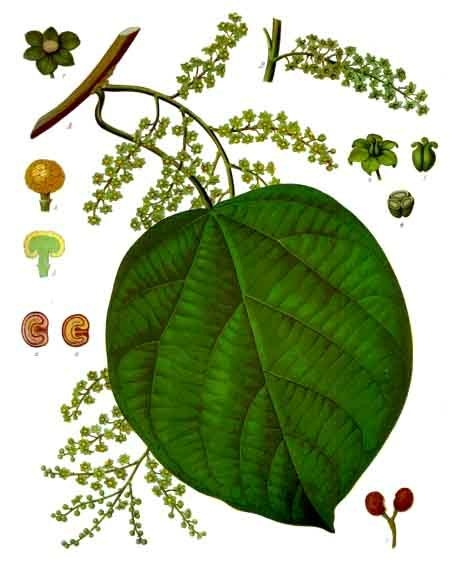
Anamirta cocculus (L.) Wight & Arn.
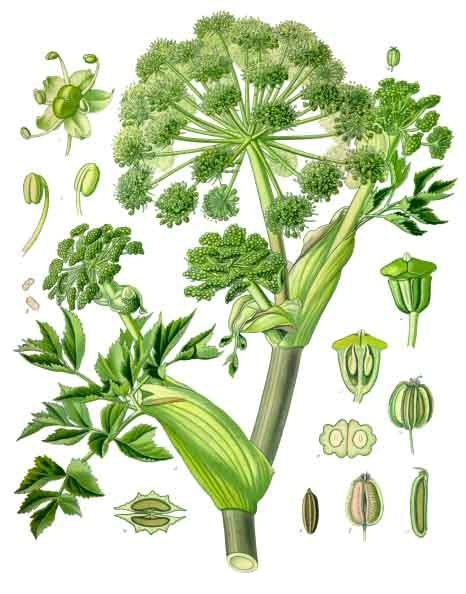
Angelica archangelica L.
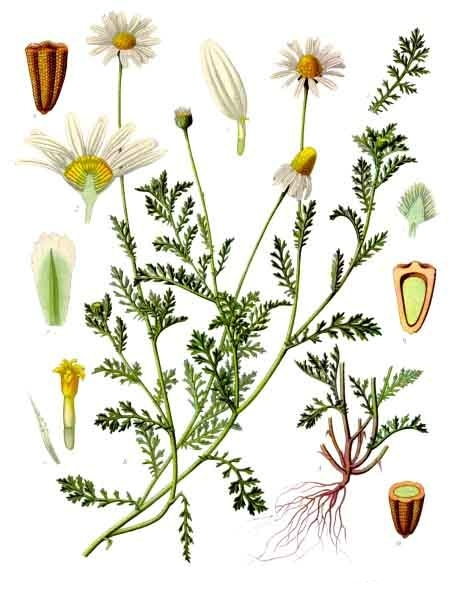
Anthemis arvensis L.
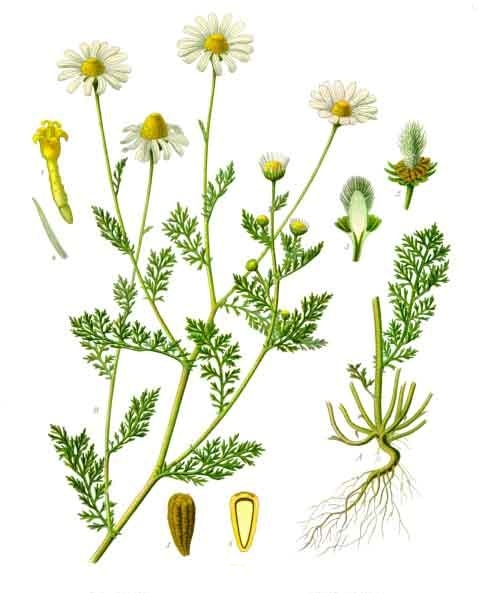
Anthemis cotula L.
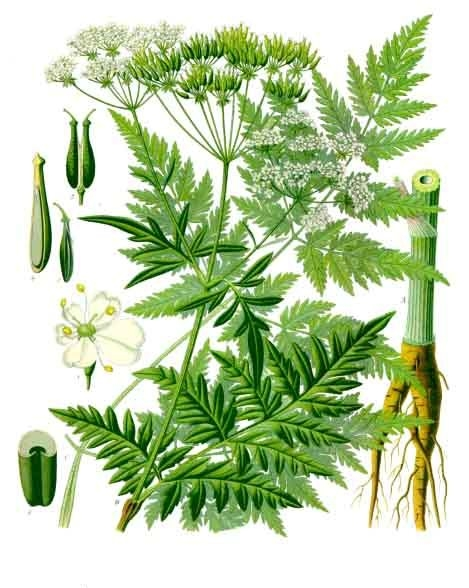
Anthriscus sylvestris (L.) Hoffm.
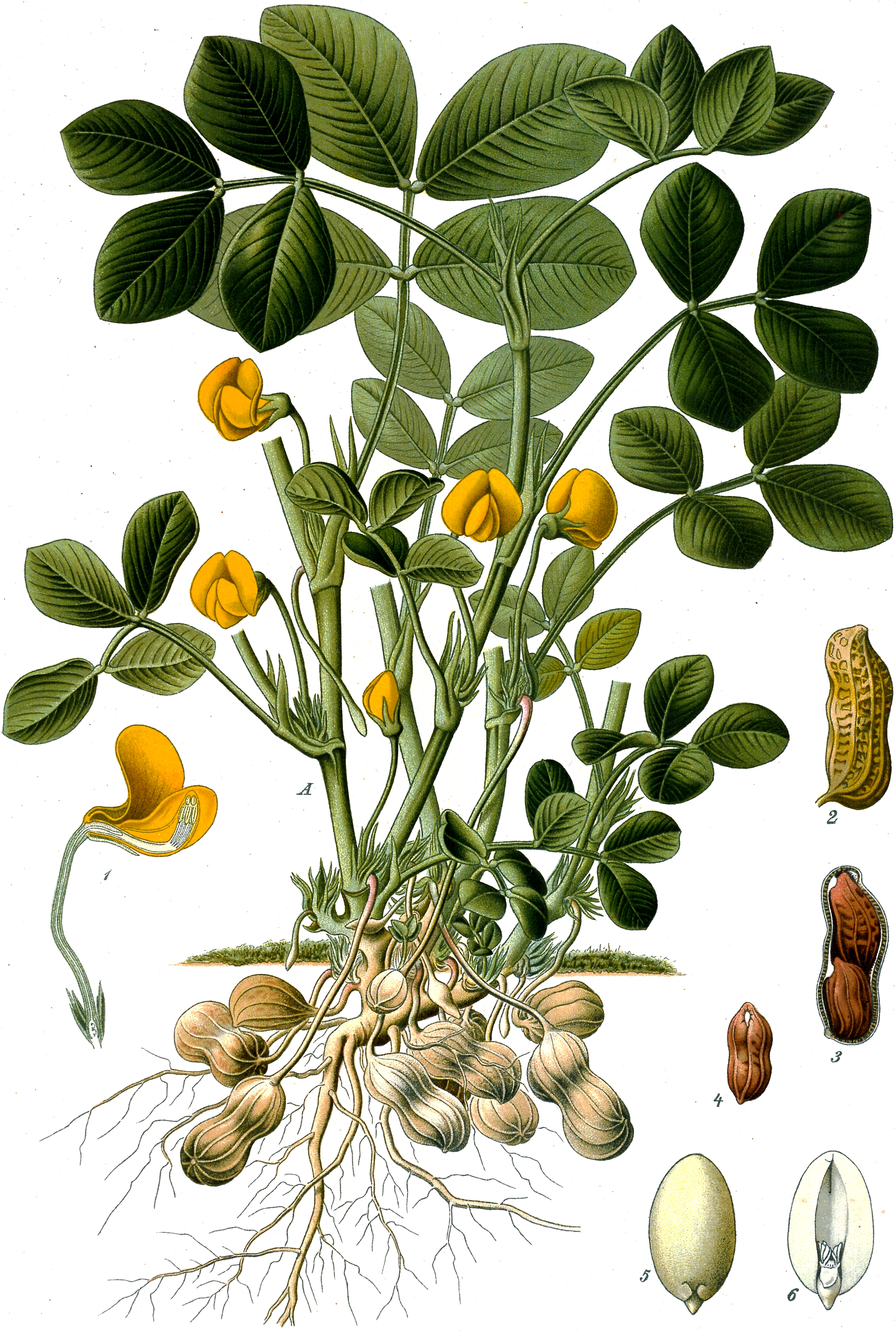
Arachis hypogaea L.
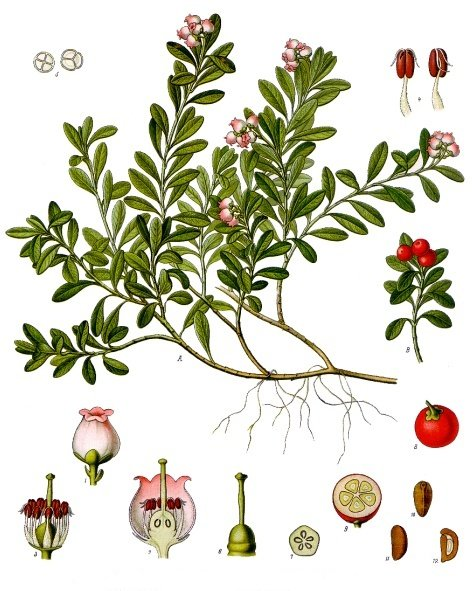
Arctostaphylos uva-ursi (L.) Spreng.
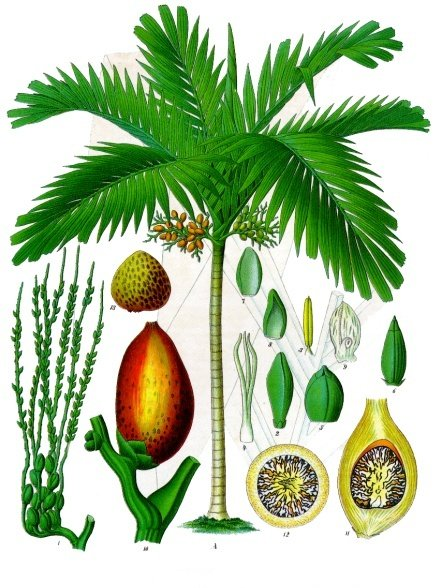
Areca catechu L.
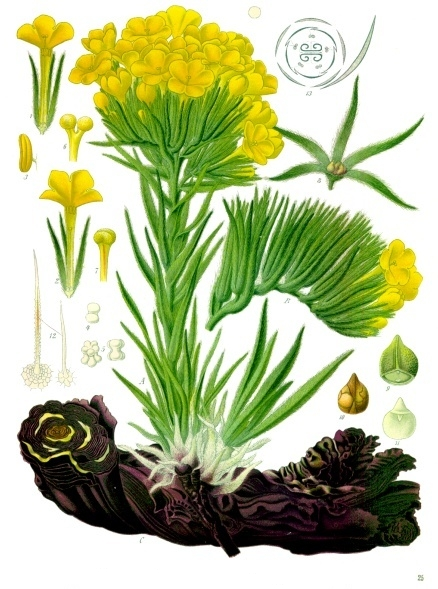
Arnebia densiflora Ledeb.
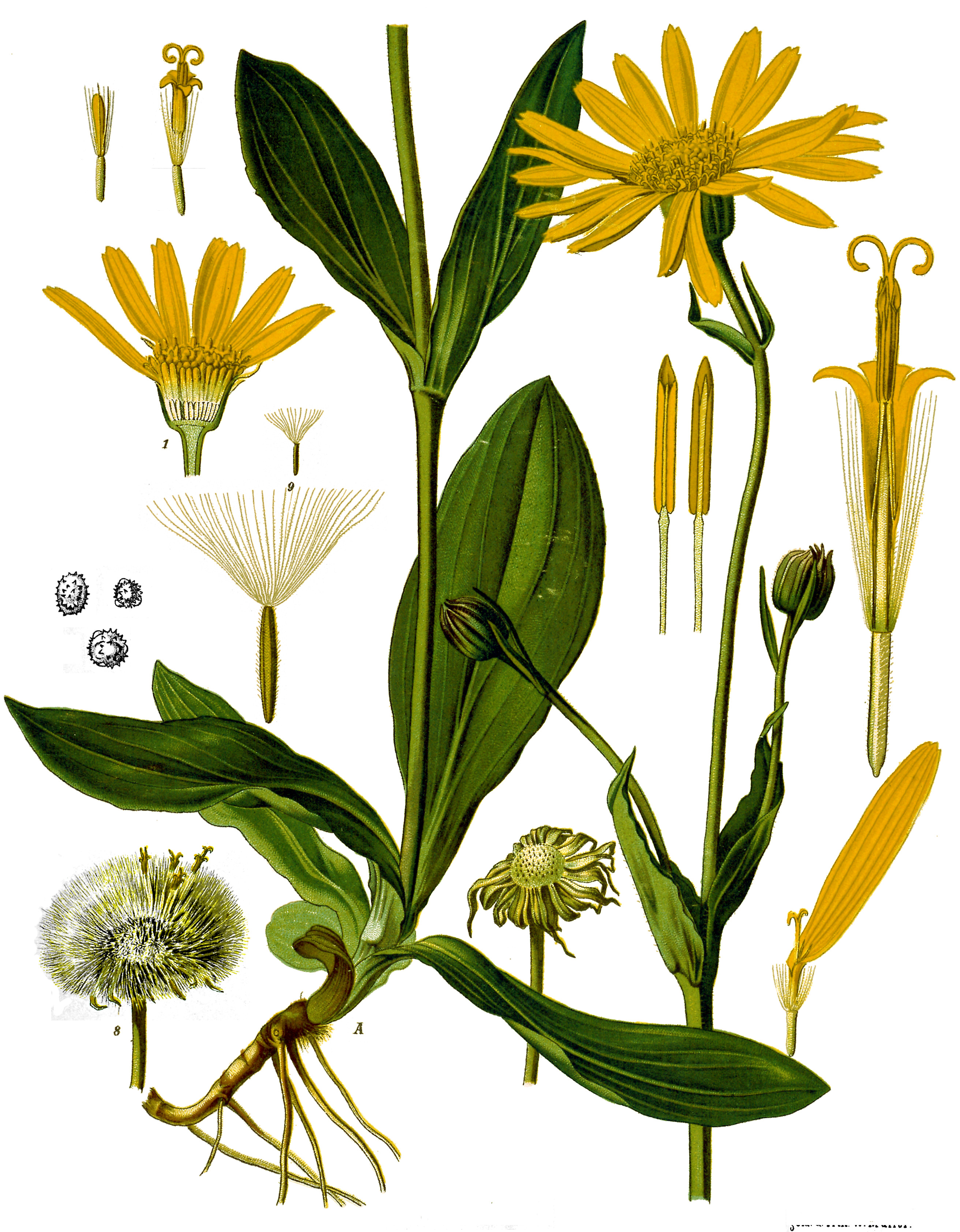
Arnica montana L.
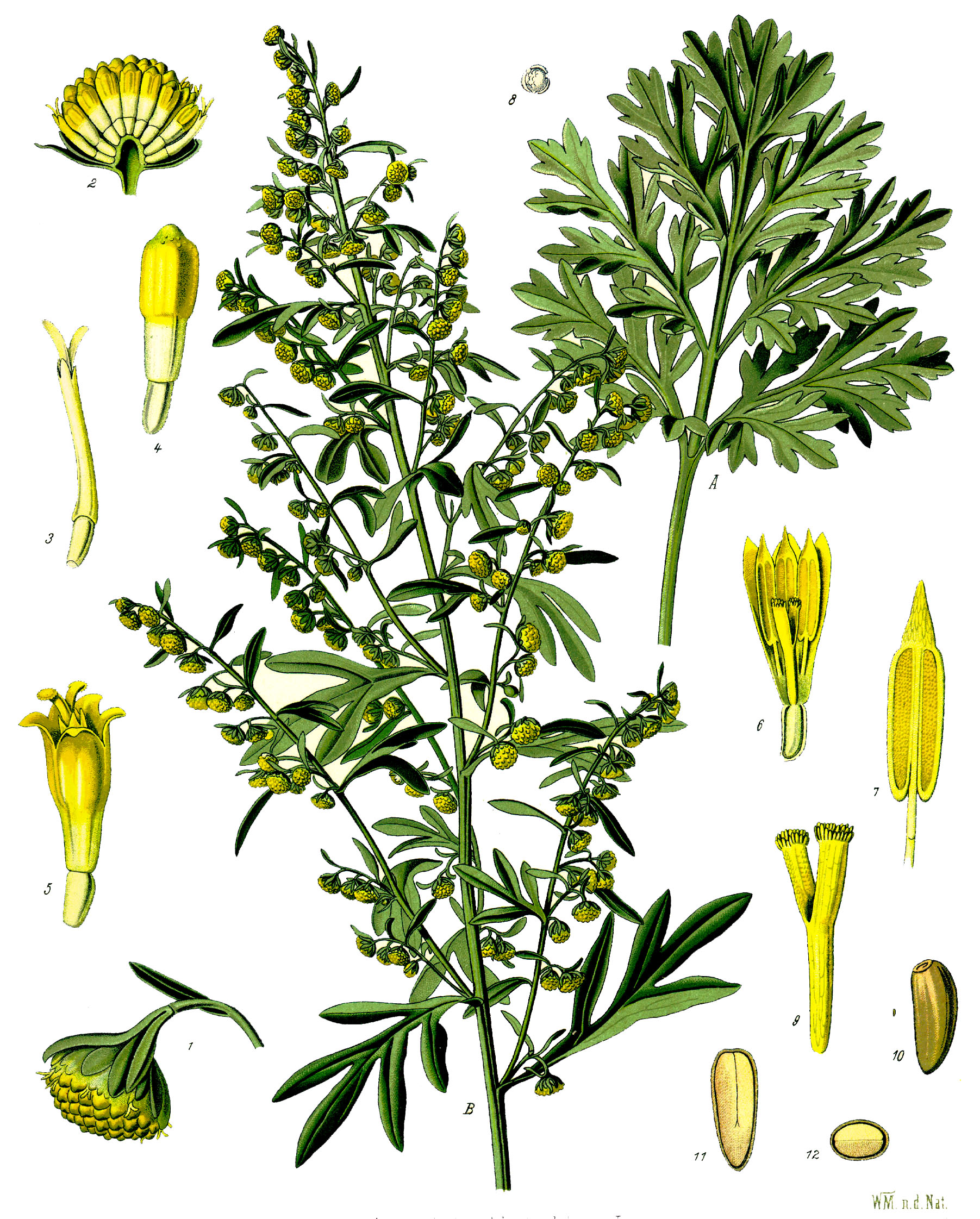
Artemisia absinthium L.
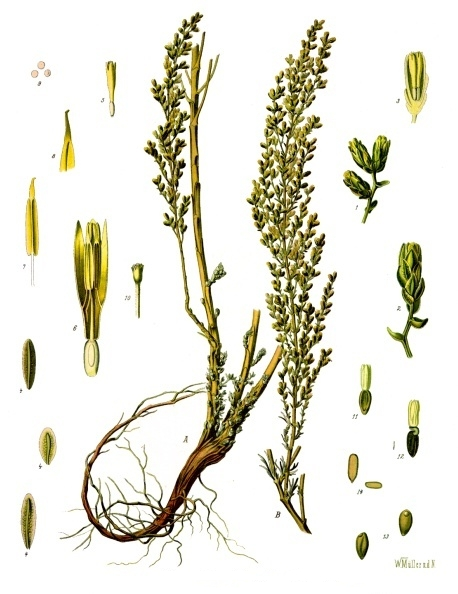
Artemisia cina O.Berg
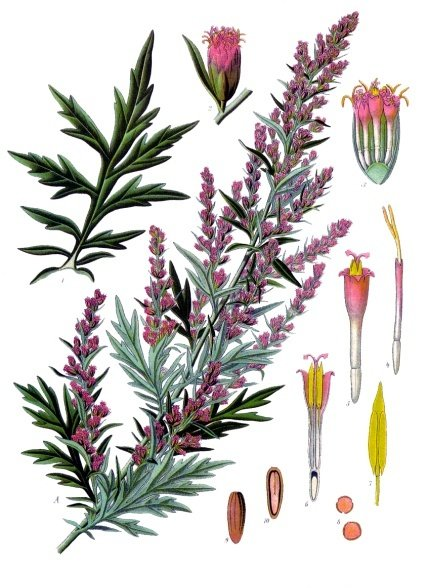
Artemisia vulgaris L.
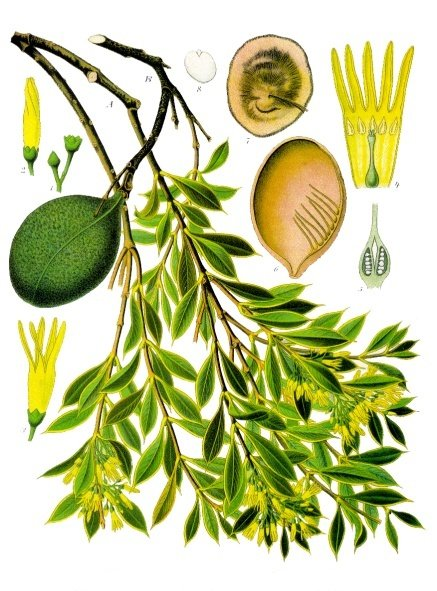
Aspidosperma quebracho-blanco Schltdl.
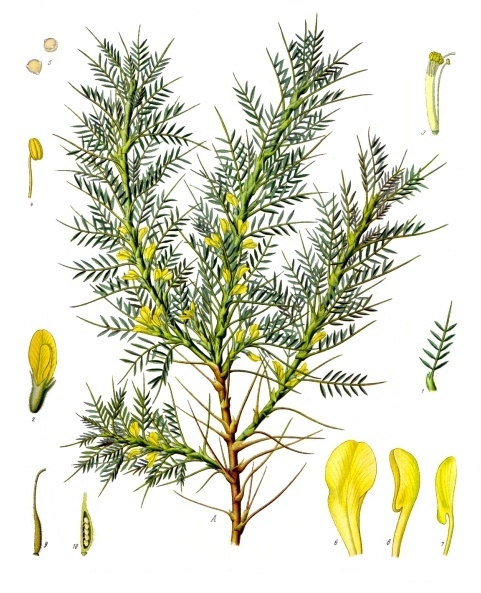
Astracantha adscendens Boiss. & Hausskn.
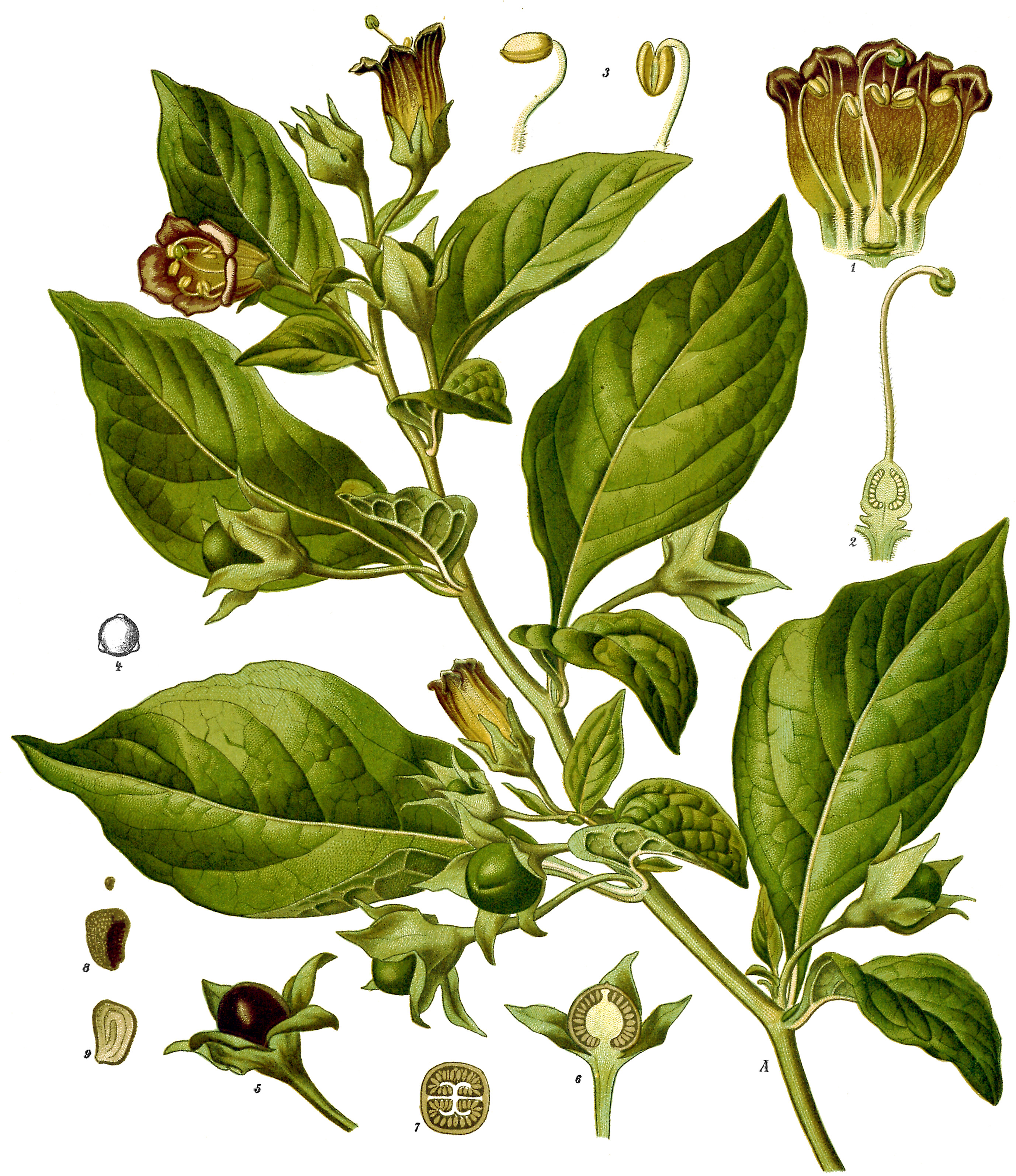
Atropa belladonna L.
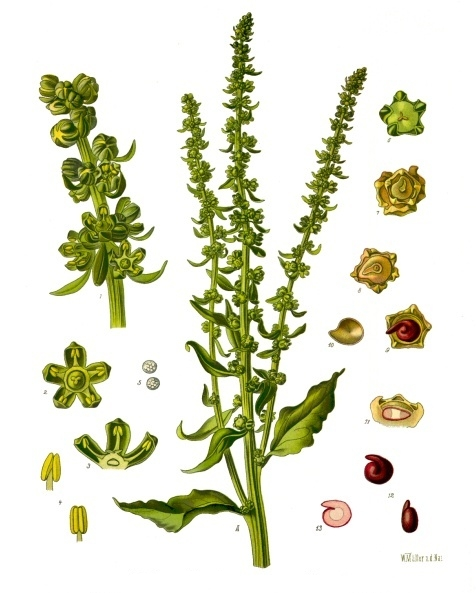
Beta vulgaris var. rapa Dum.
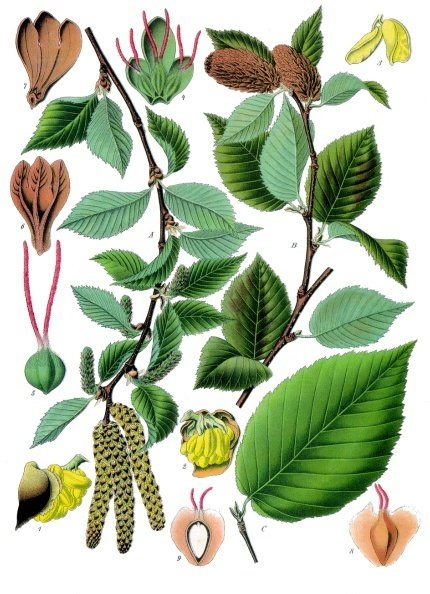
Betula lenta L.
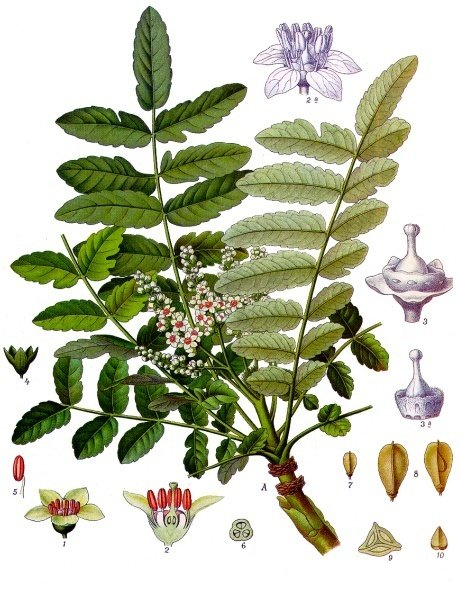
Boswellia sacra Flueck.
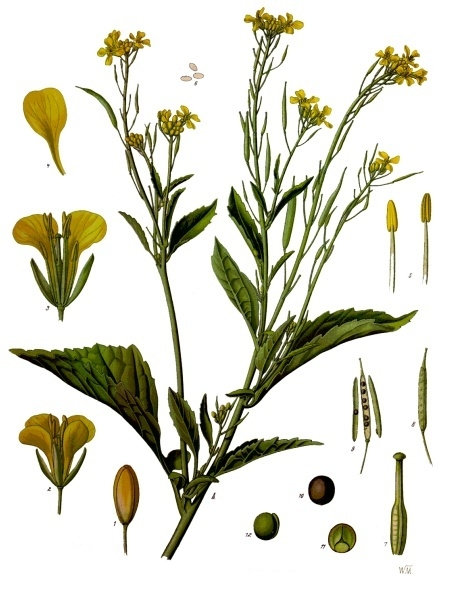
Brassica juncea (L.) Czern.
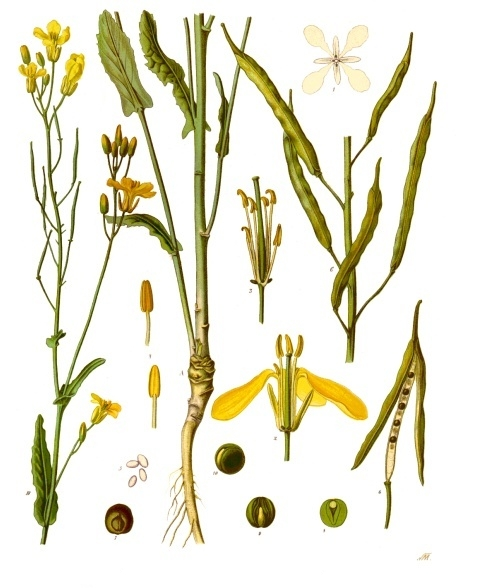
Brassica napus L. var. napus
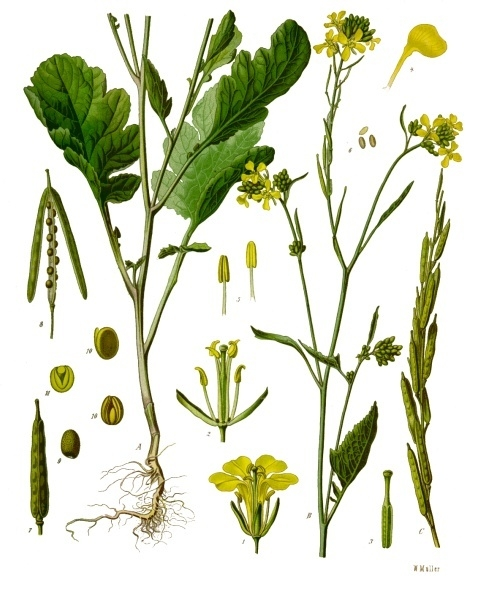
Brassica nigra (L.) W.D.J.Koch
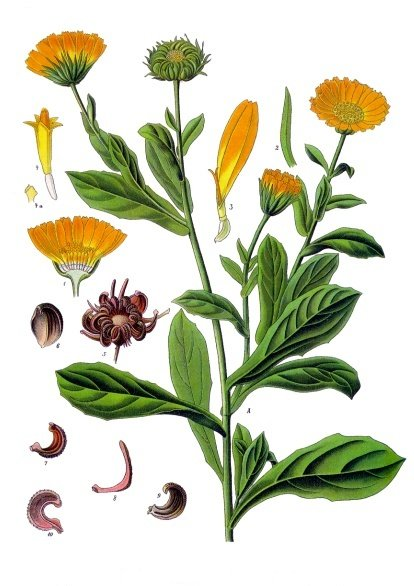
Calendula officinalis L.
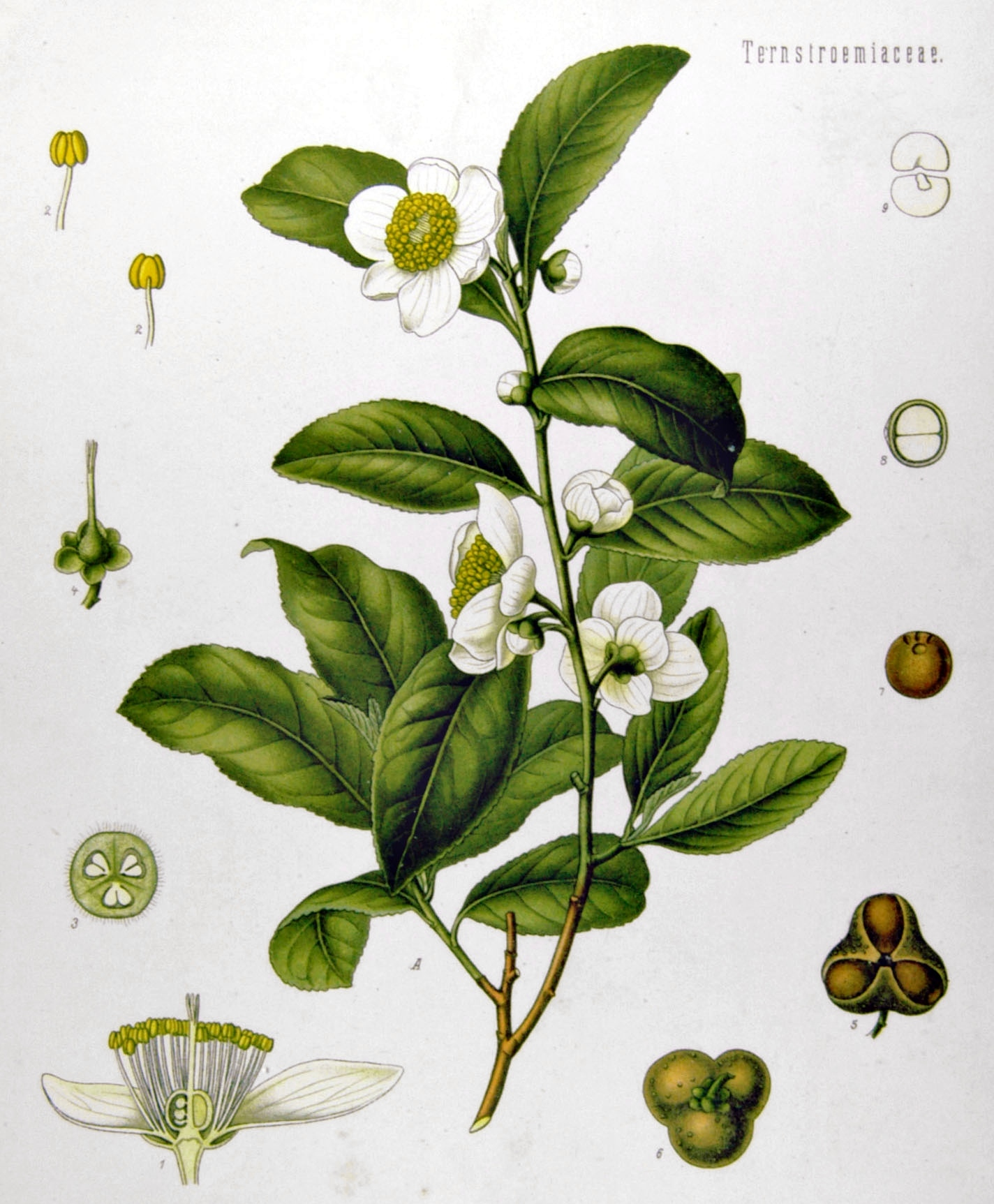
Camellia sinensis (L.) Kuntze var. sinensis
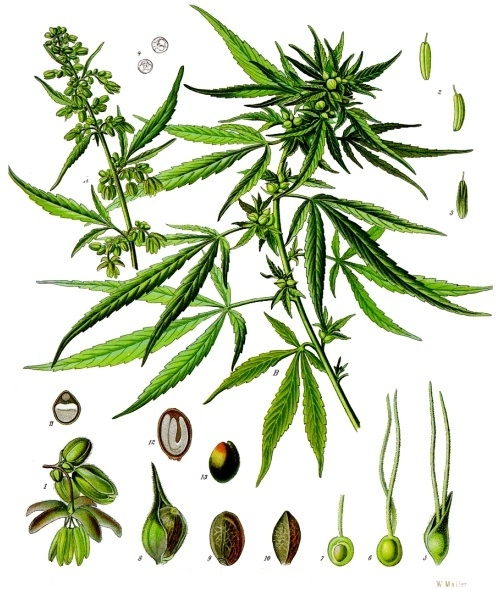
Cannabis sativa L.
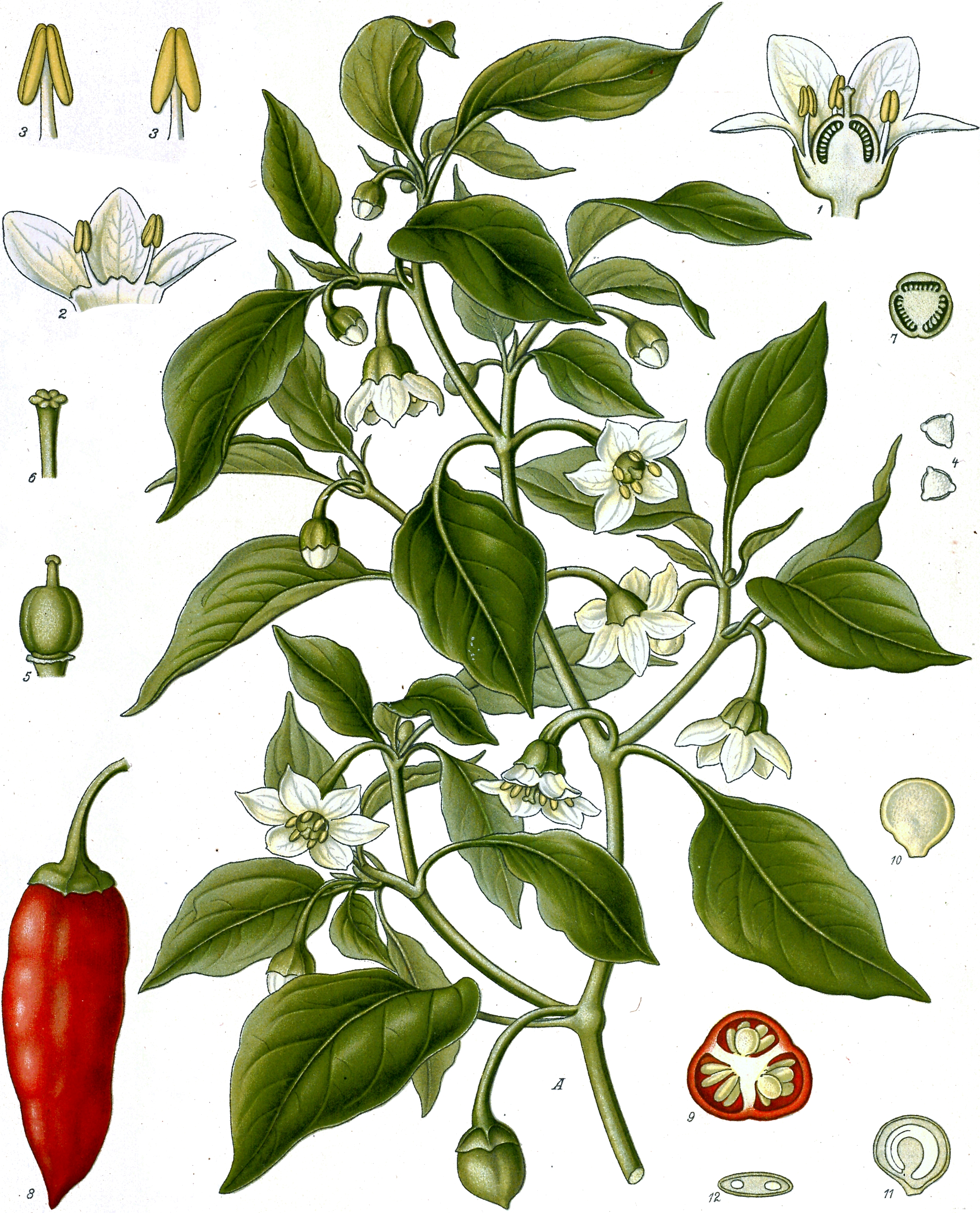
Capsicum annuum L.
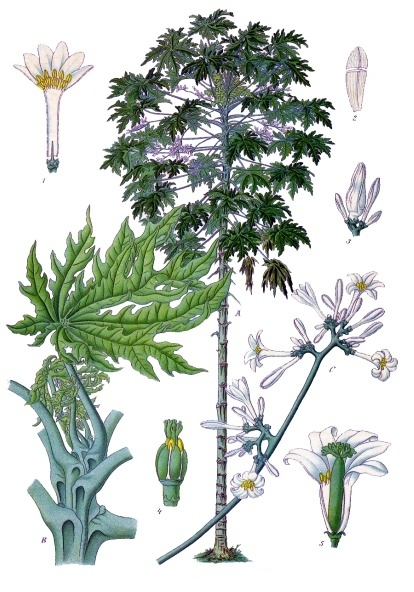
Carica papaya L. (whole plant, flowers)
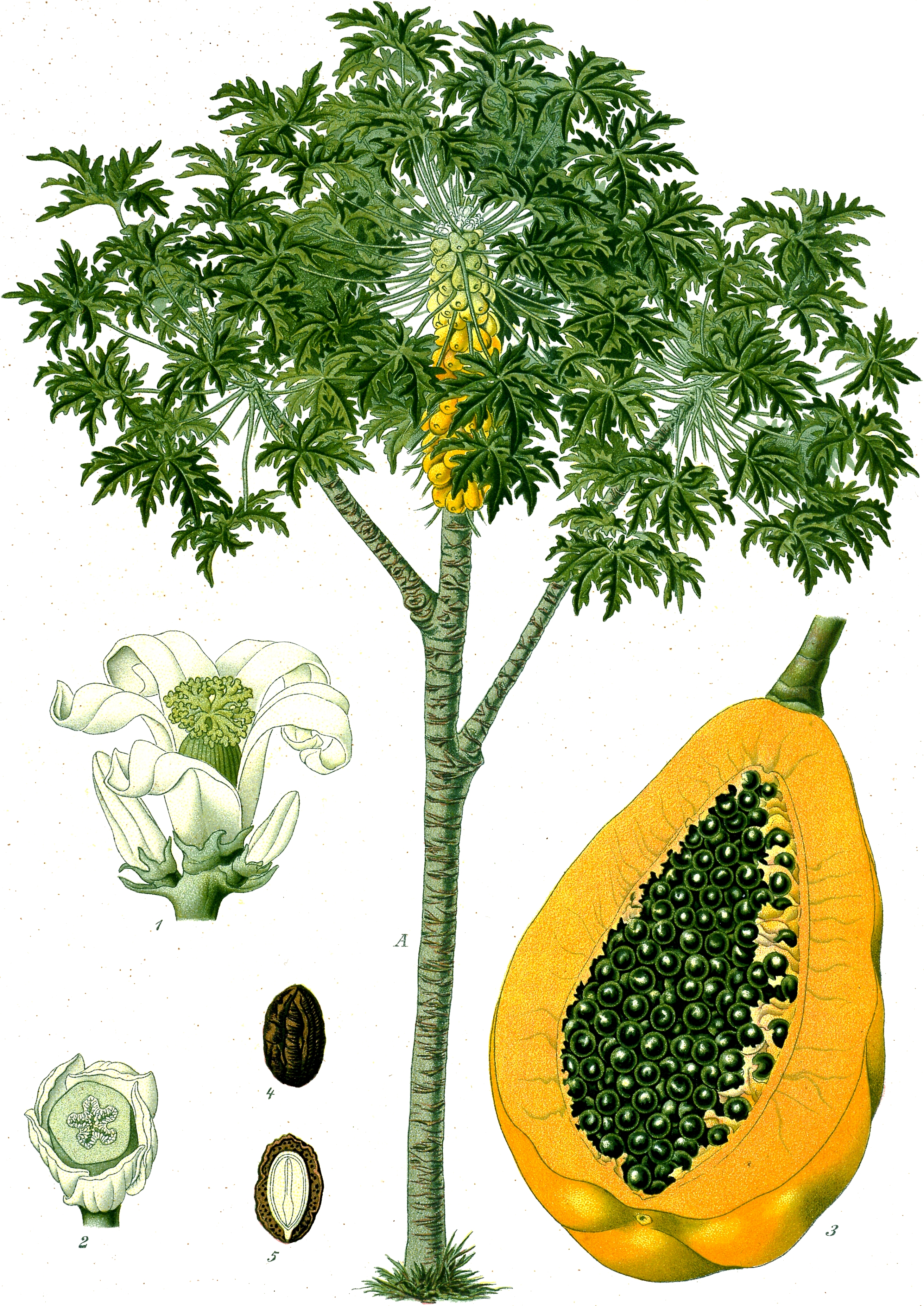
Carica papaya L. (whole plant, fruits)
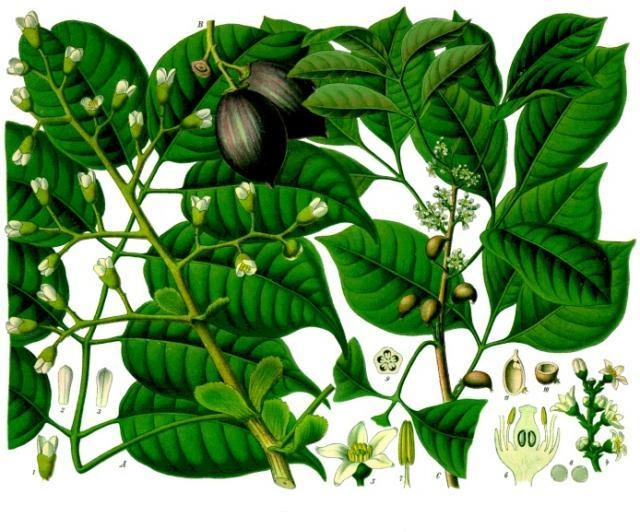
Canarium indicum L.
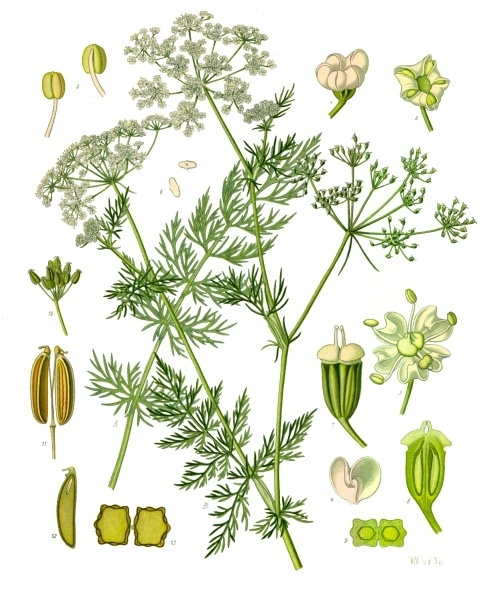
Carum carvi L.
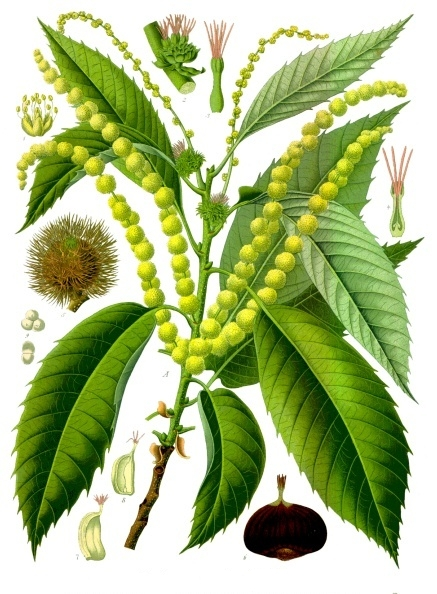
Castanea sativa Mill.
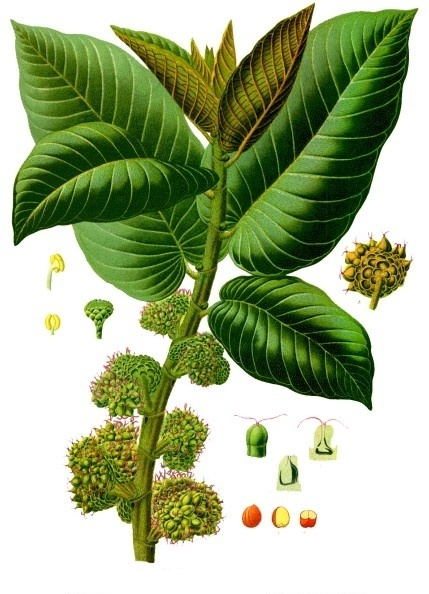
Castilla elastica Cerv.
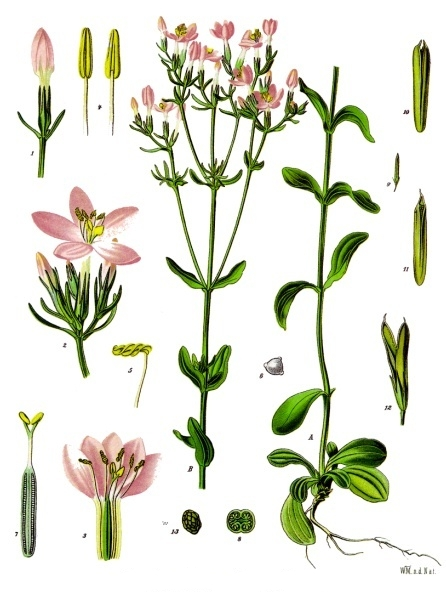
Centaurium erythraea Rafn.
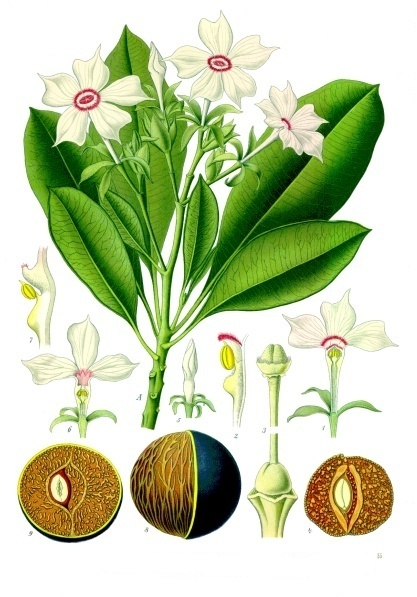
Cerbera manghas L.
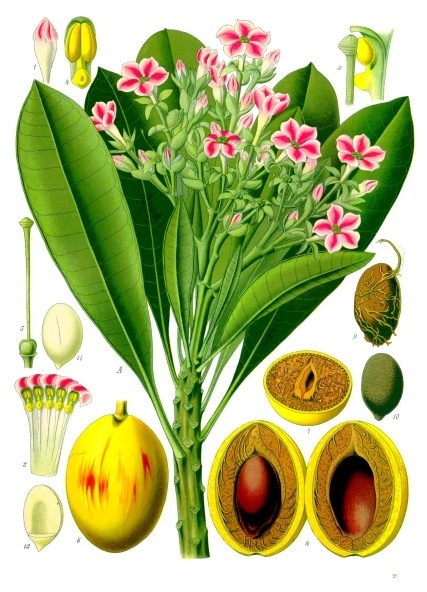
Cerbera tanghin Hook.
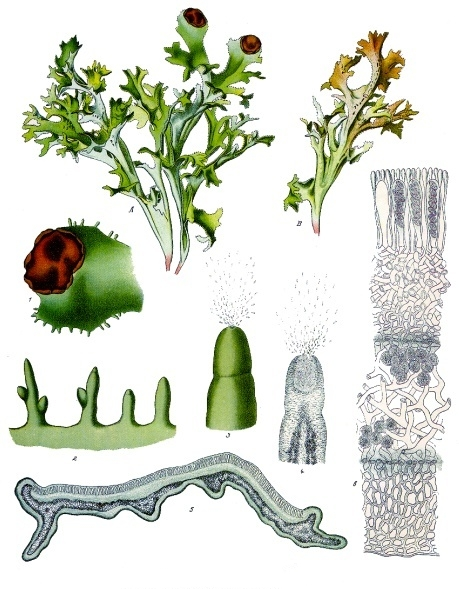
Cetraria islandica Acharius
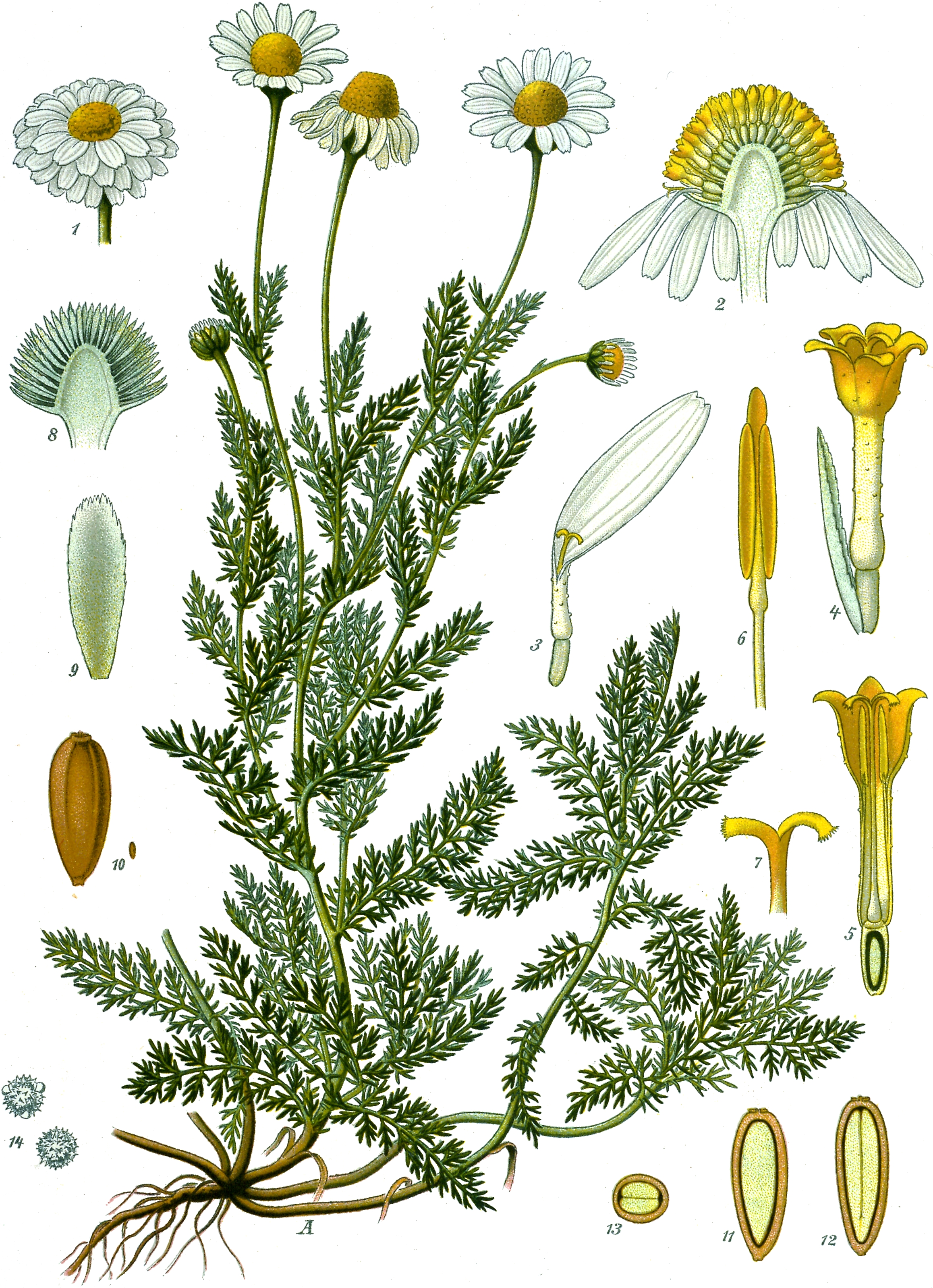
Chamaemelum nobile (L.) All.
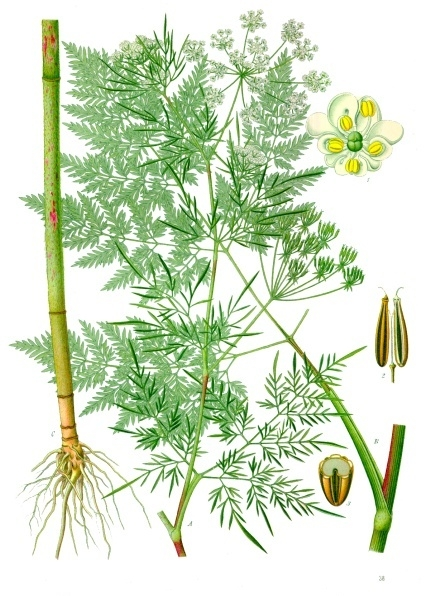
Chaerophyllum bulbosum L.
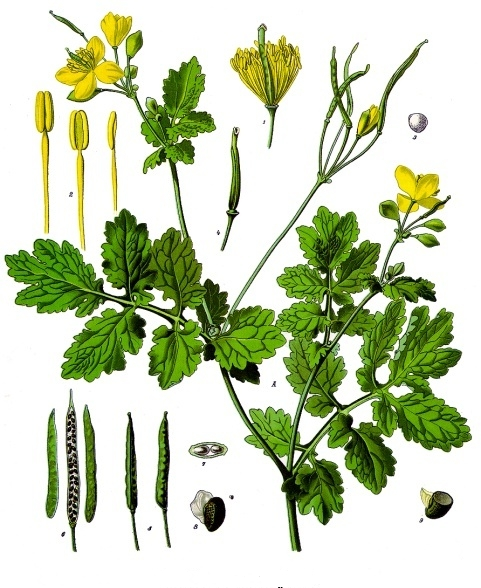
Chelidonium majus L.
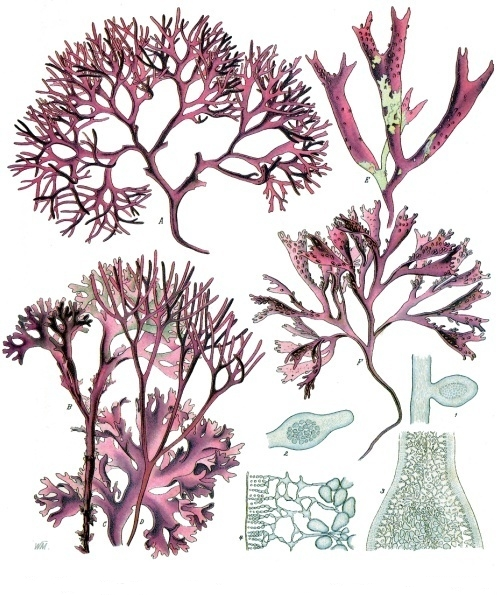
Chondrus crispus Lyngb.
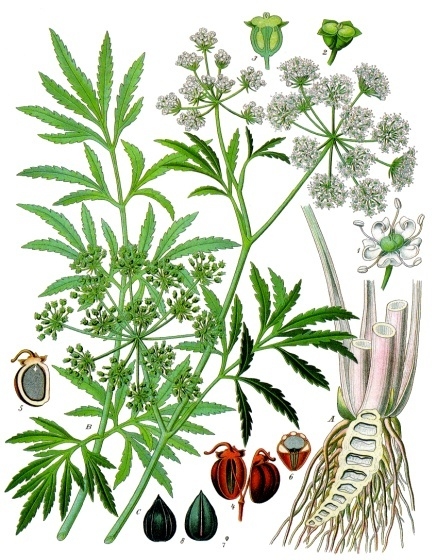
Cicuta virosa L.
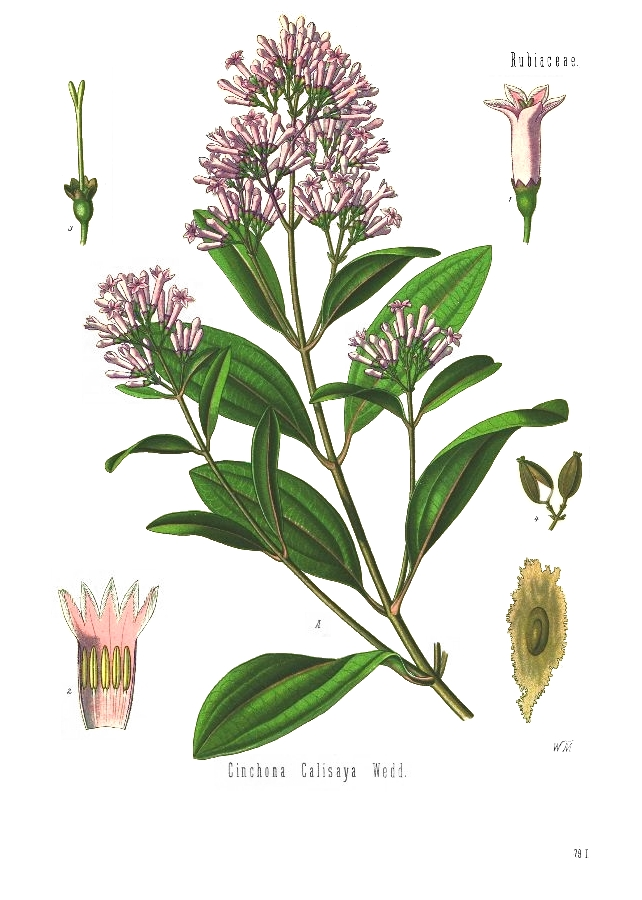
Cinchona calisaya Wedd.
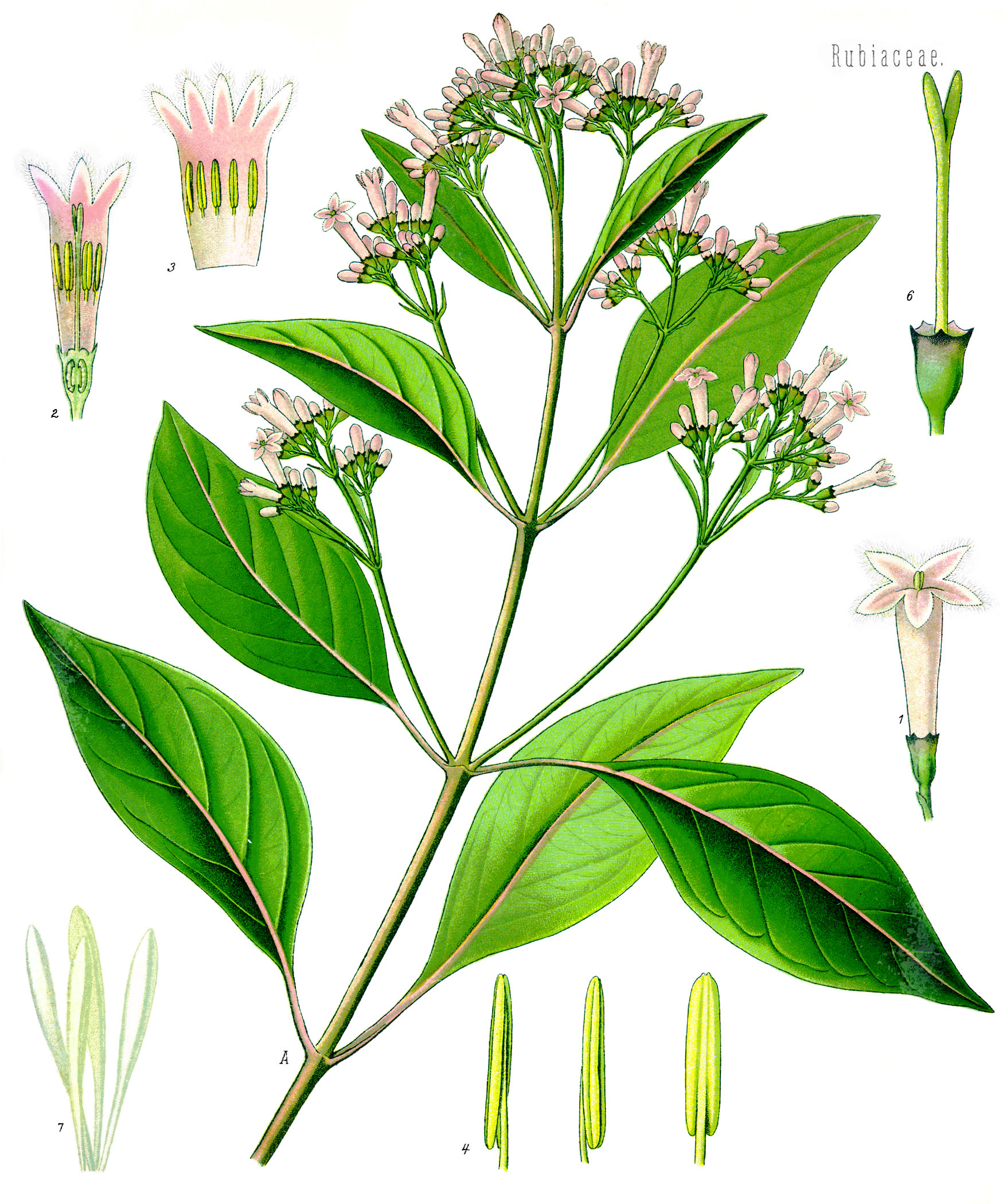
Cinchona officinalis L.
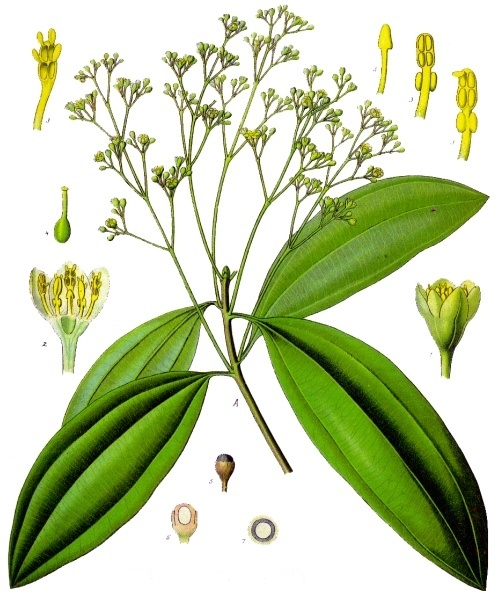
Cinnamomum aromaticum Nees
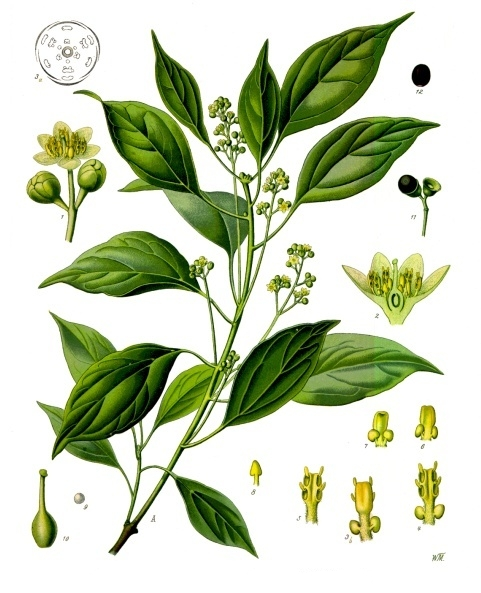
Cinnamomum camphora (L.) J.Presl
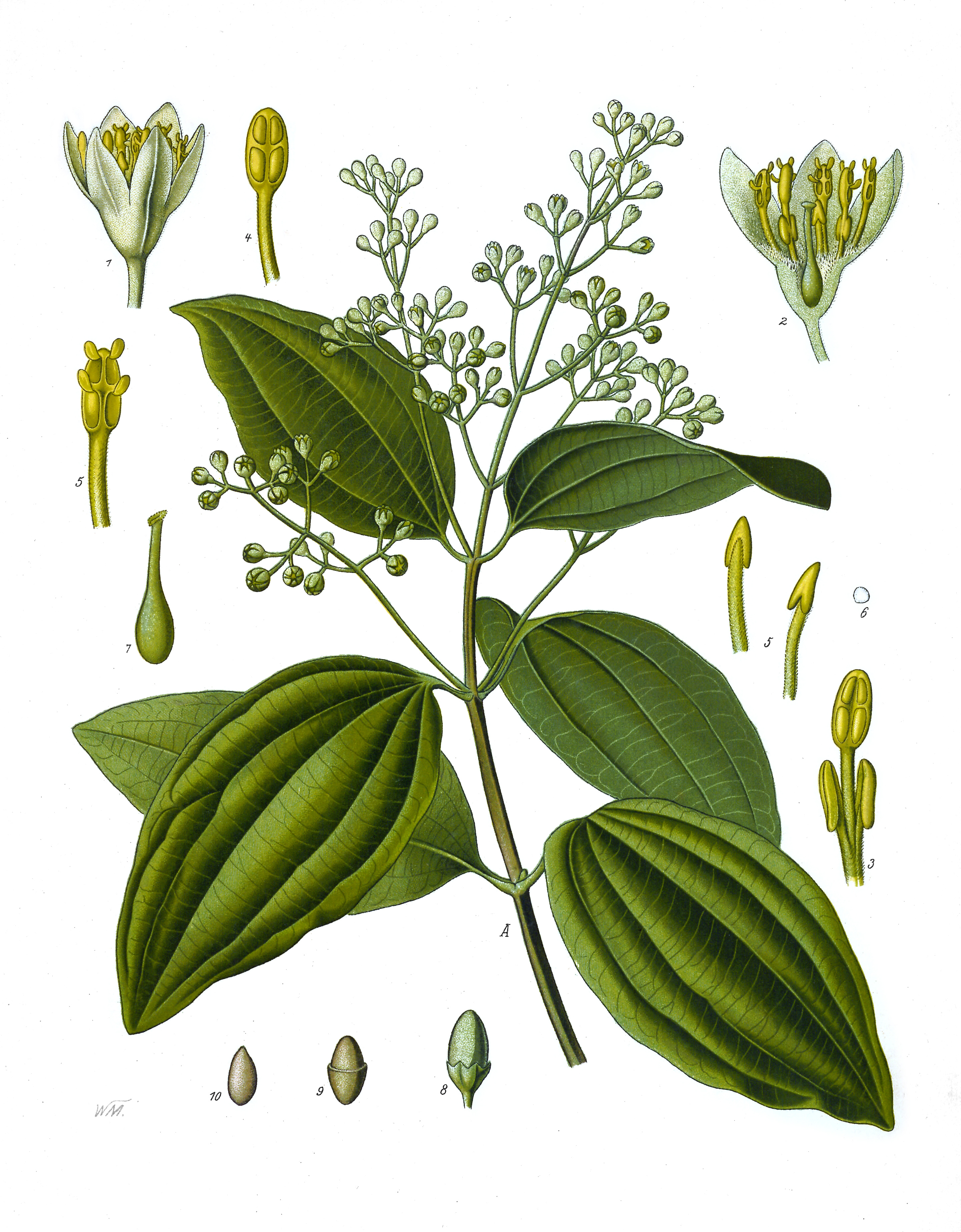
Cinnamomum verum J.Presl
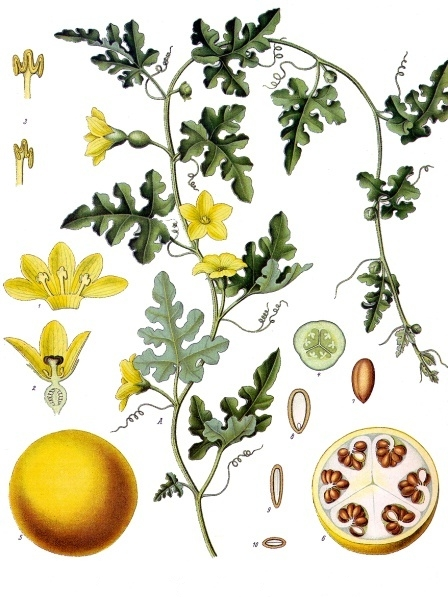
Citrullus colocynthis (L.) Schrad.
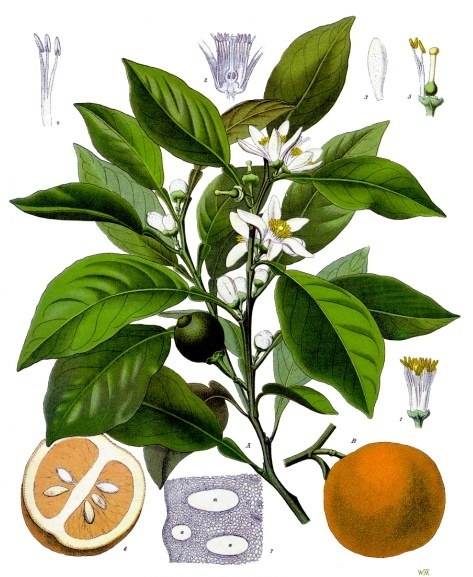
Citrus aurantium L.
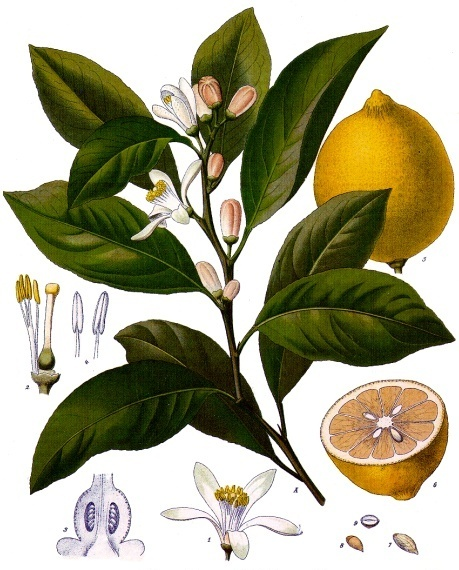
Citrus limon (L.) Burm.f.
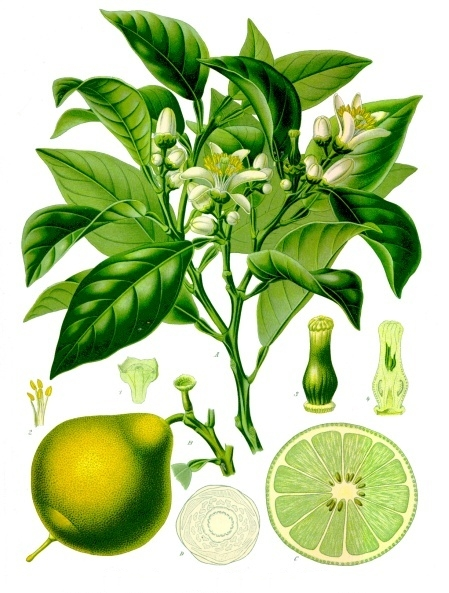
Citrus bergamia Risso & Poit.
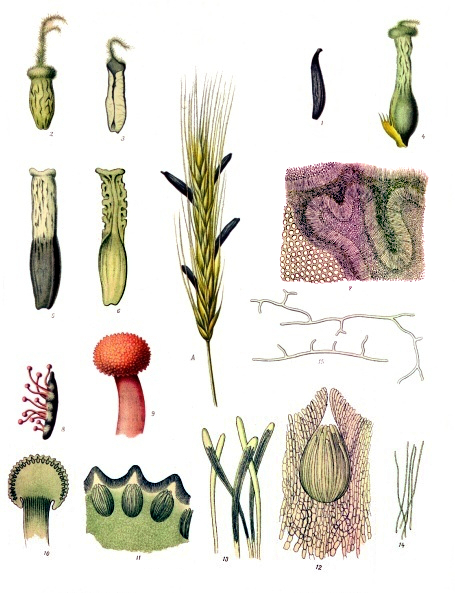
Claviceps purpurea
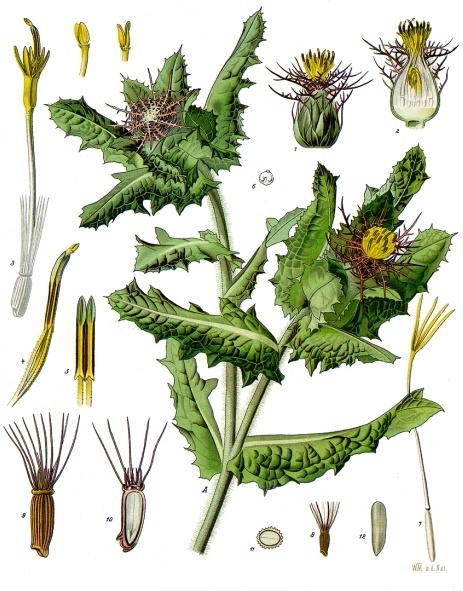
Cnicus benedictus L.
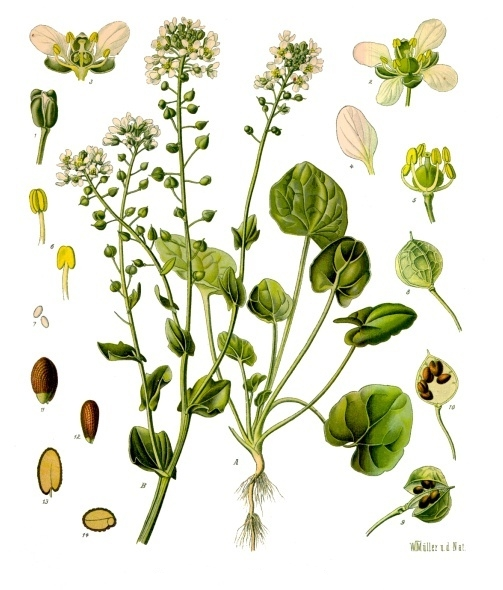
Cochlearia officinalis L.
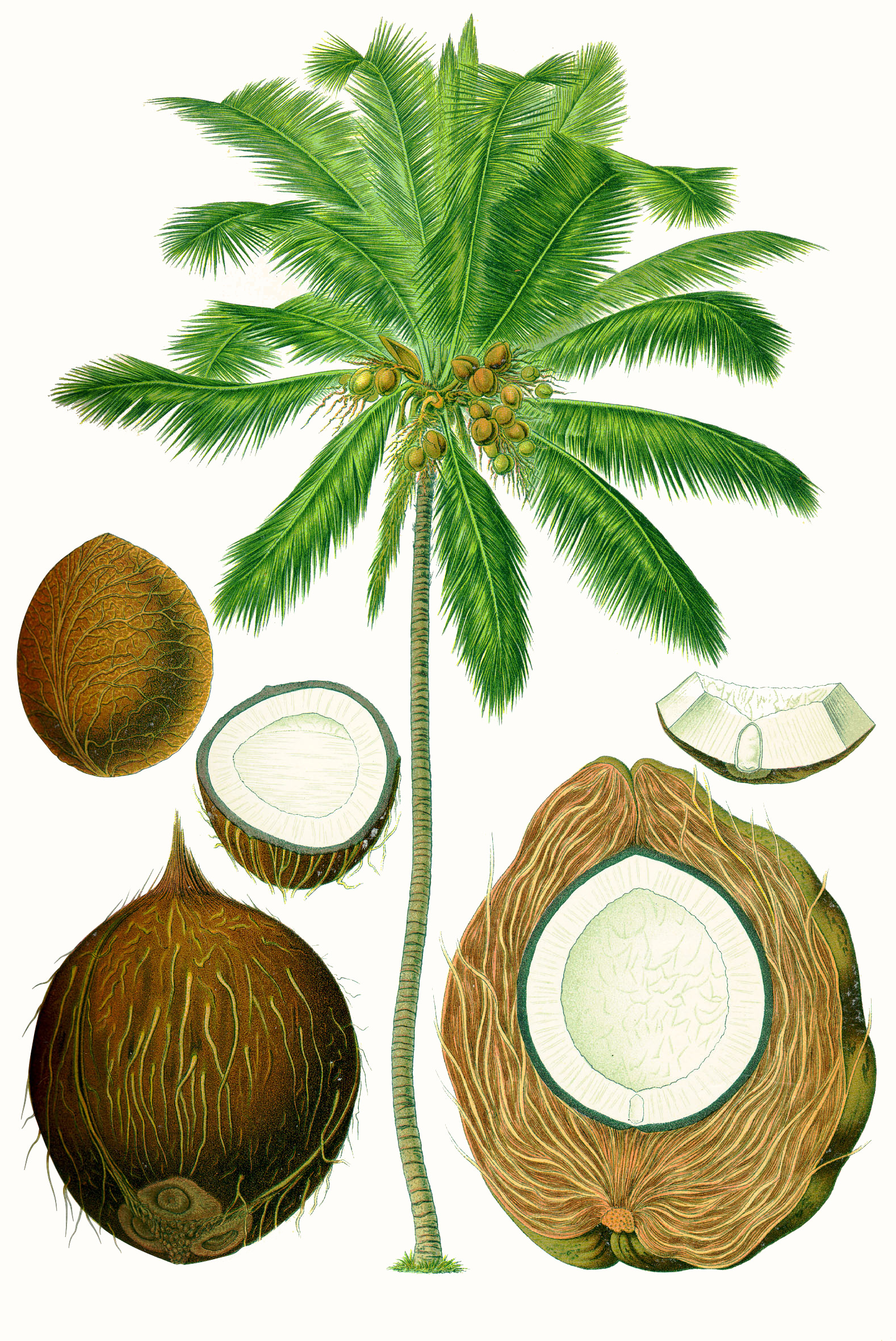
Cocos nucifera L. (1)
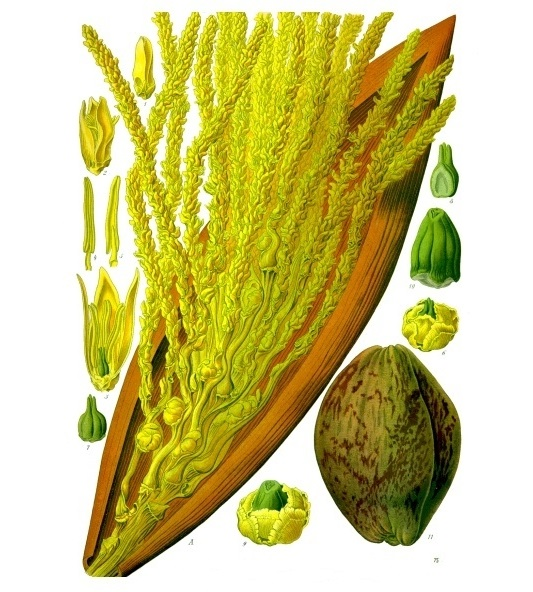
Cocos nucifera L. (2)
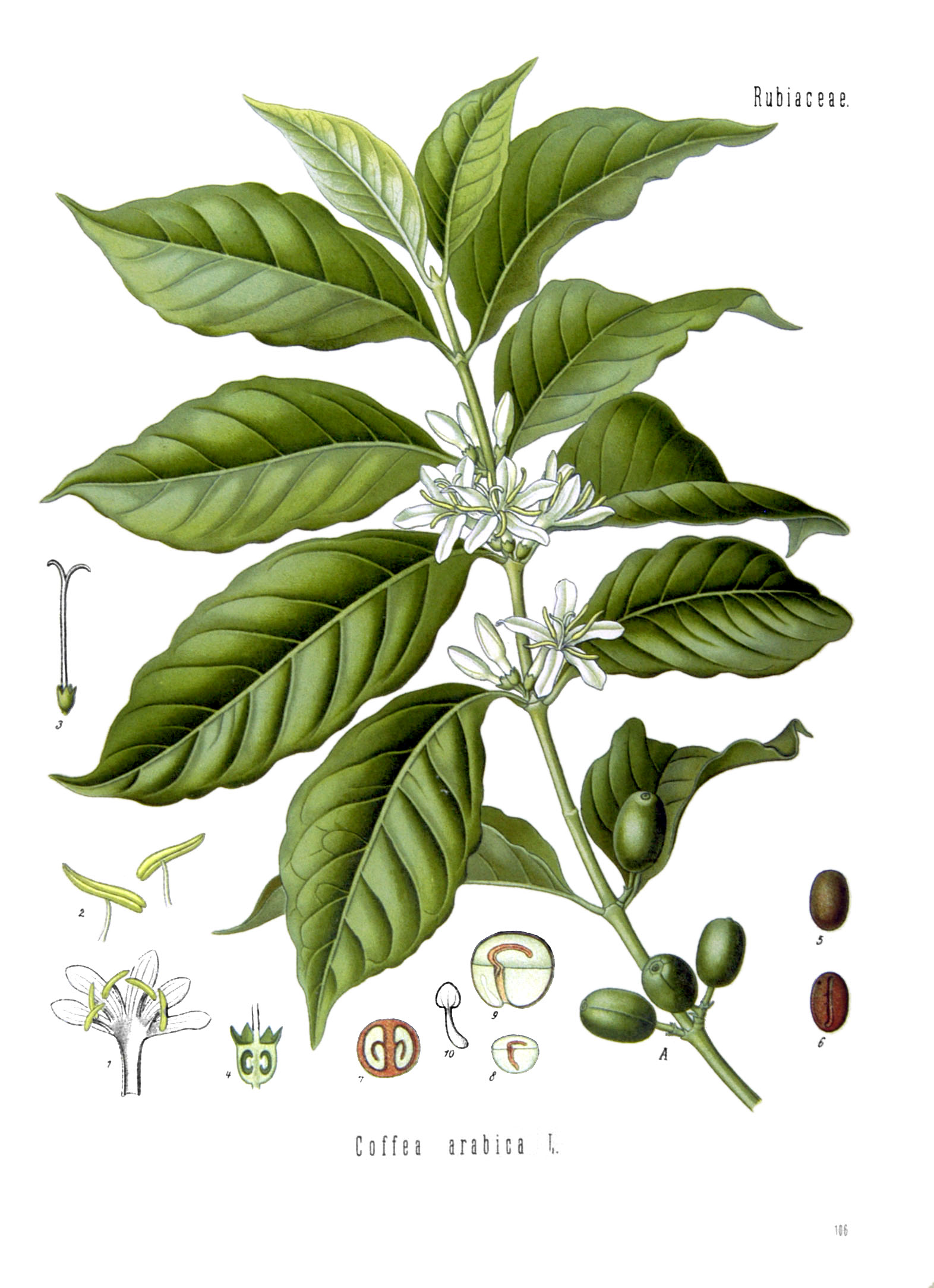
Coffea arabica L.
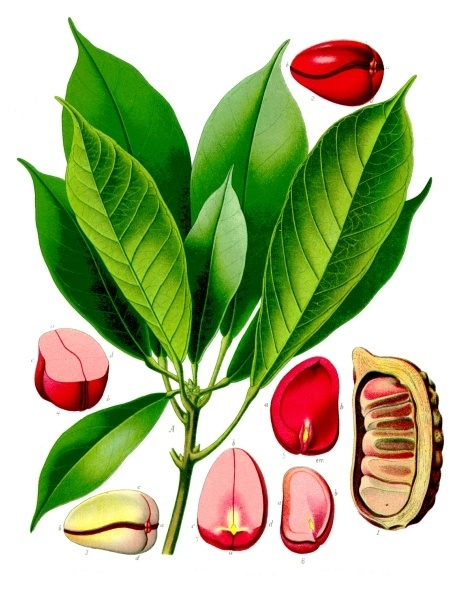
Cola acuminata (P.Beauv.) Schott & Endl.
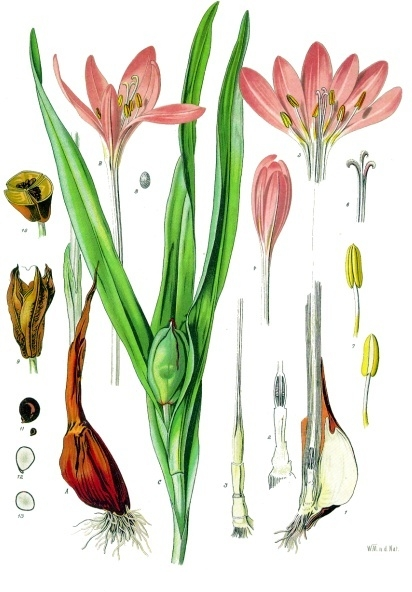
Colchicum autumnale L.
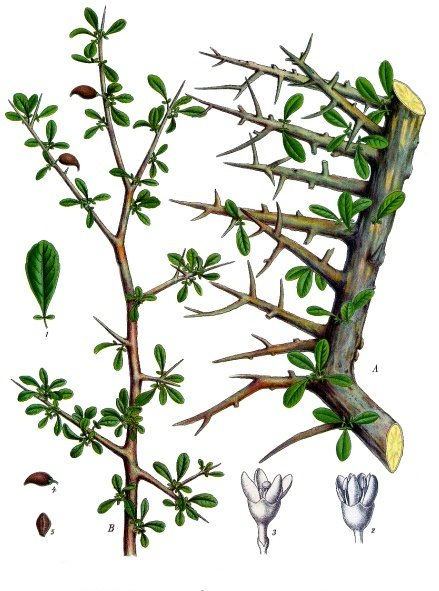
Commiphora myrrha (Nees) Engl.
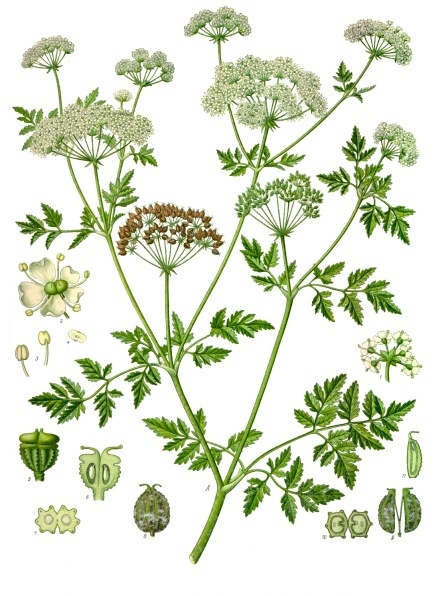
Conium maculatum L.
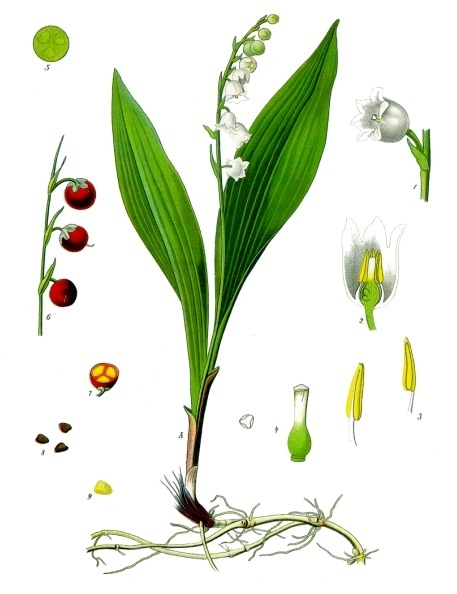
Convallaria majalis L.
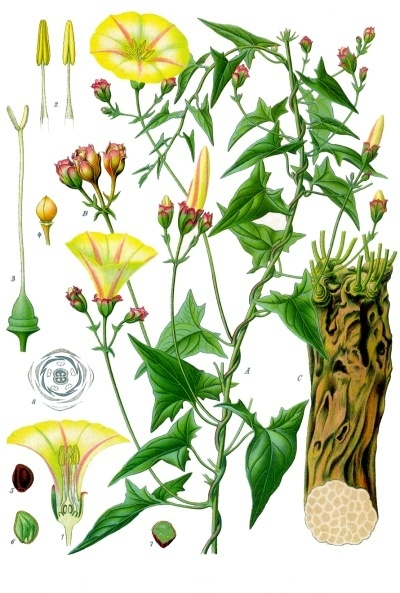
Convolvulus scammonia L.
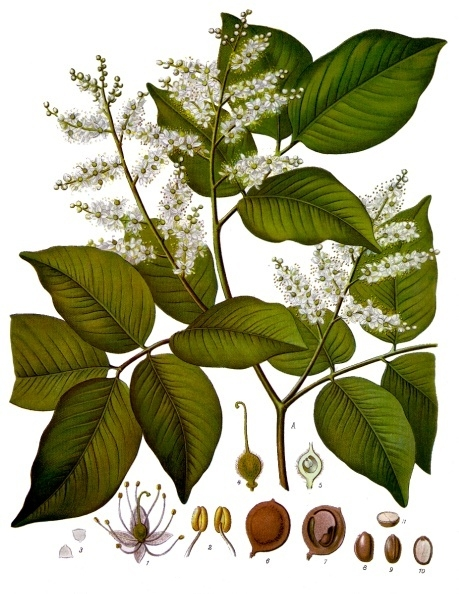
Copaifera officinalis (Jacq.) L.
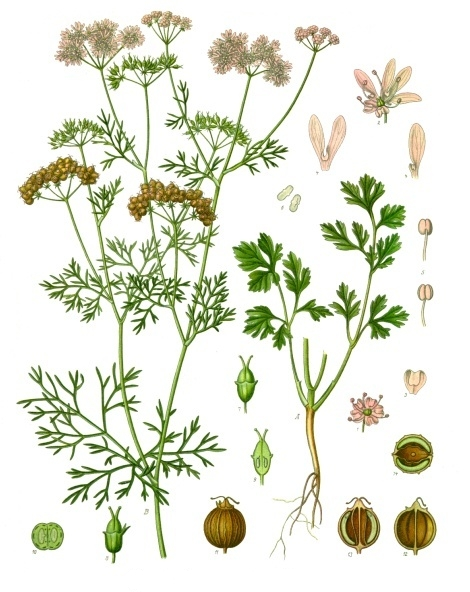
Coriandrum sativum L.
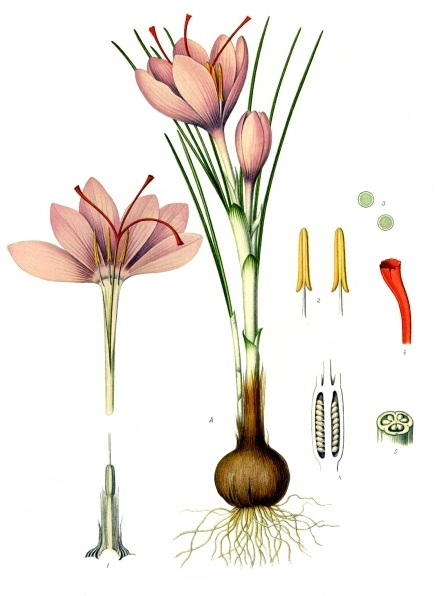
Crocus sativus L.
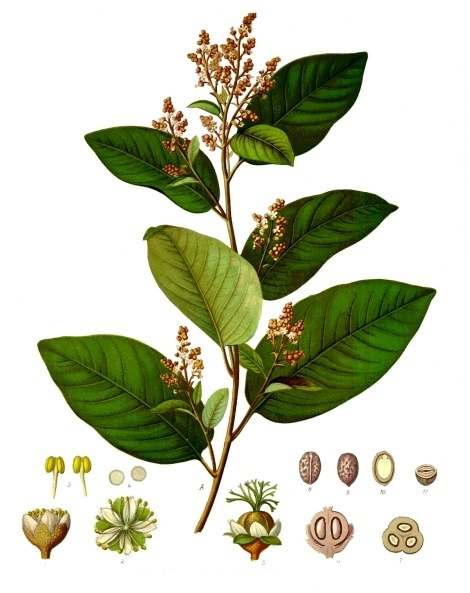
Croton eluteria (L.) Sw. (1)
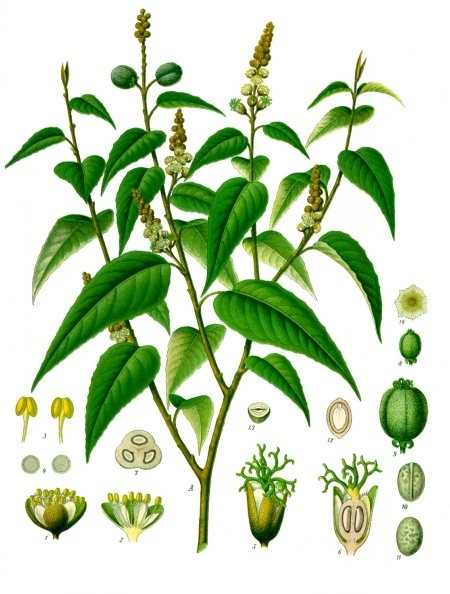
Croton eluteria (L.) Sw. (2)
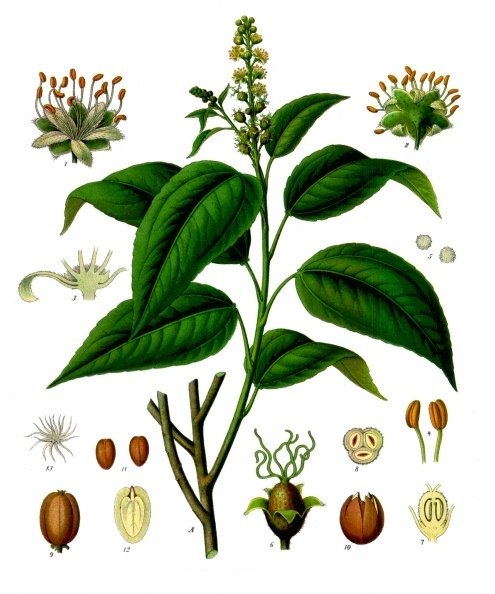
Croton tiglium L.
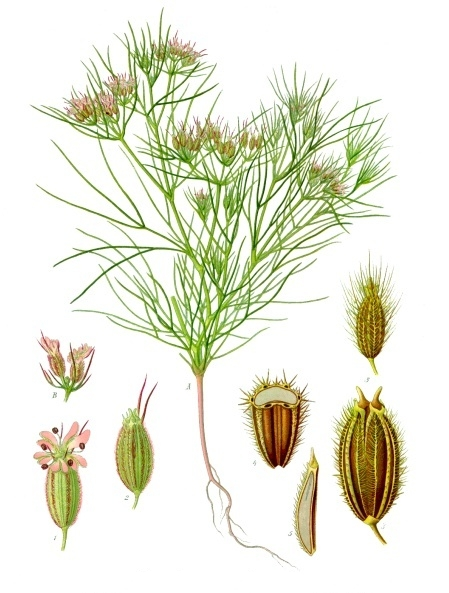
Cumimum cyminum L.
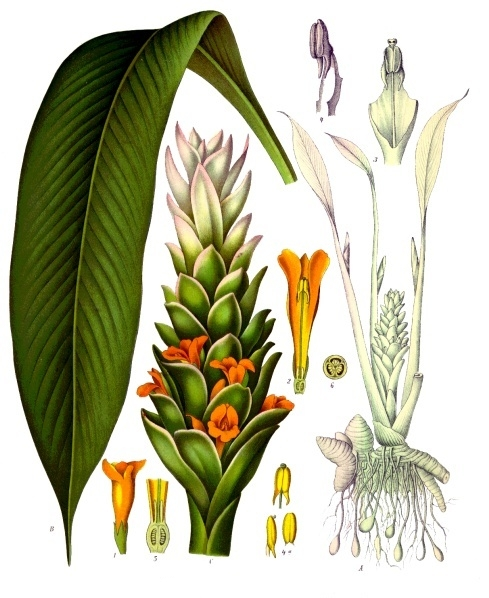
Curcuma longa L.
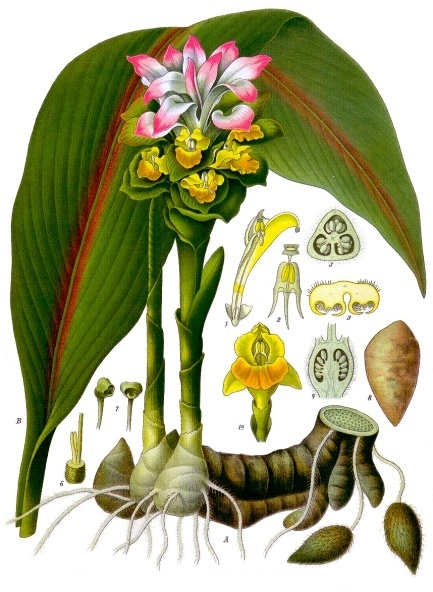
Curcuma zedoaria (Christm.) Roscoe
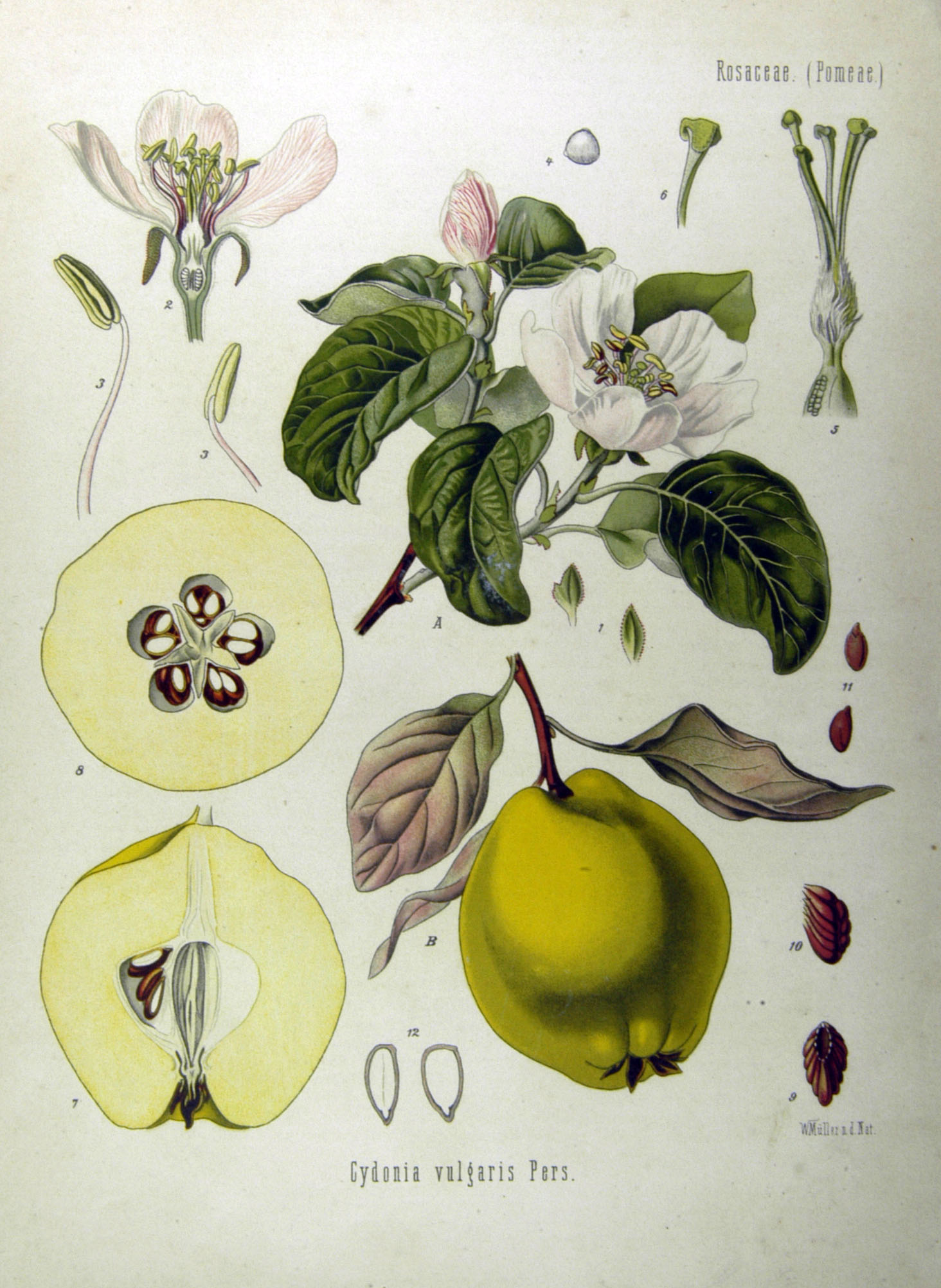
Cydonia oblonga Mill.
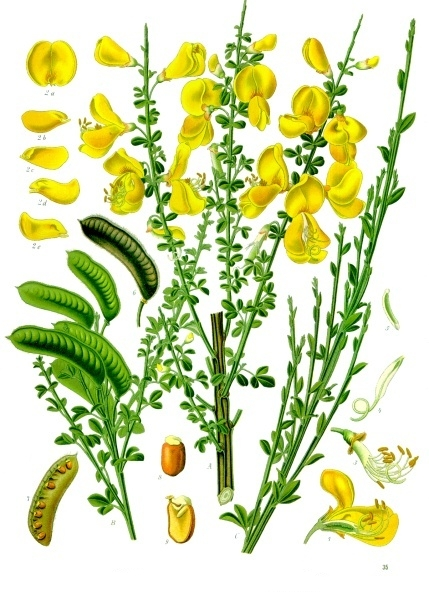
Cytisus scoparius (L.) Link
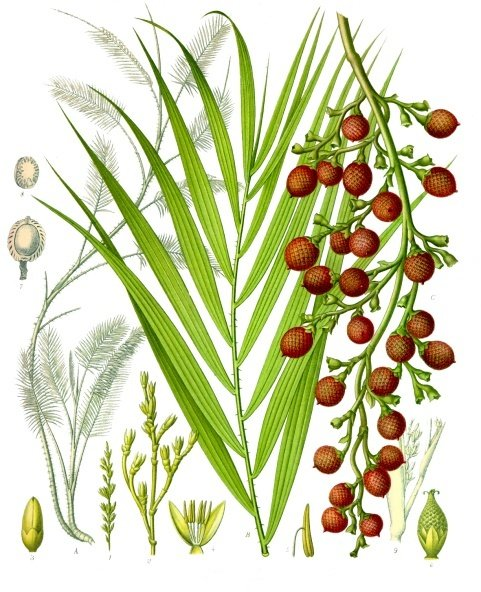
Daemonorops draco (Willd.) Blume
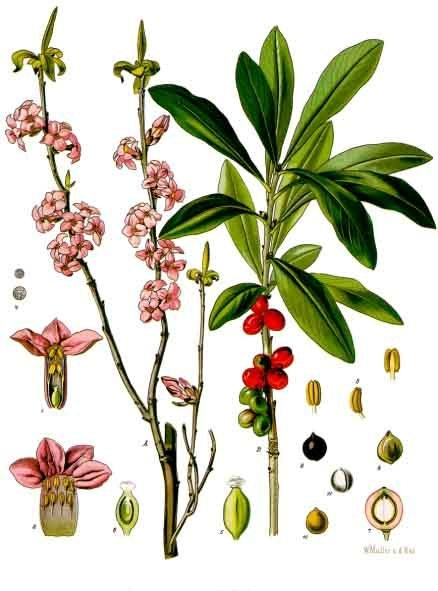
Daphne mezereum L.
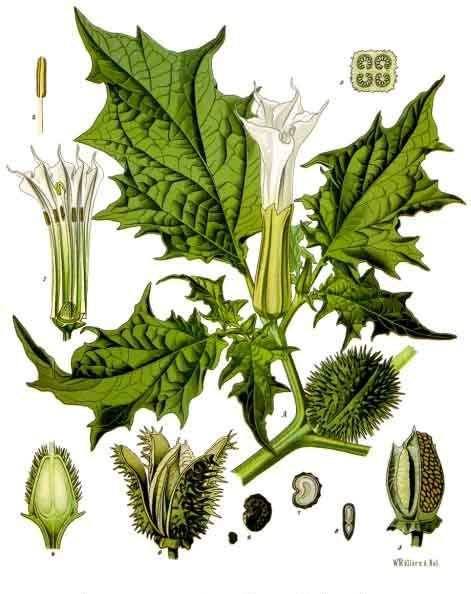
Datura stramonium L.
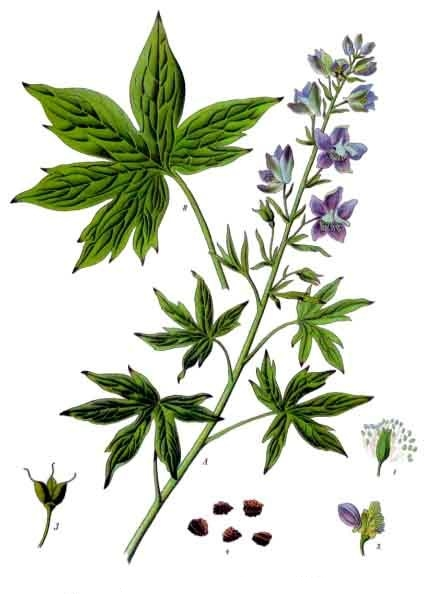
Delphinium staphisagria L.
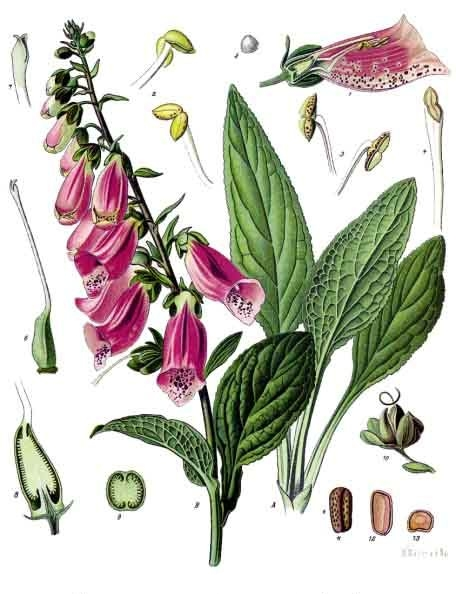
Digitalis purpurea L.
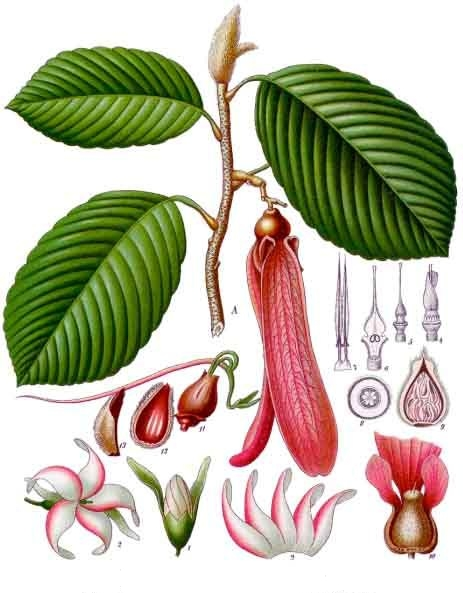
Dipterocarpus retusus Blume
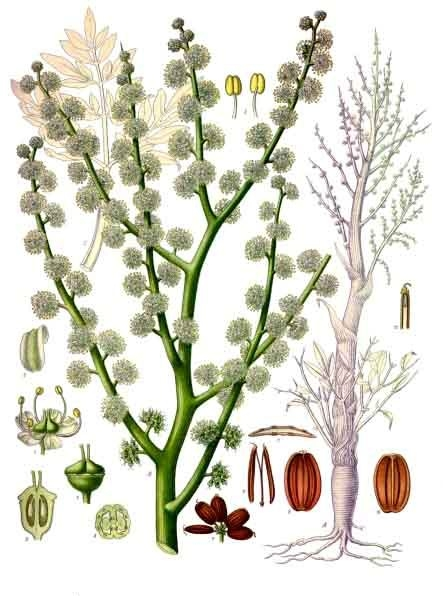
Dorema ammoniacum D.Don
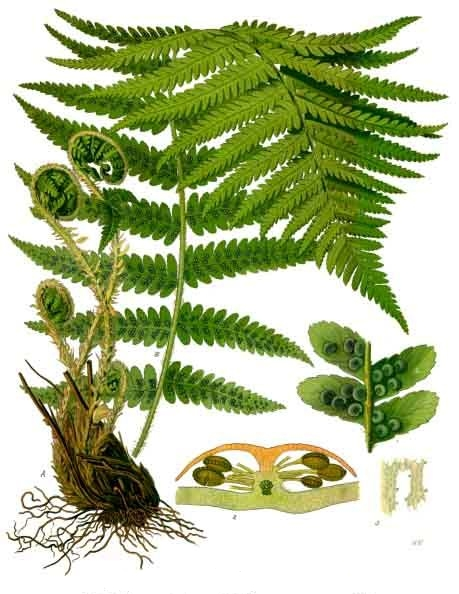
Dryopteris filix-mas (L.) Schott
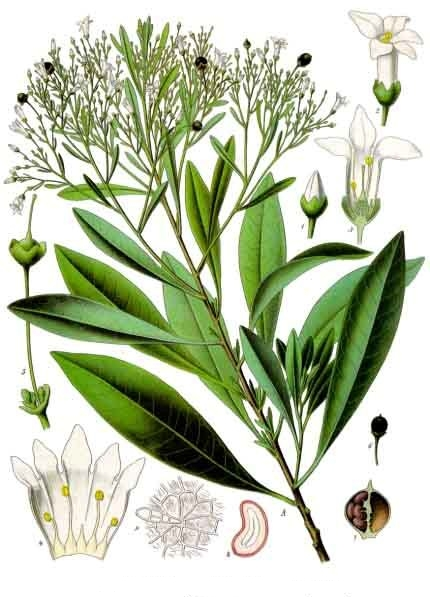
Duboisia myoporoides R.Br.
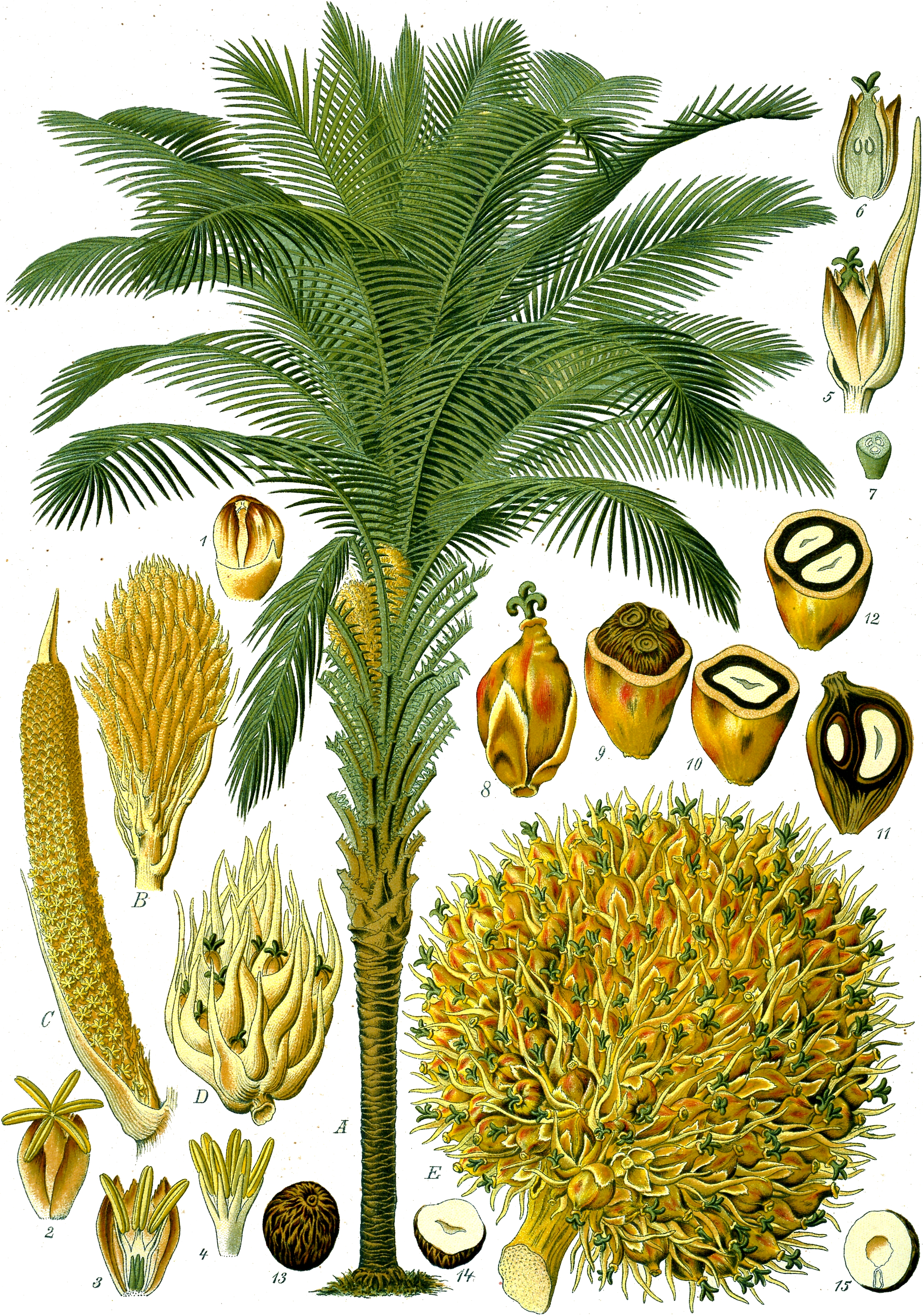
Elaeis guineensis Jacq.
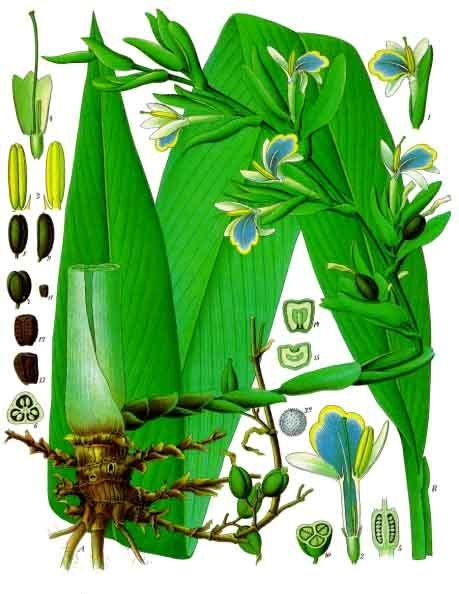
Elettaria cardamomum (L.) Maton
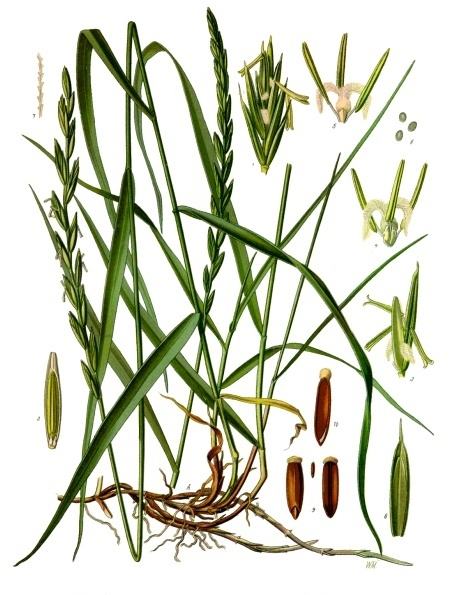
Elymus repens (L.) Desv. ex Nevski
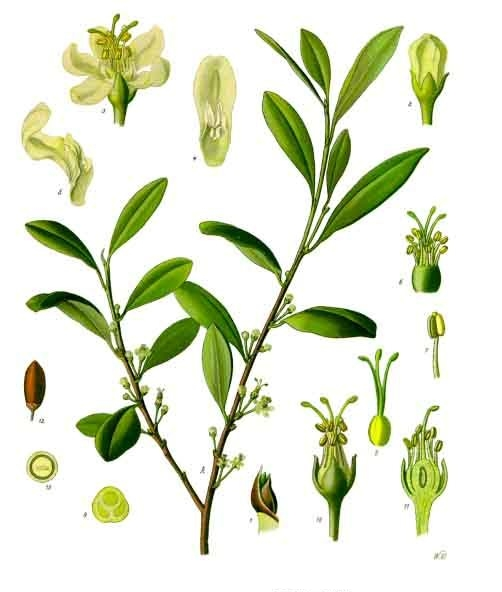
Erythroxylum coca Lam.
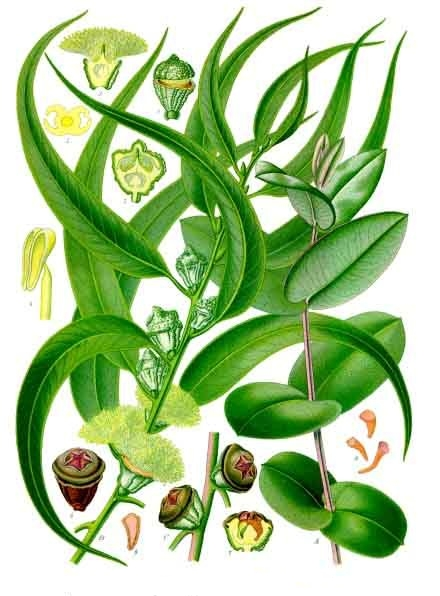
Eucalyptus globulus Labill.
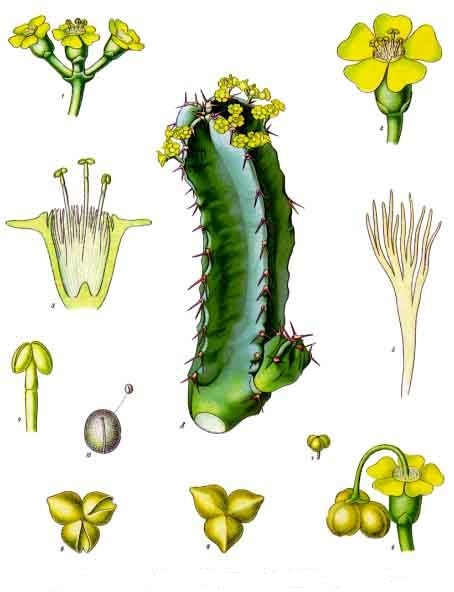
Euphorbia resinifera O.Berg & F.Schmidt
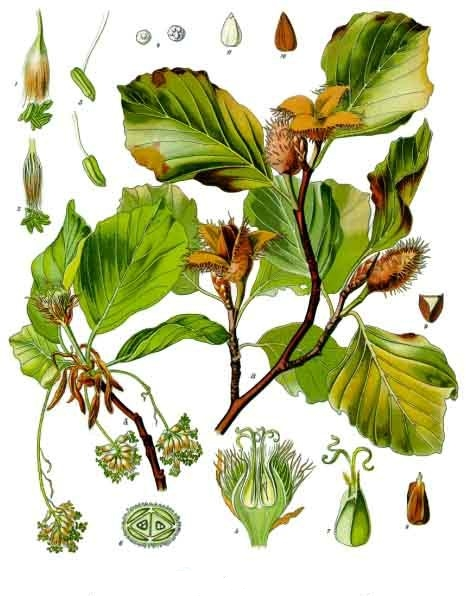
Fagus sylvatica L.
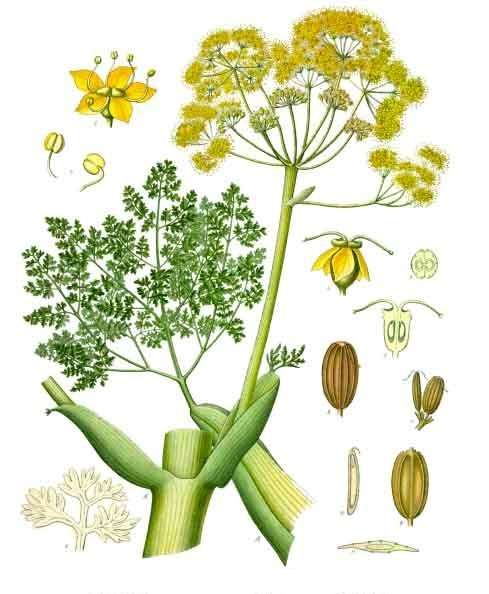
Ferula gummosa Boiss.
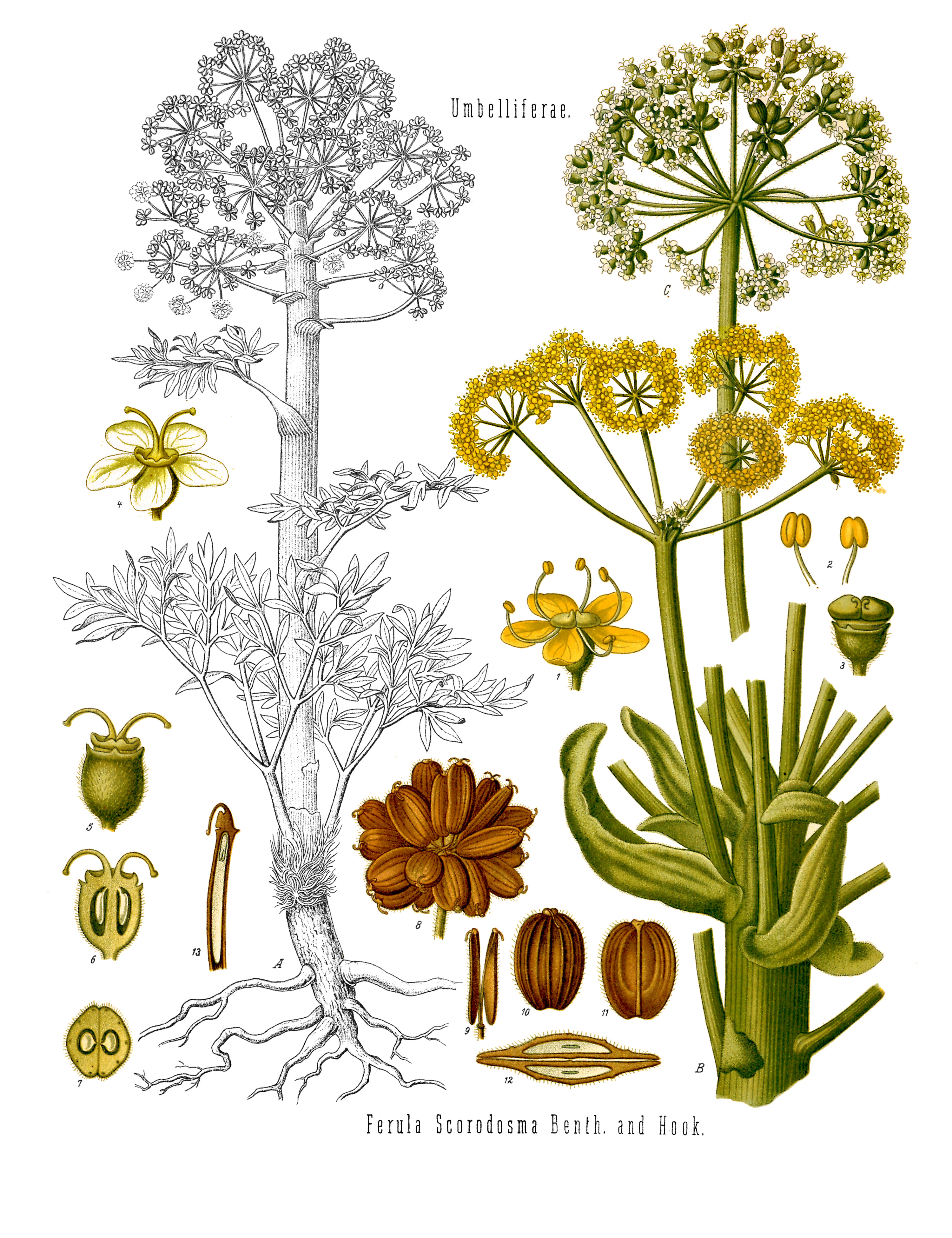
Ferula foetida Regel
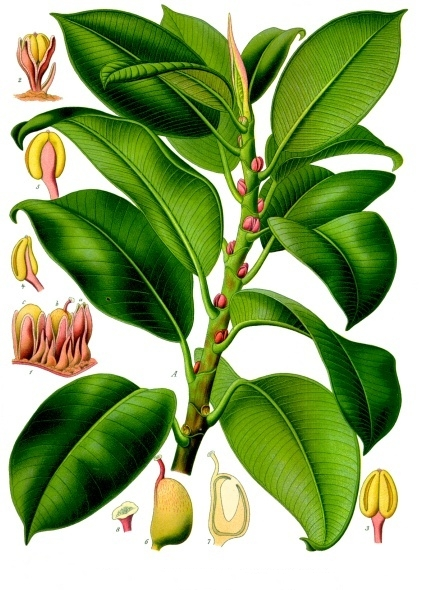
Ficus elastica Roxb. ex Hornem.
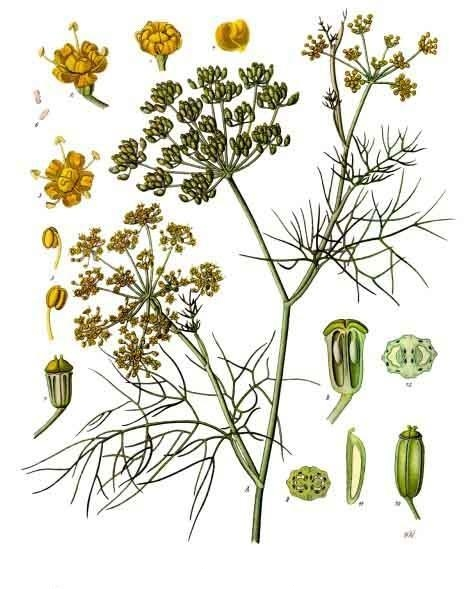
Foeniculum vulgare Mill.
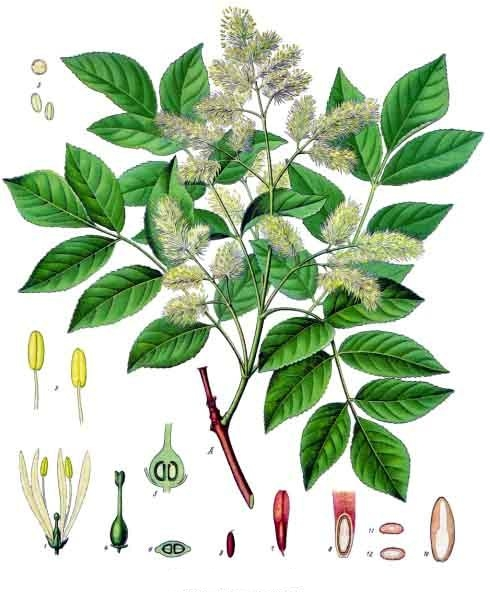
Fraxinus ornus L.
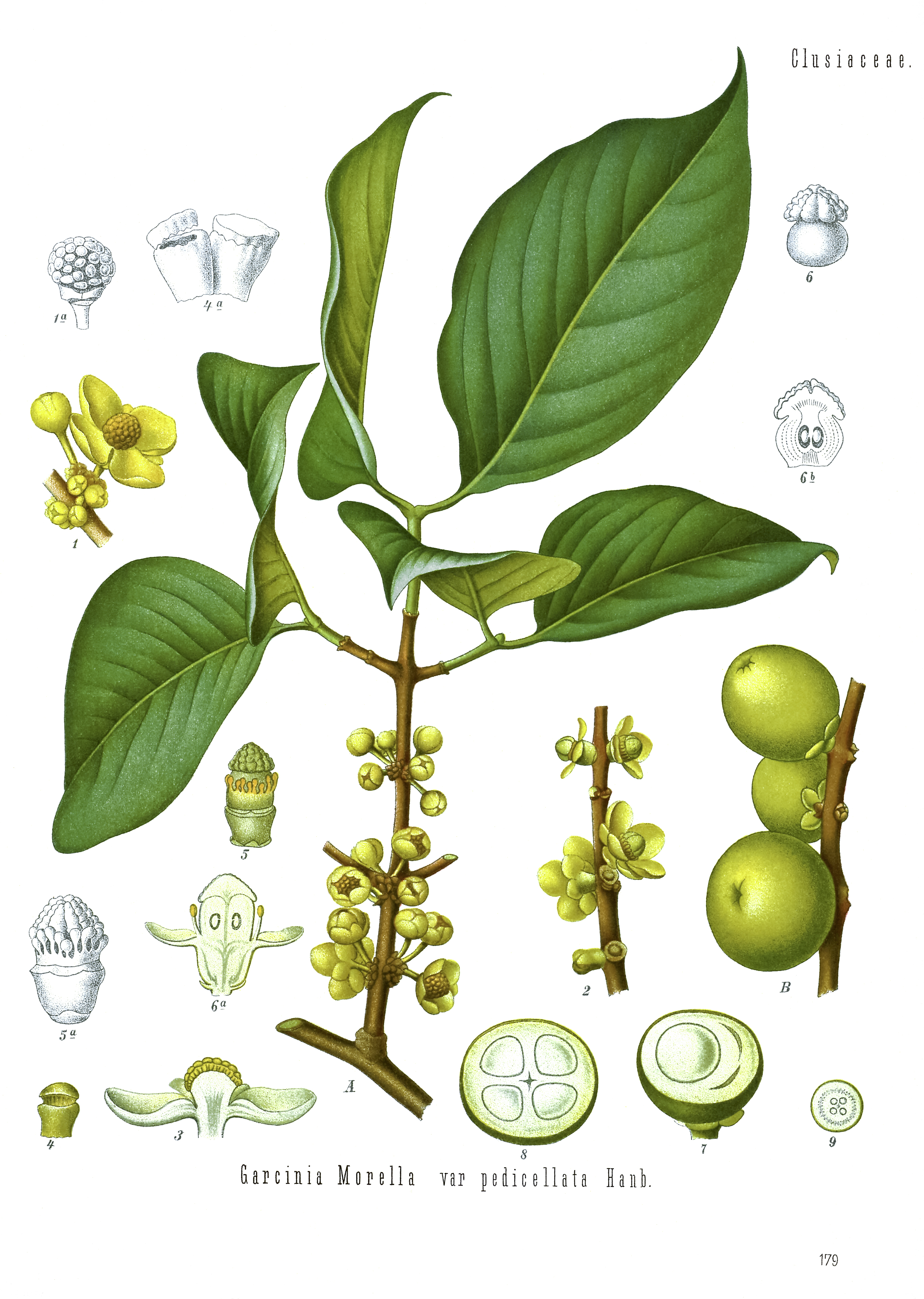
Garcinia morella (Gaertn.) Desr.
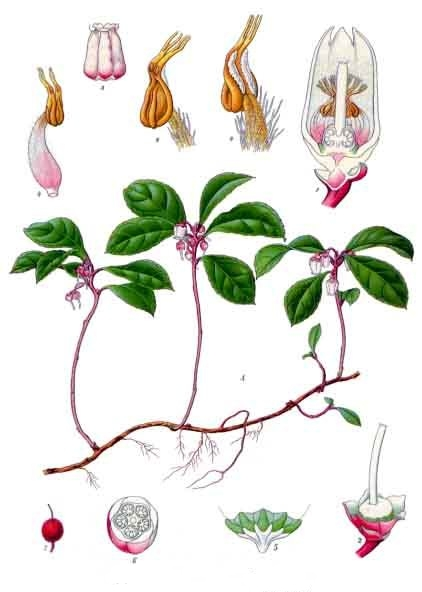
Gaultheria procumbens L.
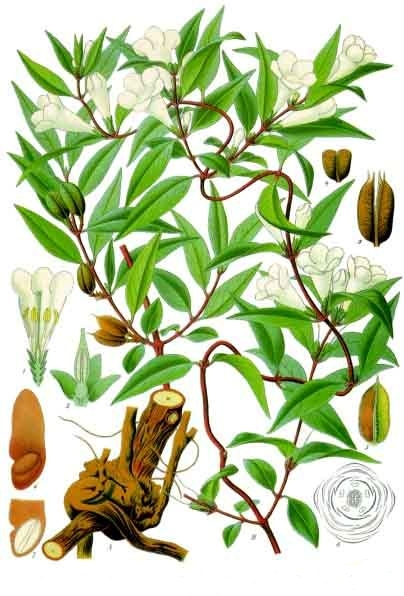
Gelsemium sempervirens (L.) J.St.-Hil.
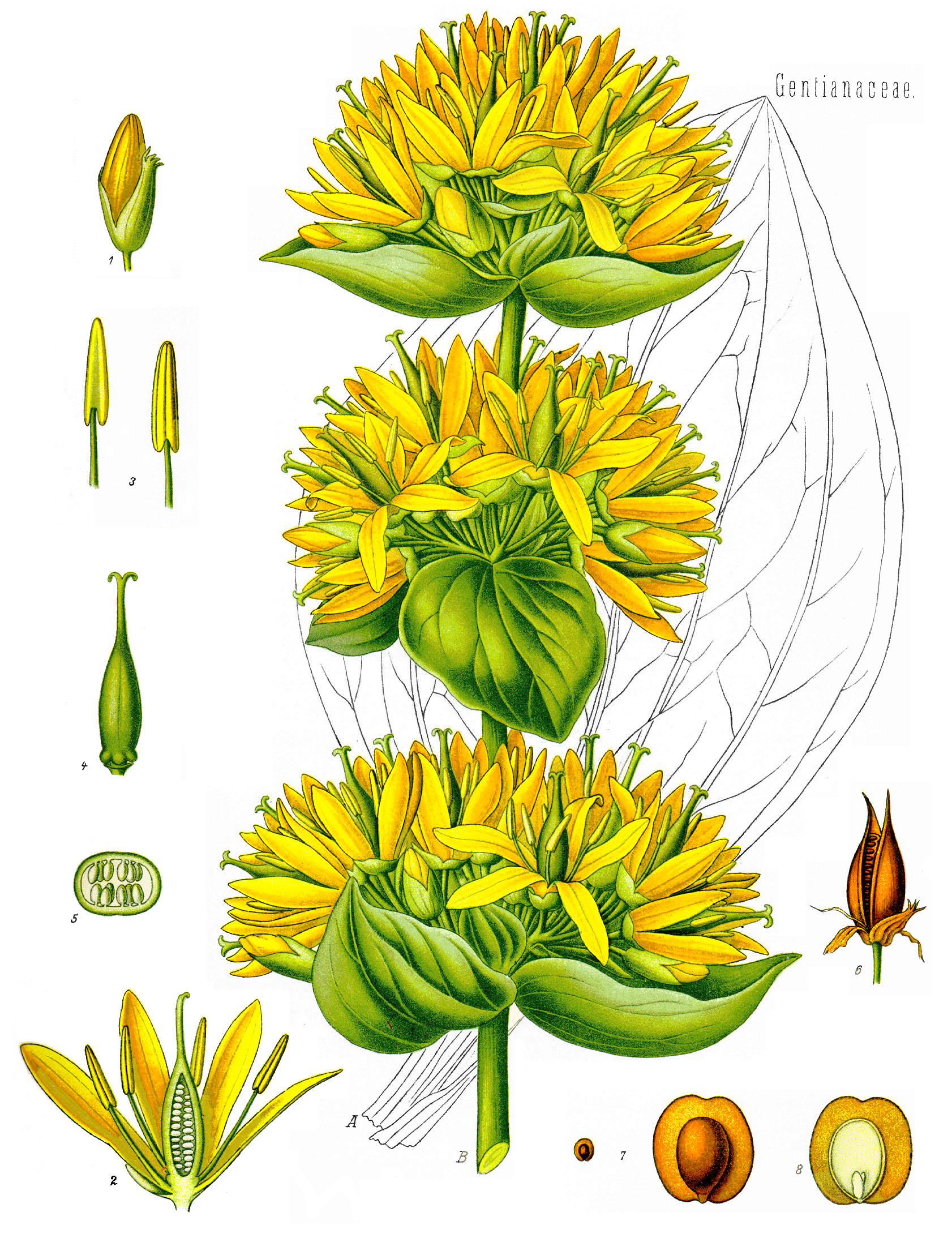
Gentiana lutea L.
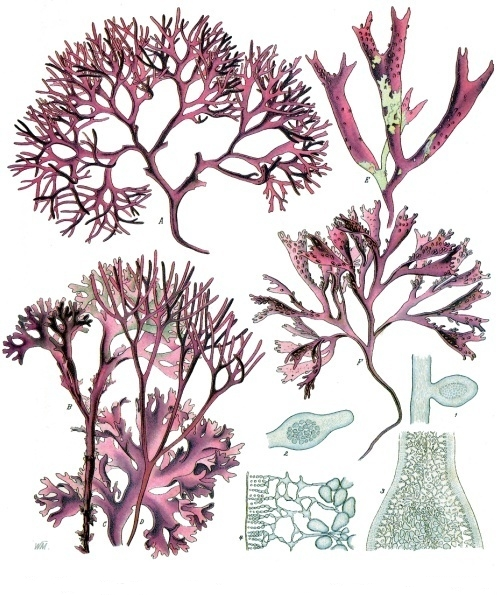
Gigartina mamillosa J.Ag.
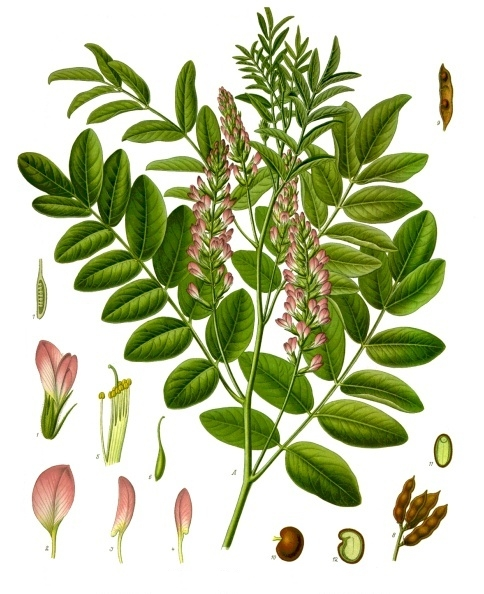
Glycyrrhiza glabra L.
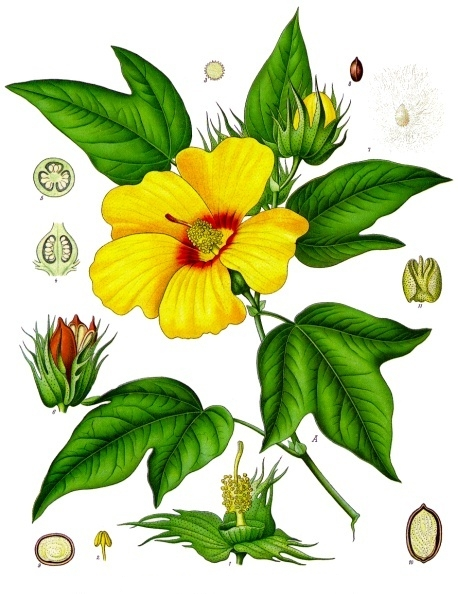
Gossypium barbadense L.
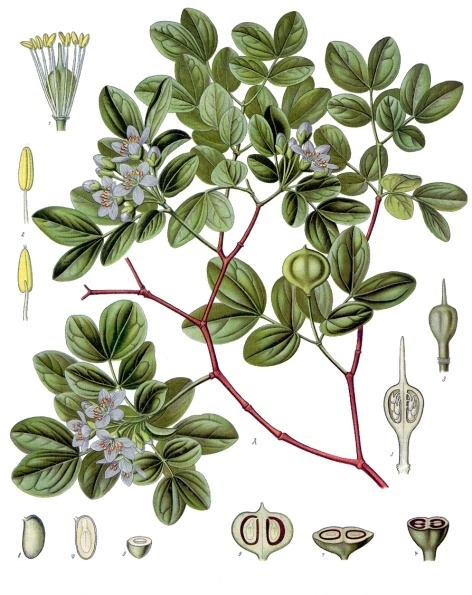
Guaiacum officinale L.
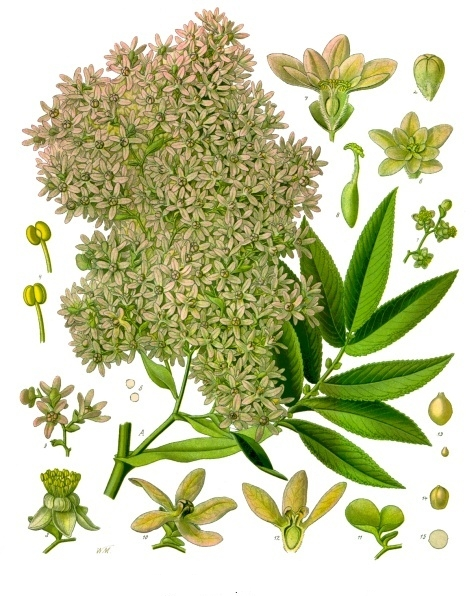
Hagenia abyssinica (Bruce) J.F.Gmel.
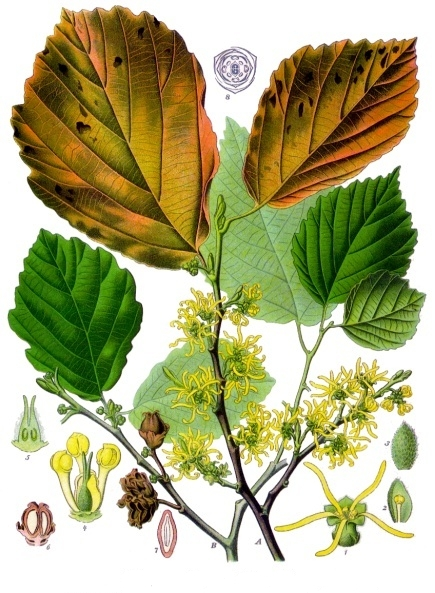
Hamamelis virginiana L.
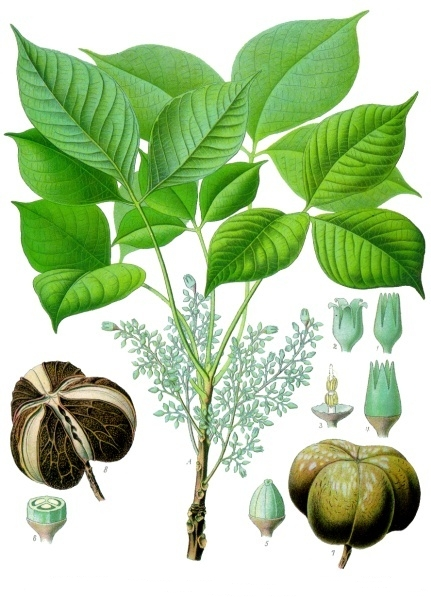
Hevea brasiliensis (Willd. ex A.Juss.) Mull.Arg.
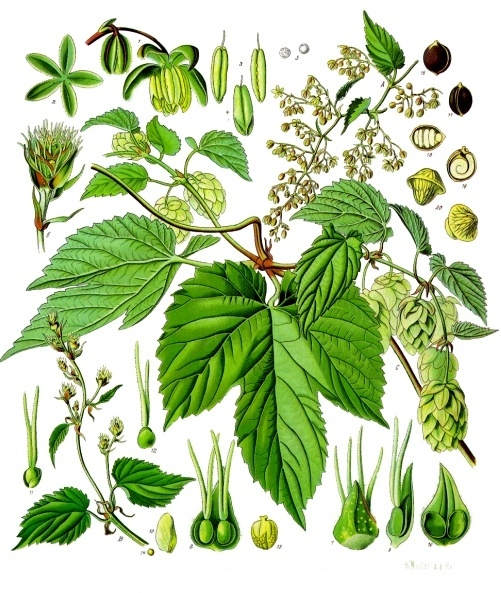
Humulus lupulus L.
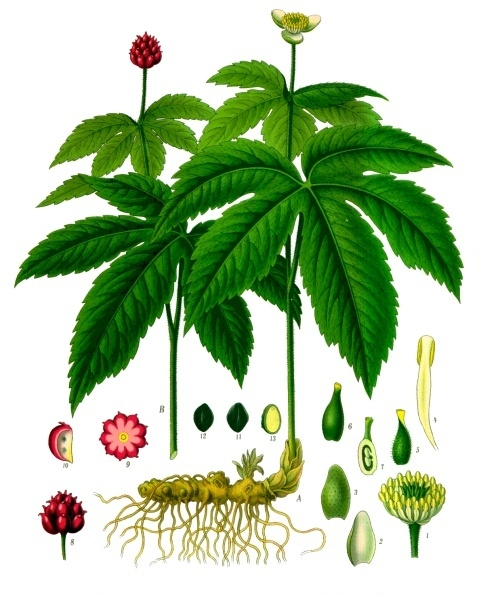
Hydrastis canadensis L.
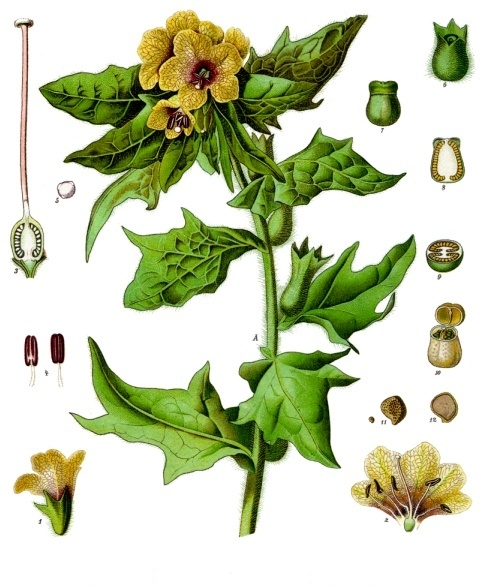
Hyoscyamus niger L.
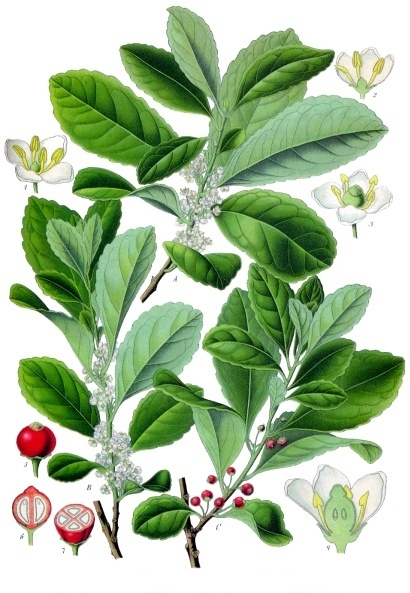
Ilex paraguariensis A.St.-Hil.
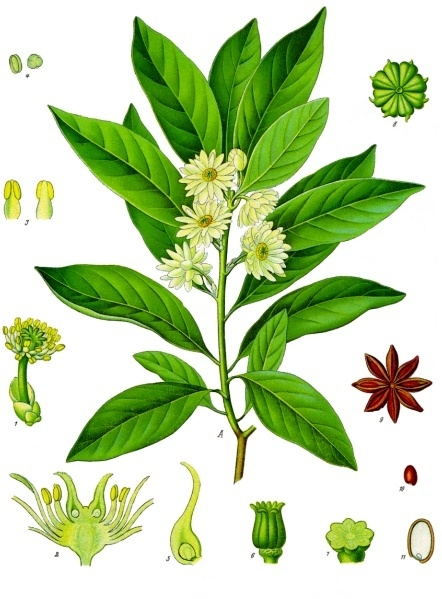
Illicium anisatum L.
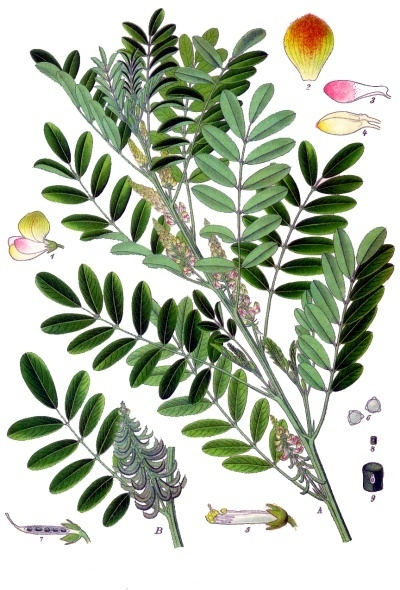
Indigofera suffruticosa Mill.
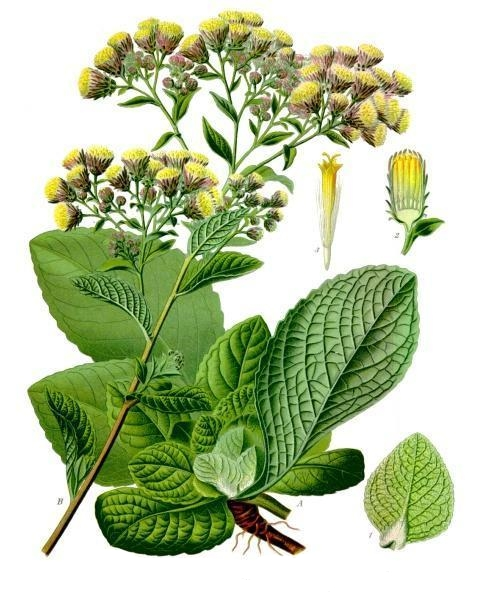
Inula conyzae (Griess.) Meikle
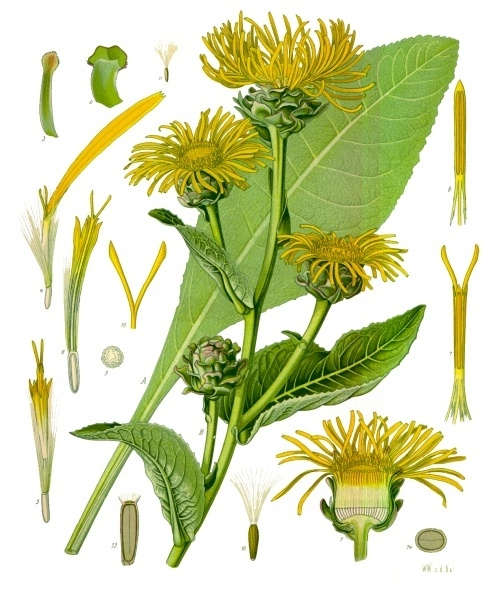
Inula helenium L.
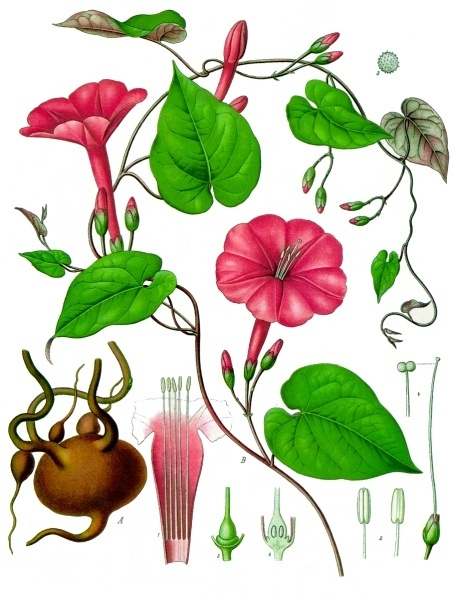
Ipomoea purga (Wender.) Hayne
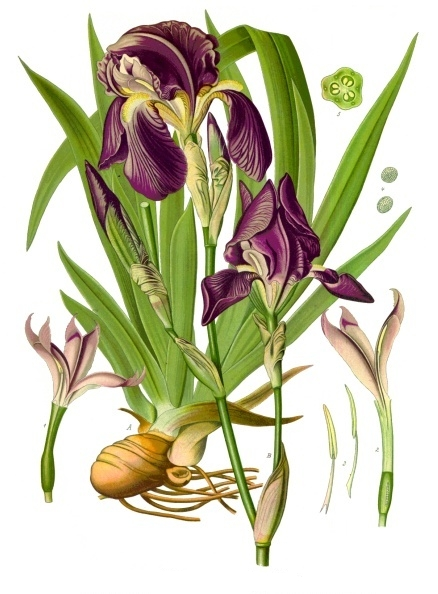
Iris germanica L.
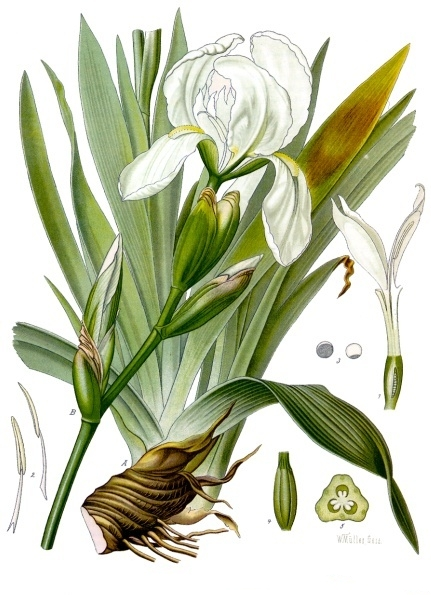
Iris germanica L. var. florentina Dykes
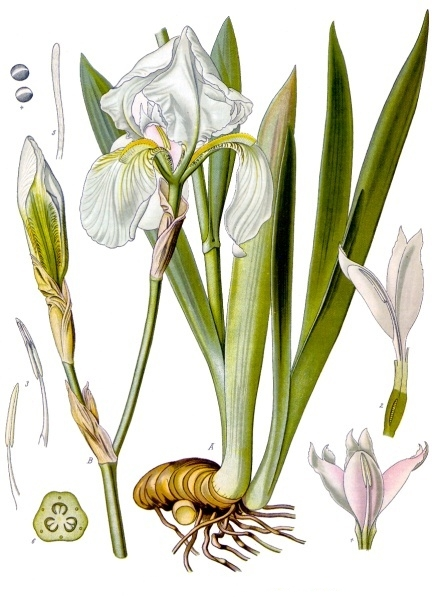
Iris pallida Lam.
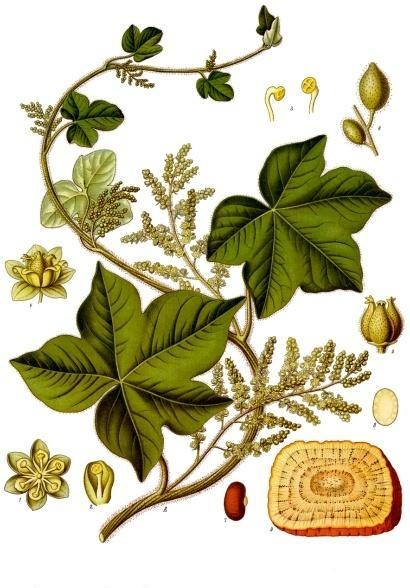
Jateorhiza palmata (Lam.) Miers
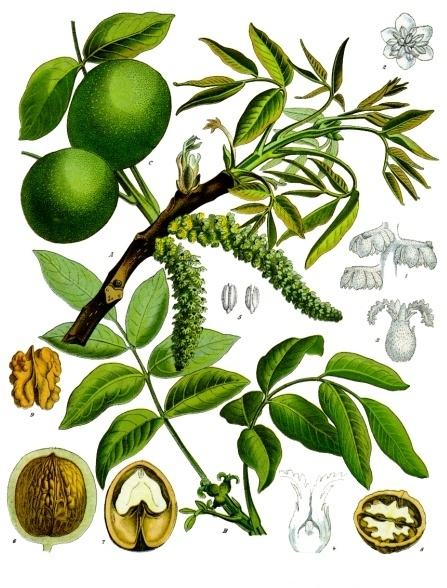
Juglans regia L.
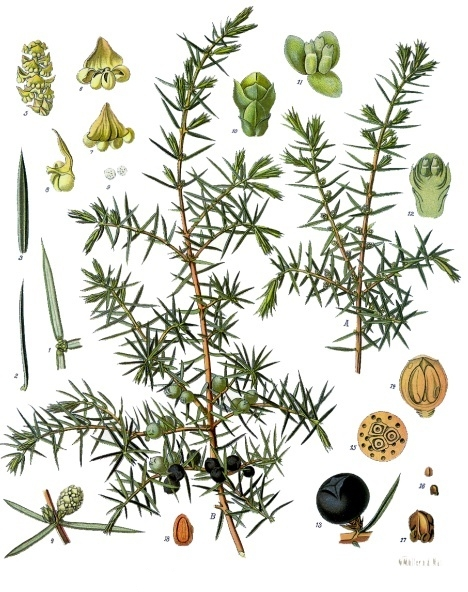
Juniperus communis L.
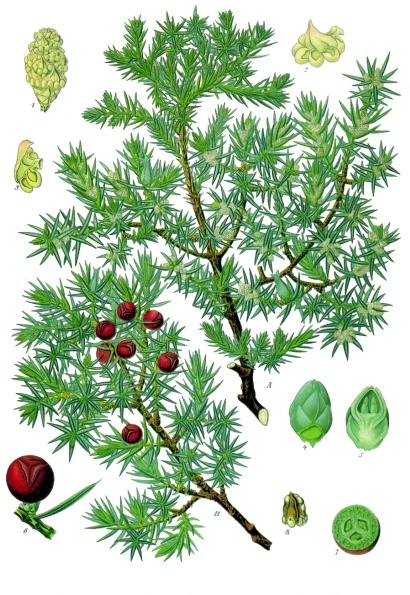
Juniperus oxycedrus L.
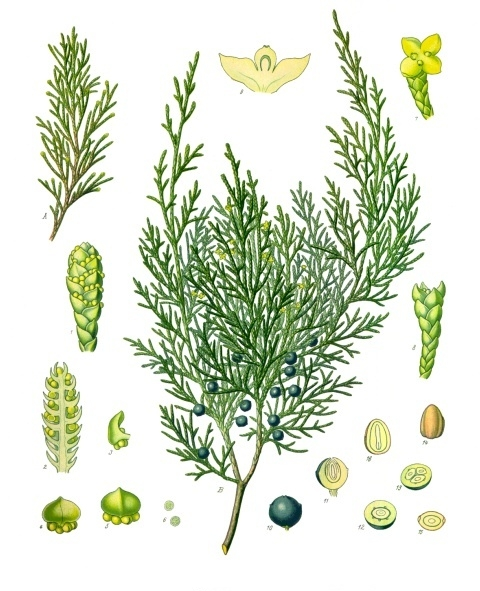
Juniperus sabina L.
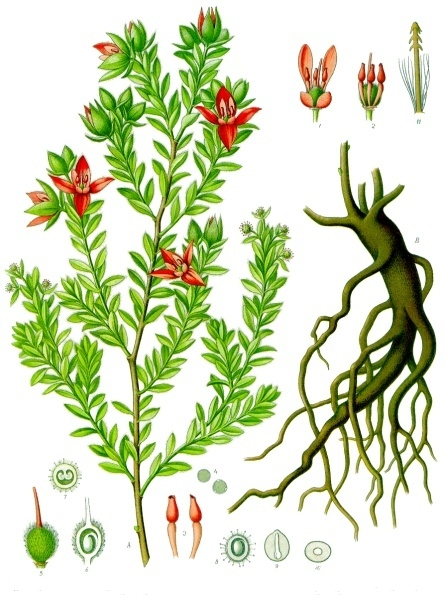
Krameria lappacea (Dombey) Burdet & B.B.Simpson
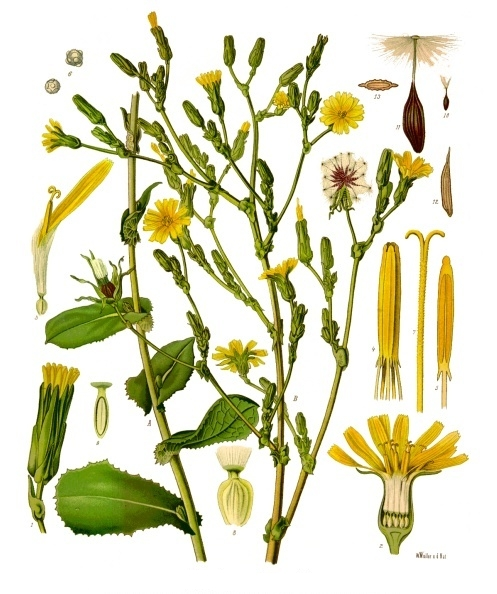
Lactuca virosa L.
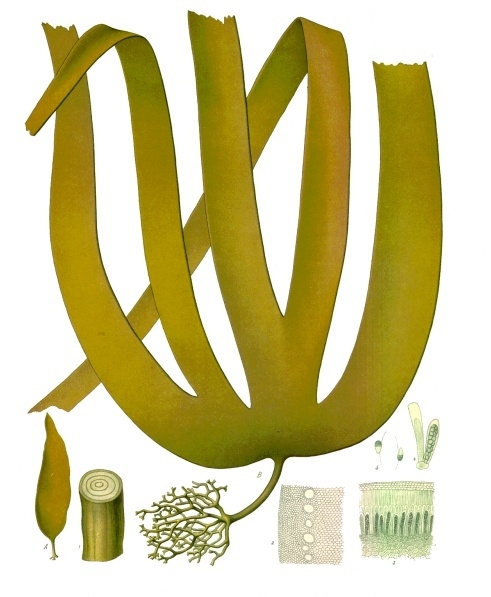
Laminaria cloustoni
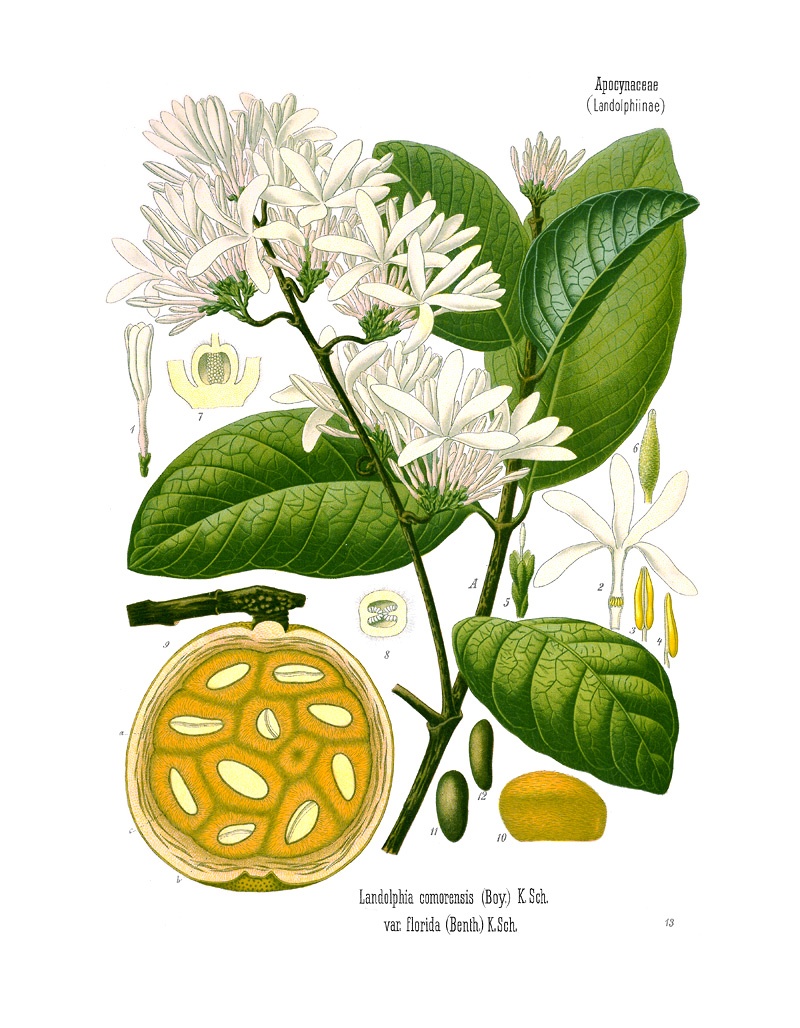
Landolphia comorensis (Boy.) K.Sch. var. florida (Benth.) K.Sch.
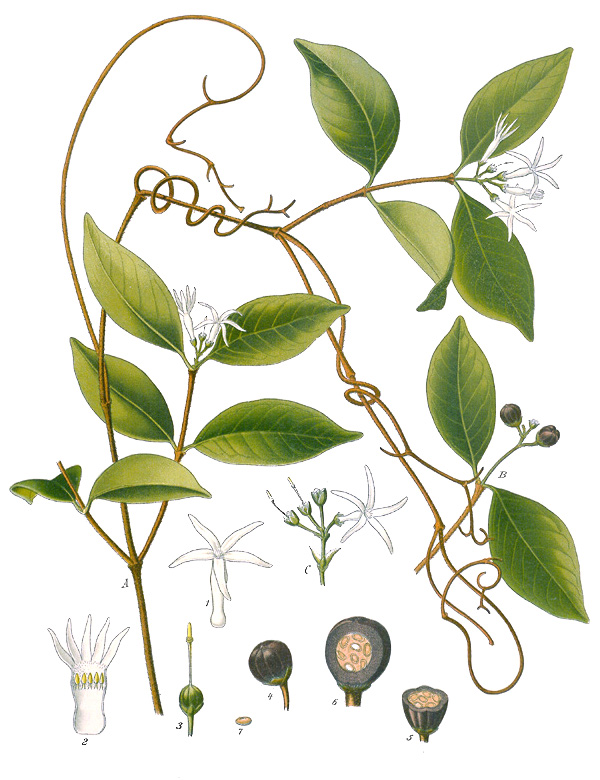
Landolphia watsoniana Vogtherr
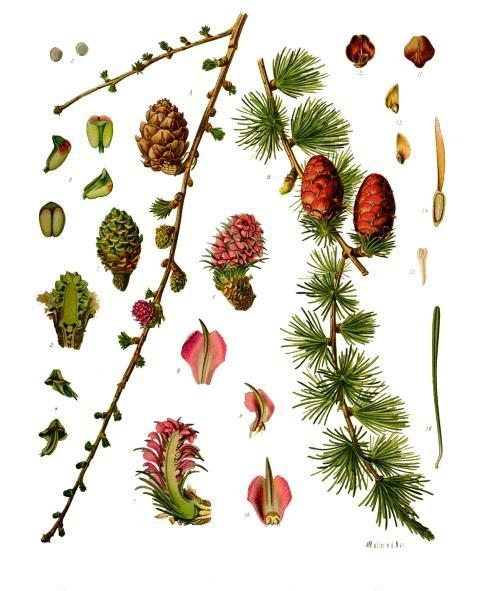
Larix decidua Mill.
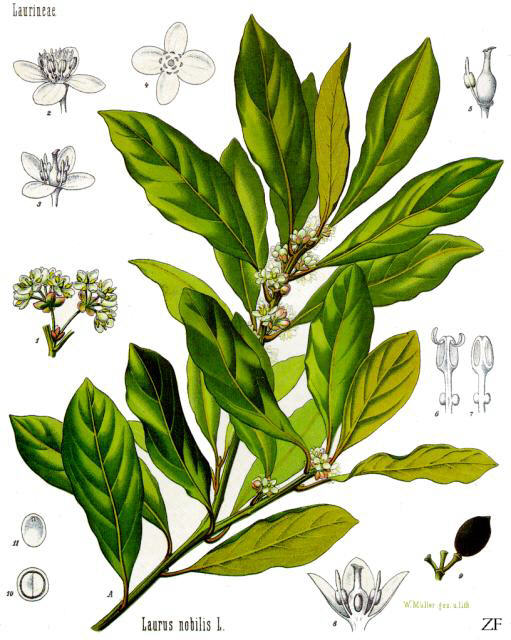
Laurus nobilis L.
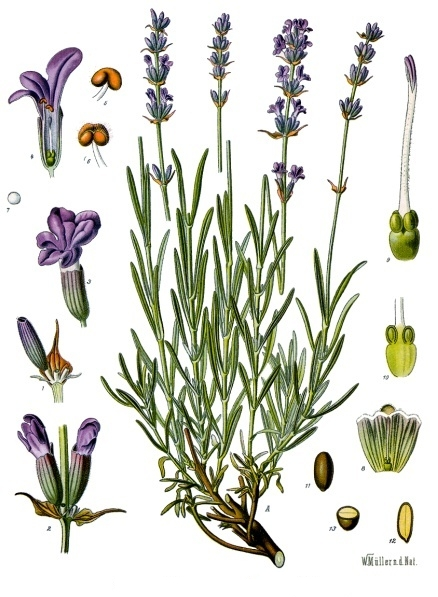
Lavandula angustifolia Mill.
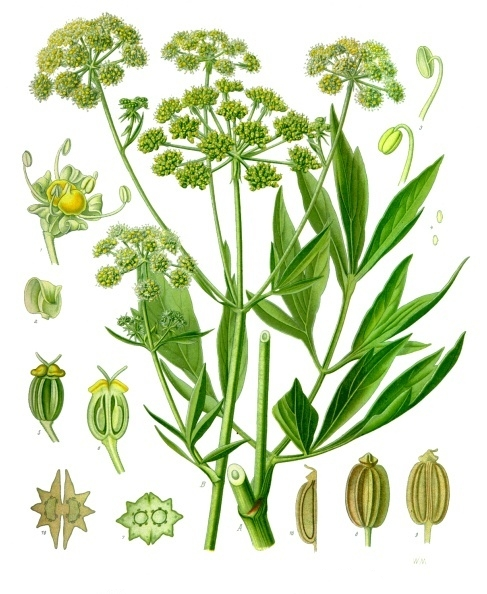
Levisticum officinale W.D.J.Koch
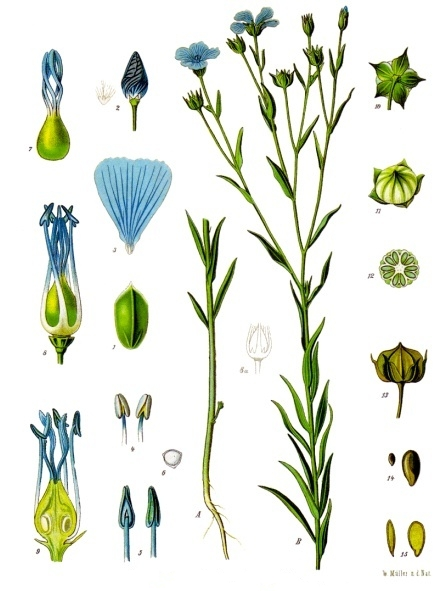
Linum usitatissimum L.
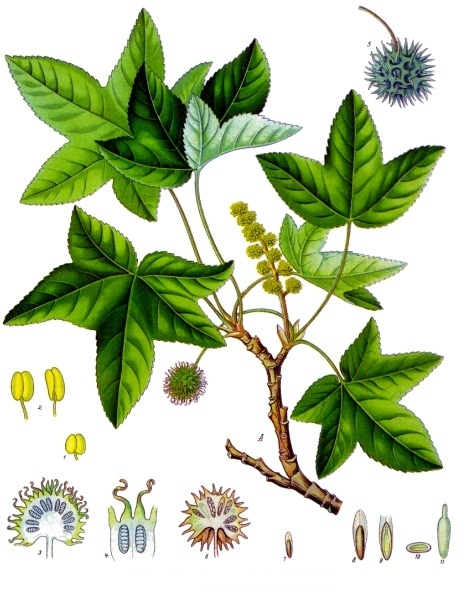
Liquidambar orientalis Miller
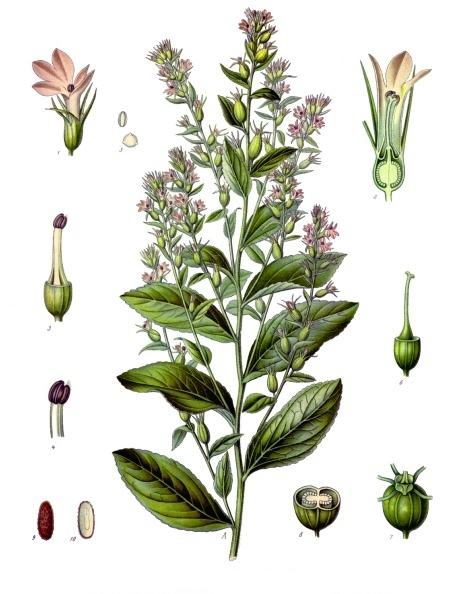
Lobelia inflata L.
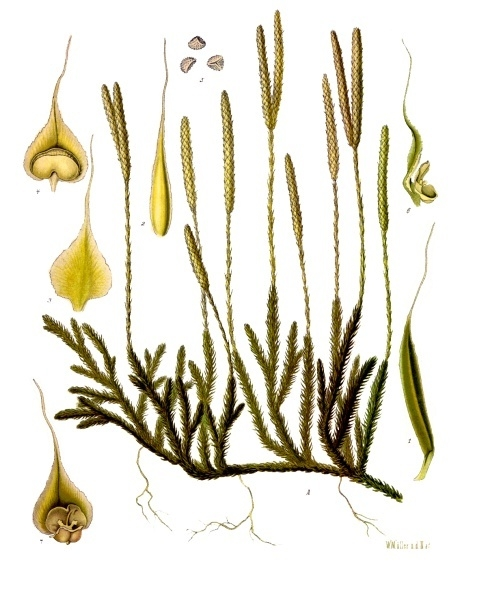
Lycopodium clavatum L.
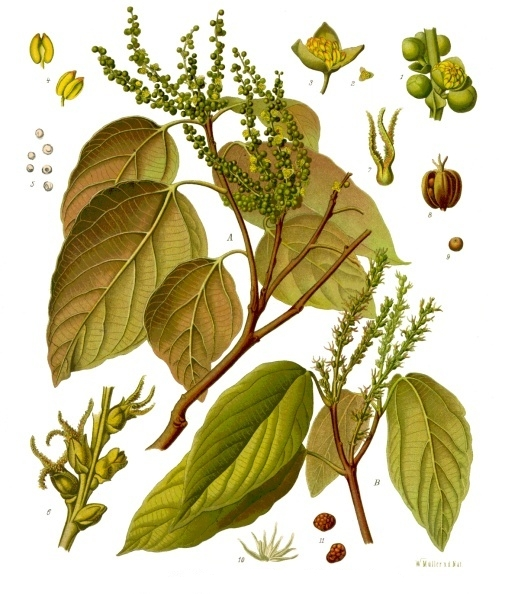
Mallotus philippensis (Lam.) Mull.Arg.
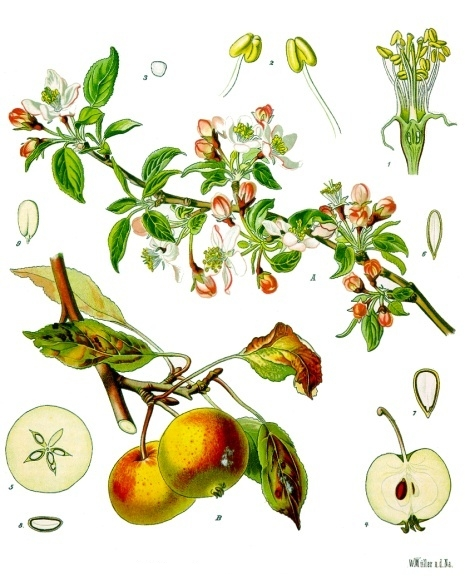
Malus domestica Borkh.
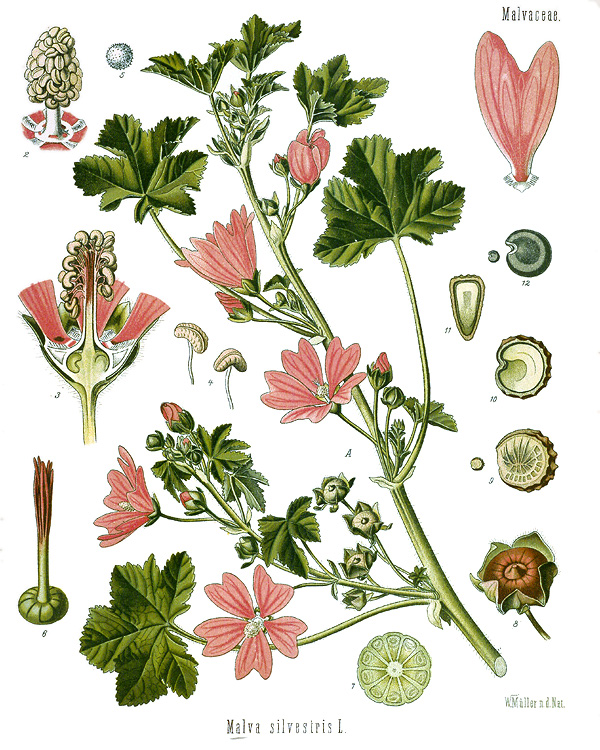
Malva sylvestris L.
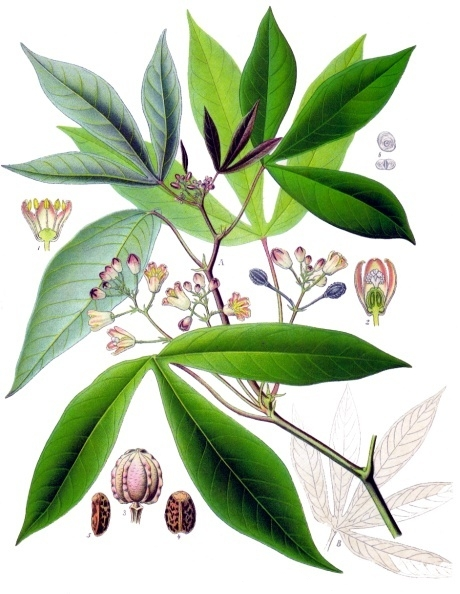
Manihot esculenta Crantz
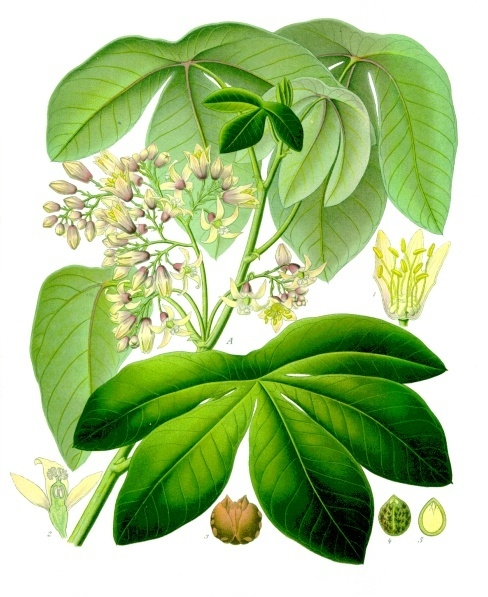
Manihot glaziovii Müll.Arg.
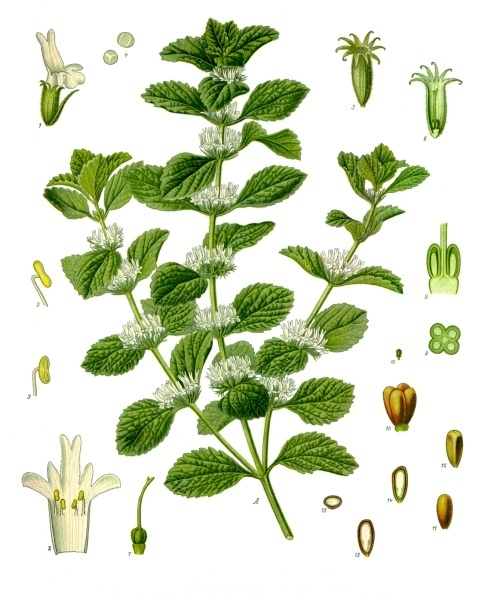
Marrubium vulgare L.
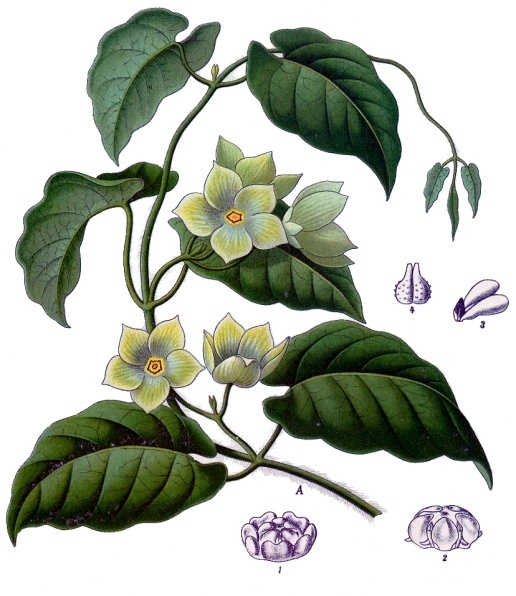
Matelea denticulata (Vahl) Fontella & E.A.Schwarz
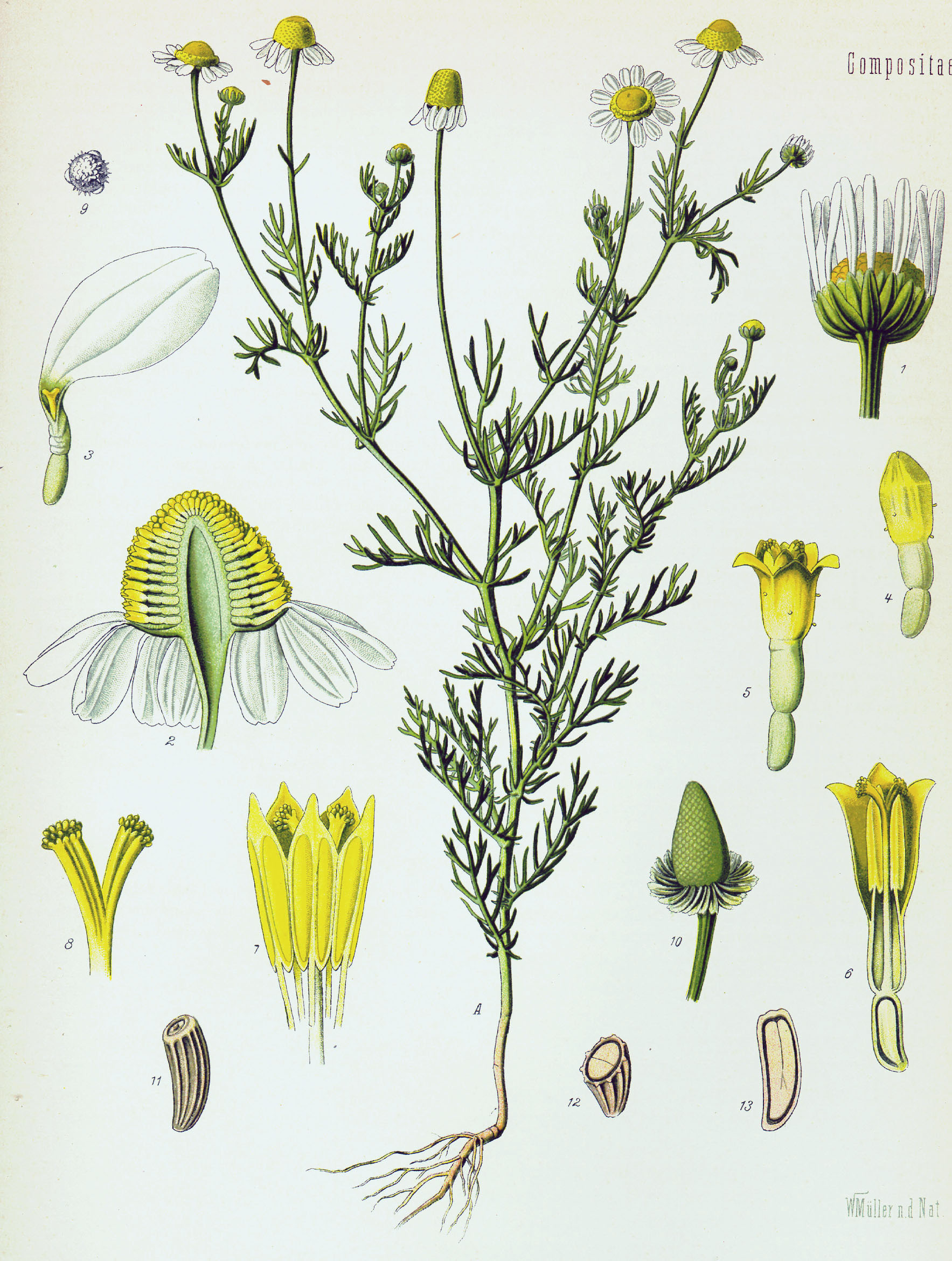
Matricaria recutita L.
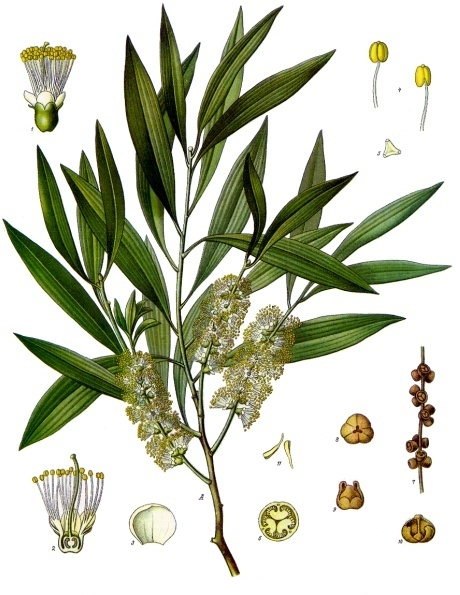
Melaleuca leucadendra (L.) L.
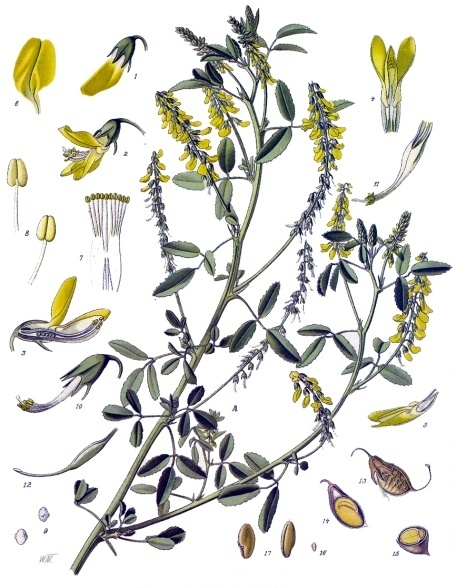
Melilotus officinalis Lam.
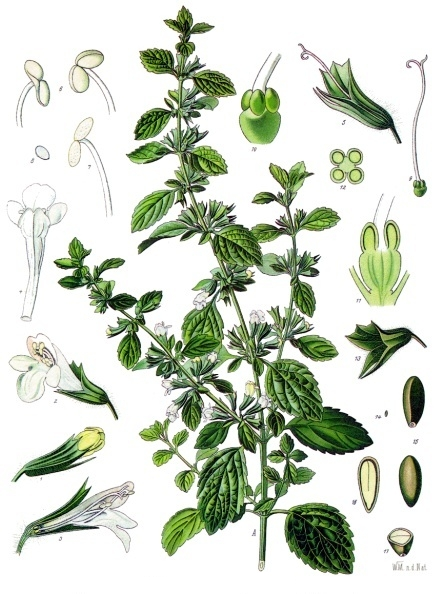
Melissa officinalis L.
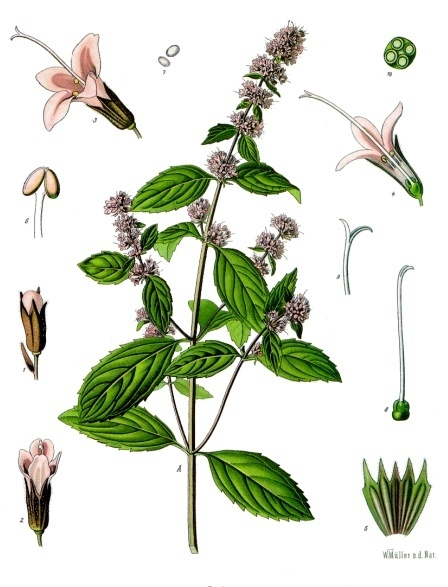
Mentha piperita L.
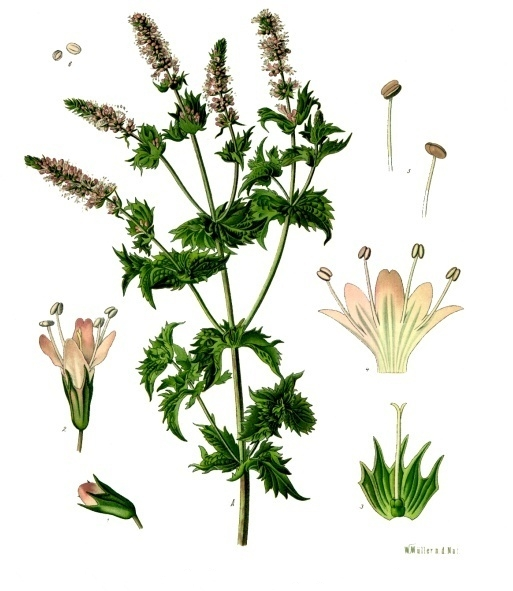
Mentha spicata L. var. crispata Schrad.
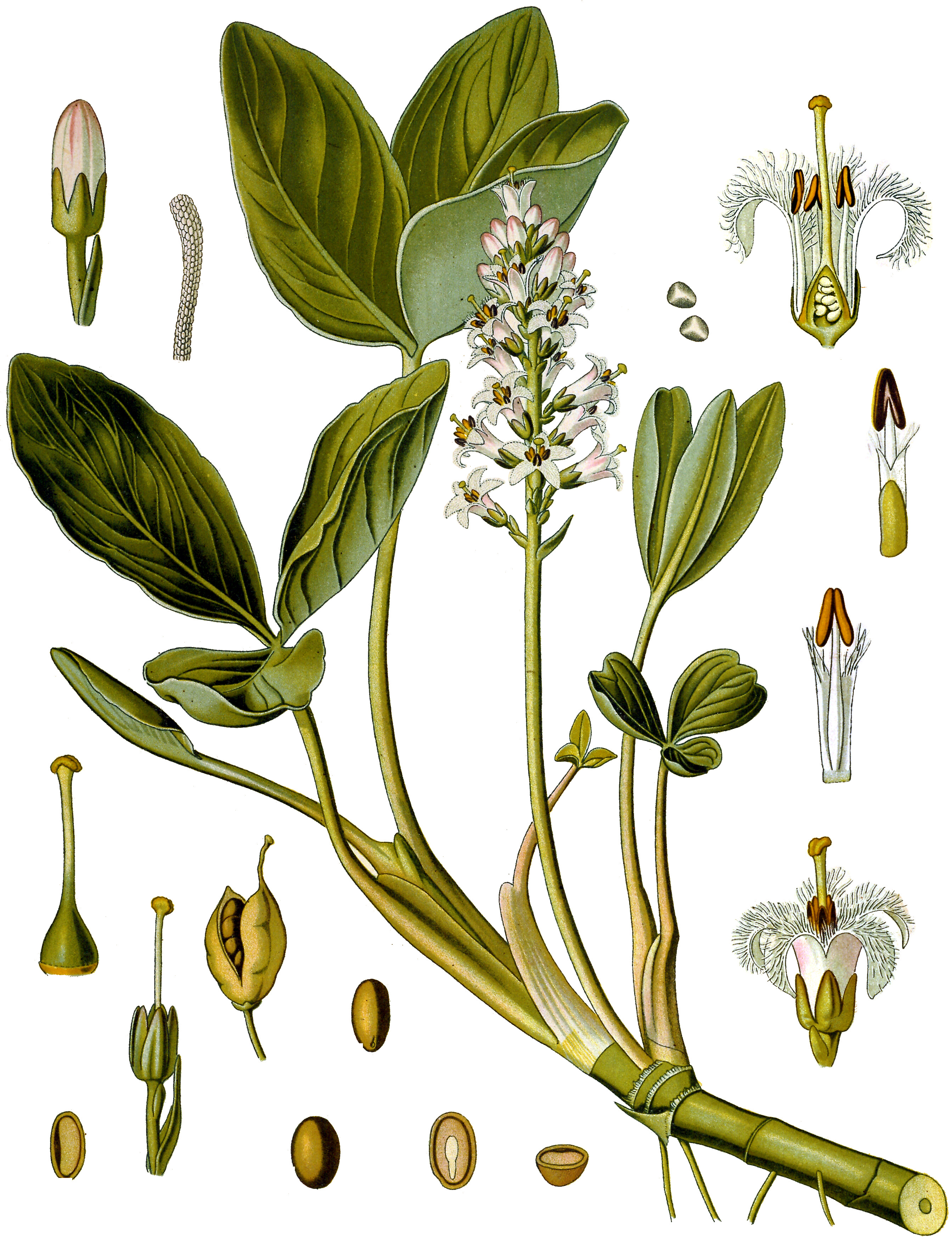
Menyanthes trifoliata L.
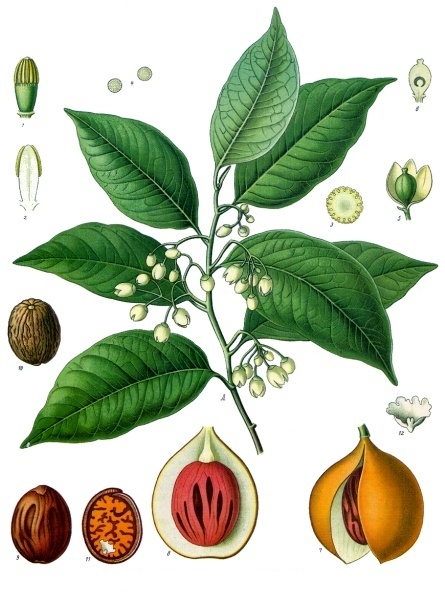
Myristica fragrans Houtt.
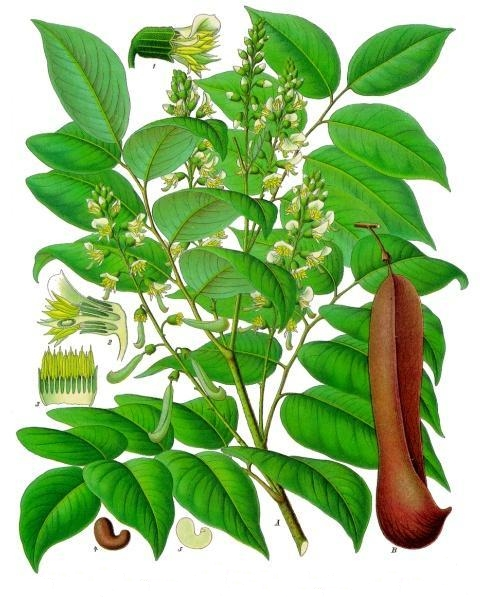
Myroxylon balsamum (L.) Harms var. balsamum
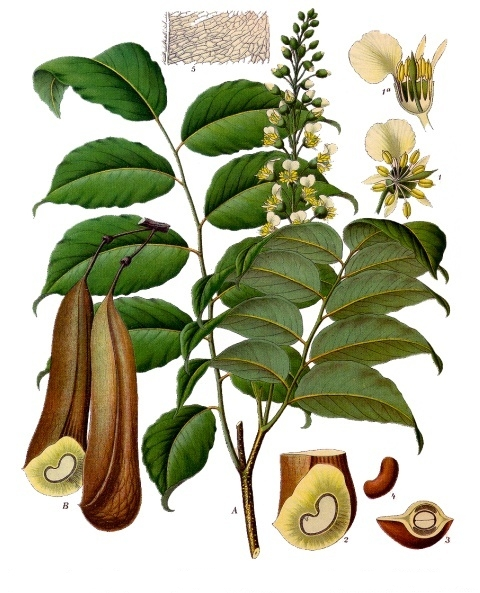
Myroxylon balsamum var. pereirae (Royle) Harms
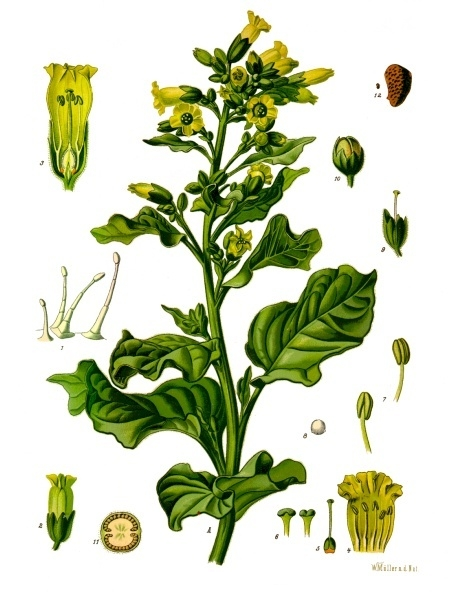
Nicotiana rustica L.
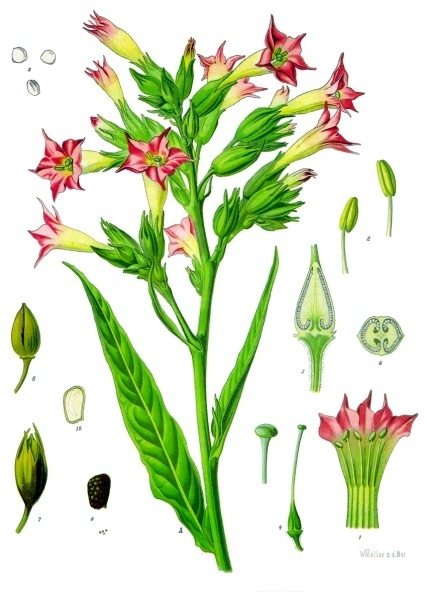
Nicotiana tabacum L.
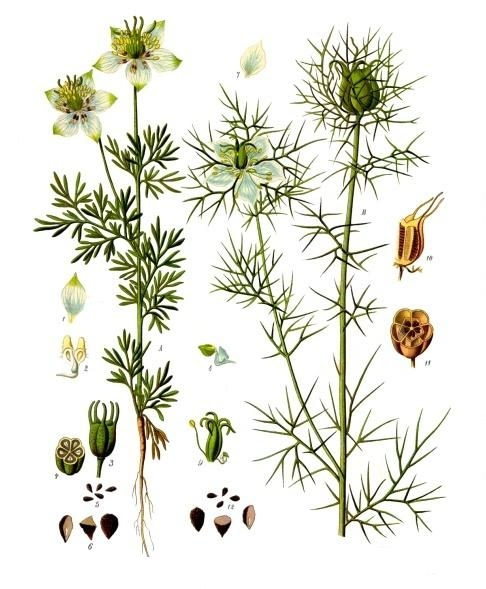
Nigella sativa L.
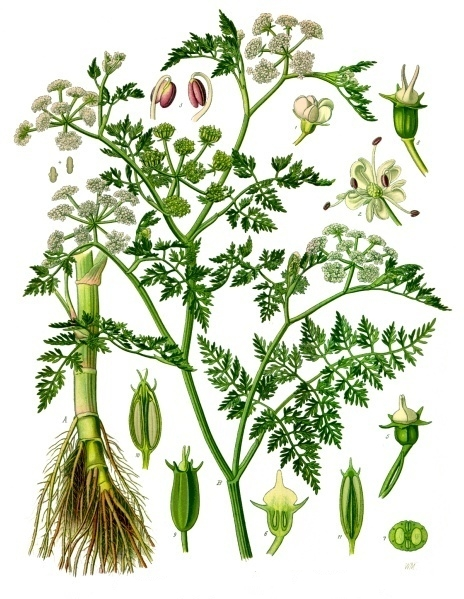
Oenanthe aquatica (L.) Poir.
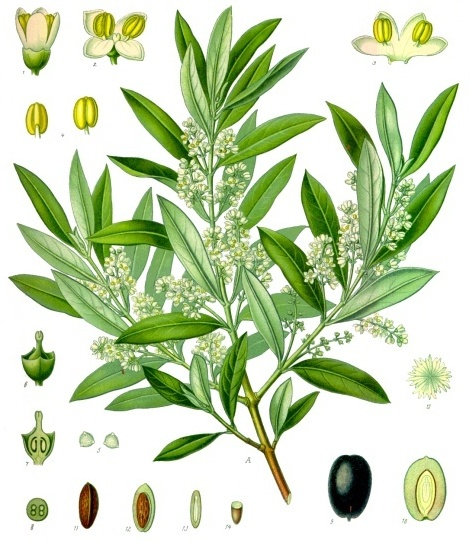
Olea europaea L.
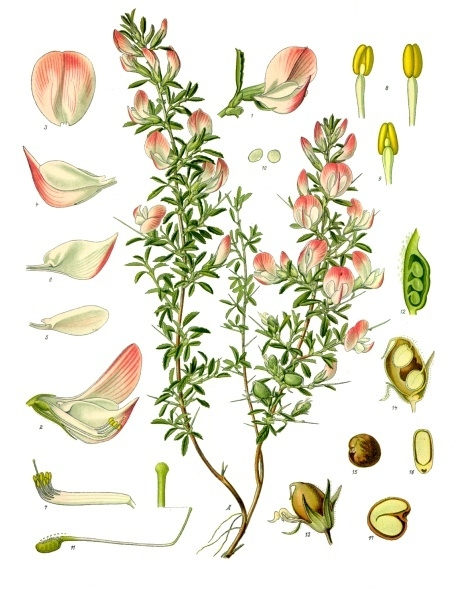
Ononis spinosa L.
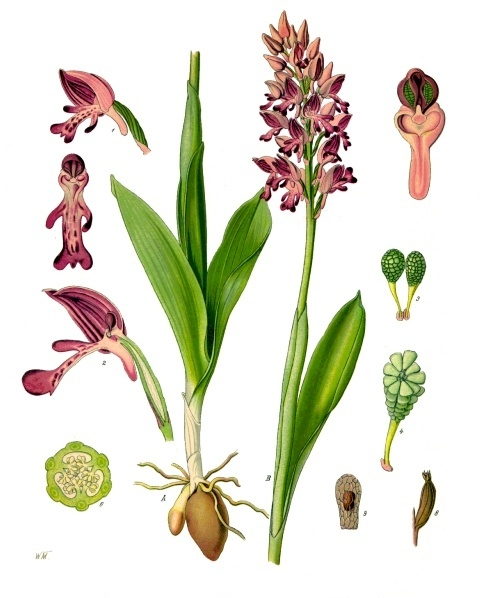
Orchis militaris L.
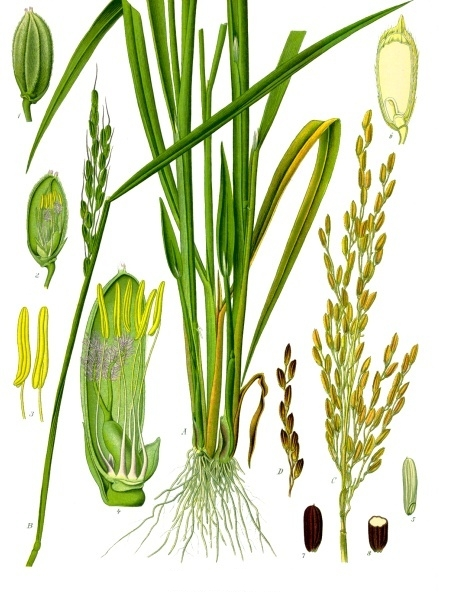
Oryza sativa L.
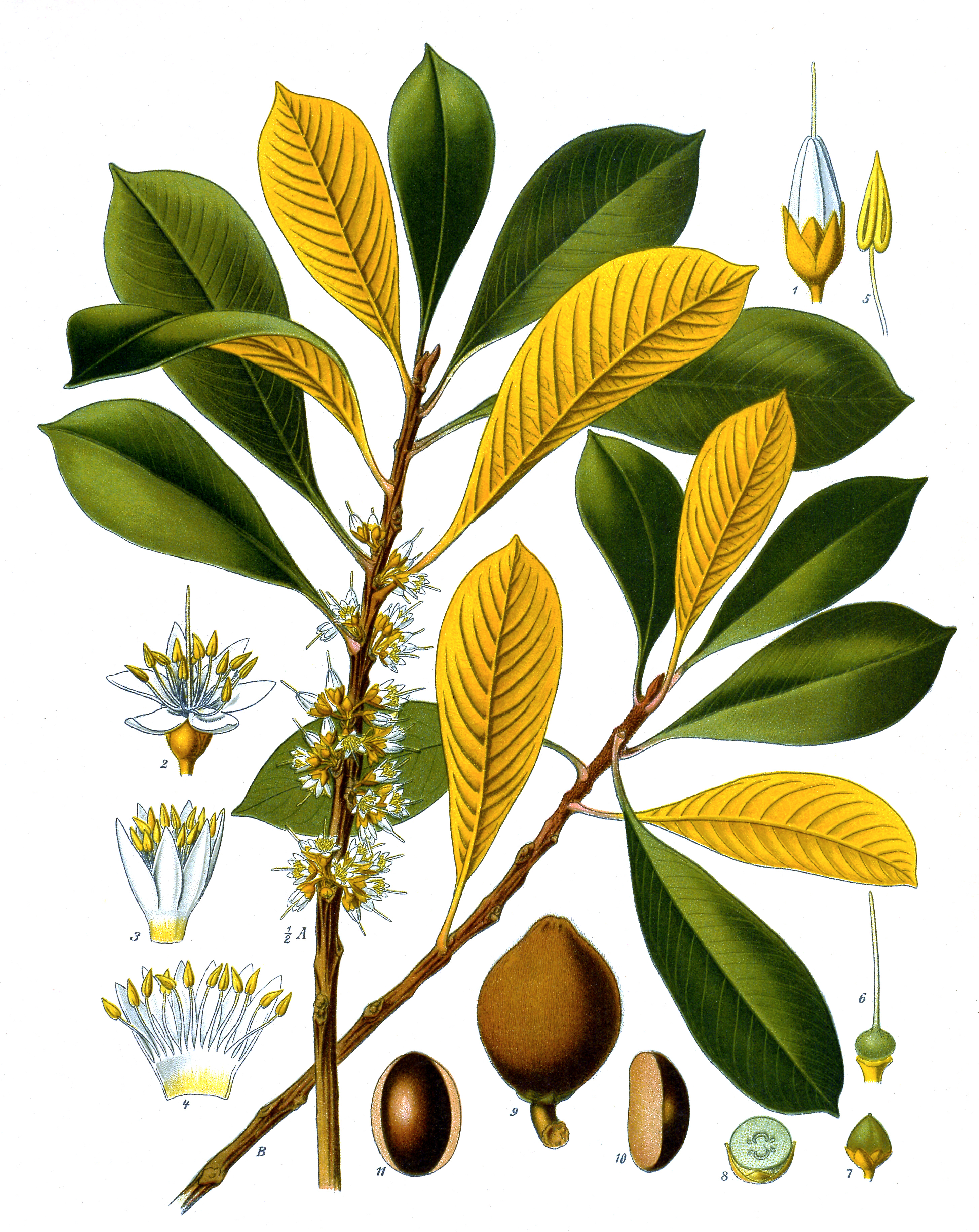
Palaquium gutta (Hook.) Baill.
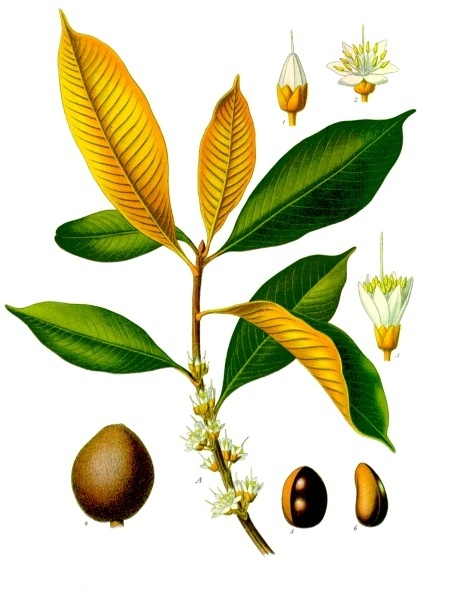
Palaquium oblongifolium Burck
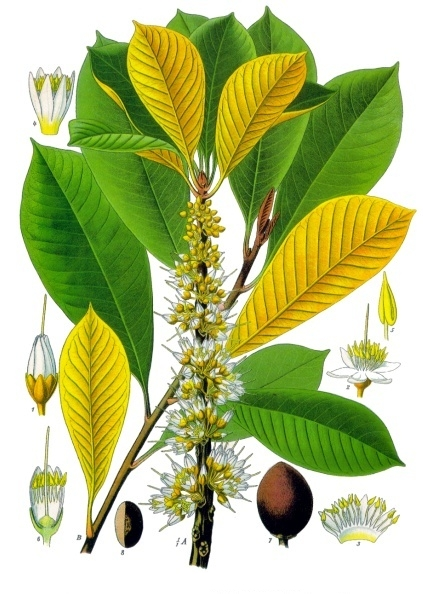
Palaquium treubii Burck.
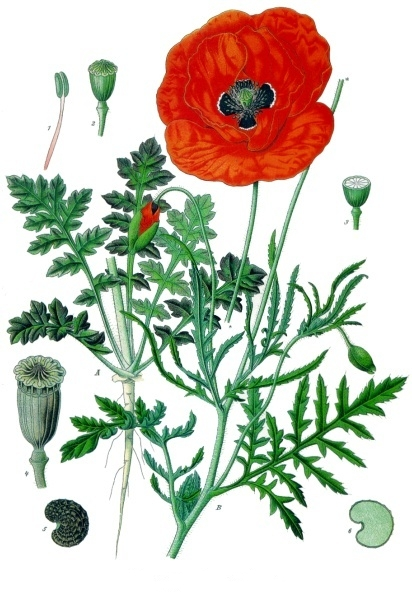
Papaver rhoeas L.
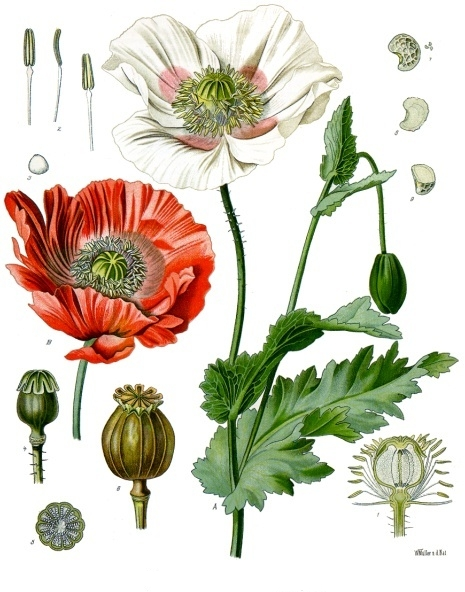
Papaver somniferum L.
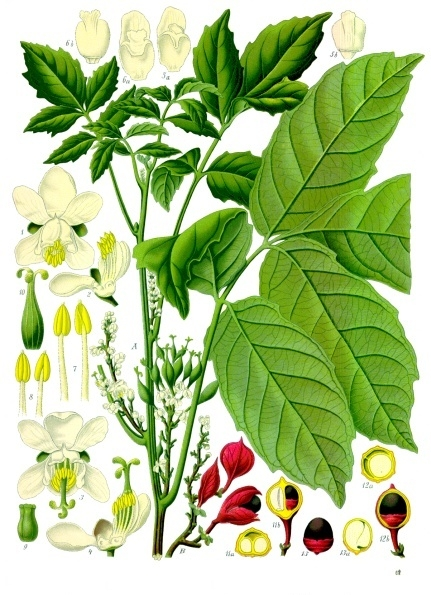
Paullinia cupana Kunth
Petroselinum crispum (Mill.) Nyman ex A.W.Hill
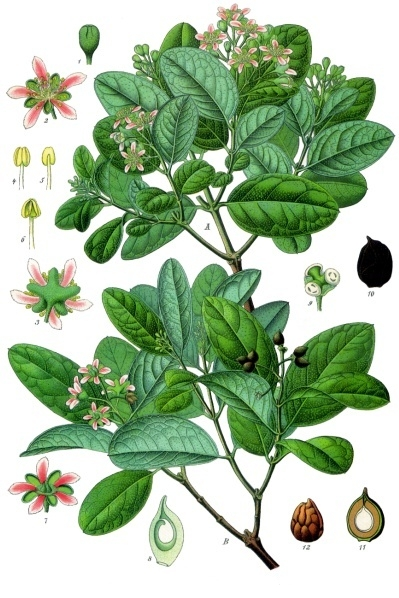
Peumus boldus Molina
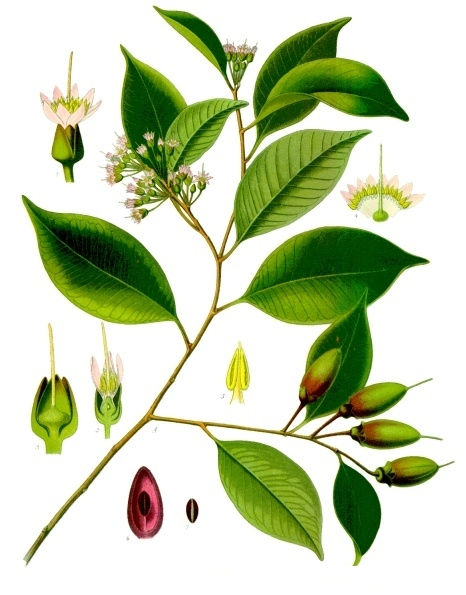
Payena leeri (Teijsm. & Binn.) Kurz
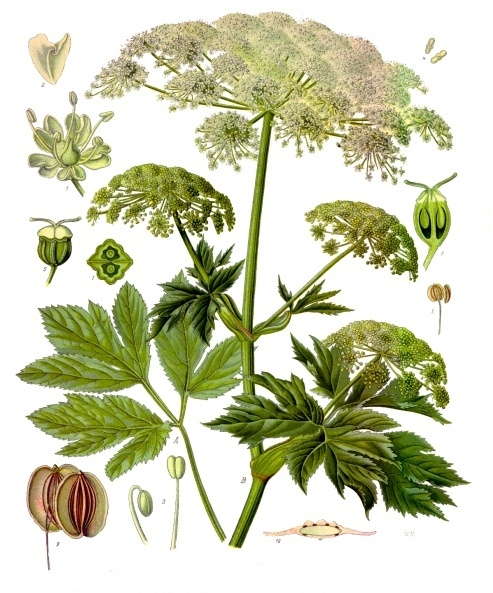
Peucedanum ostruthium (L.) W. D. J. Koch
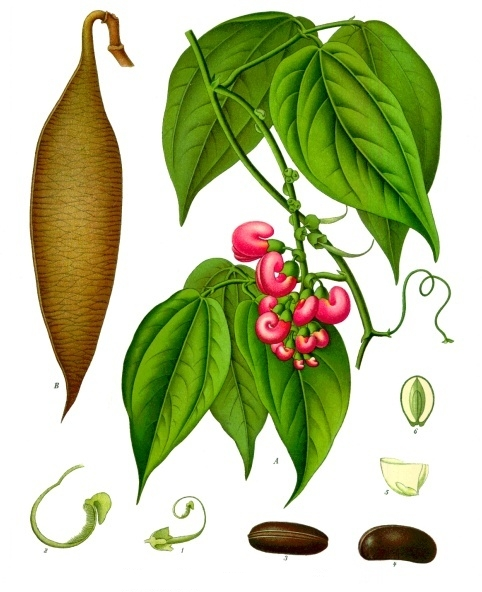
Physostigma venenosum Balf.
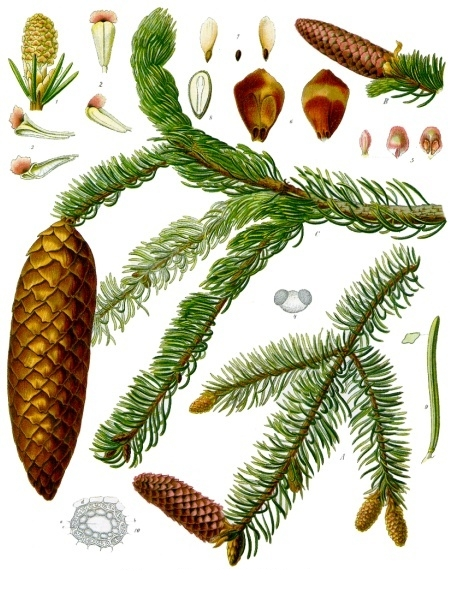
Picea abies (L.) H.Karst.
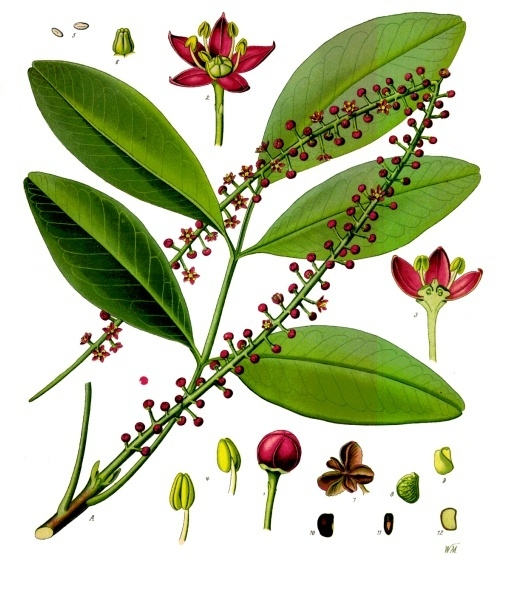
Pilocarpus pennatifolius Lem.
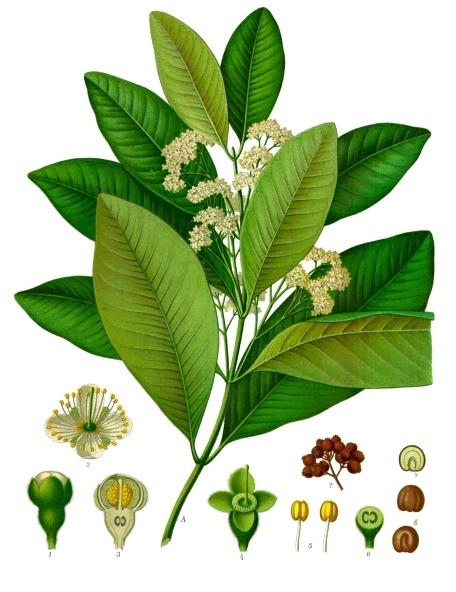
Pimenta dioica (L.) Merr.
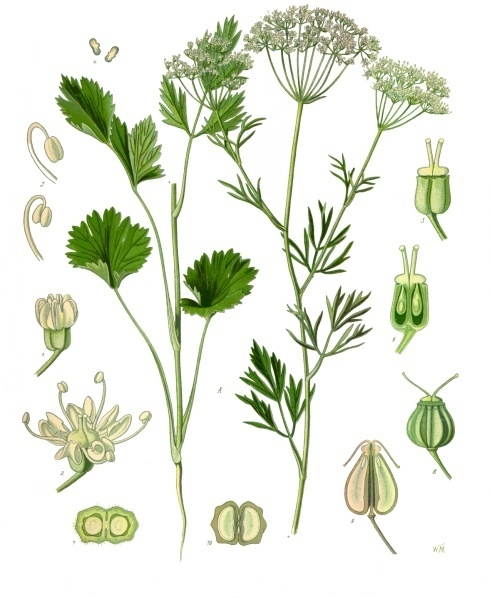
Pimpinella anisum L.
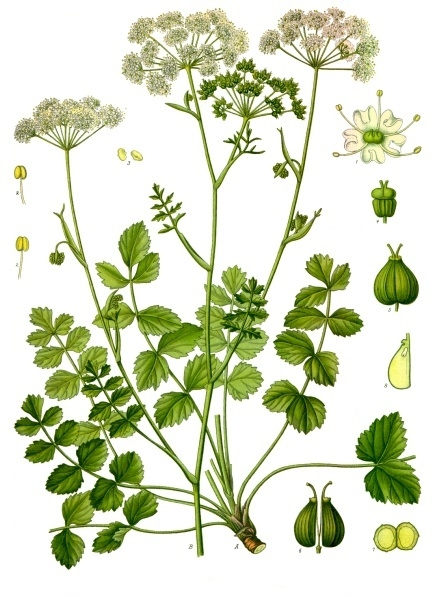
Pimpinella saxifraga L.
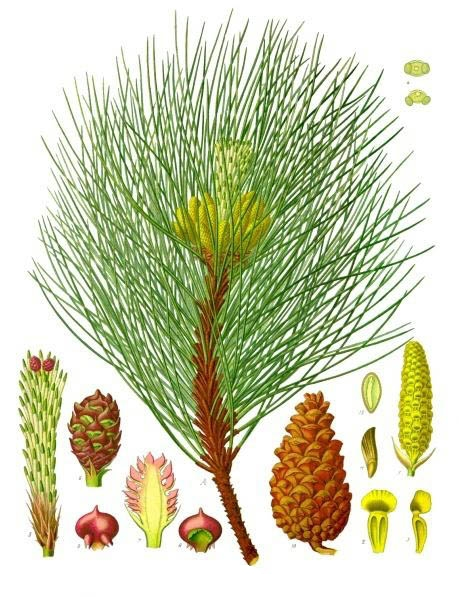
Pinus nigra Arnold
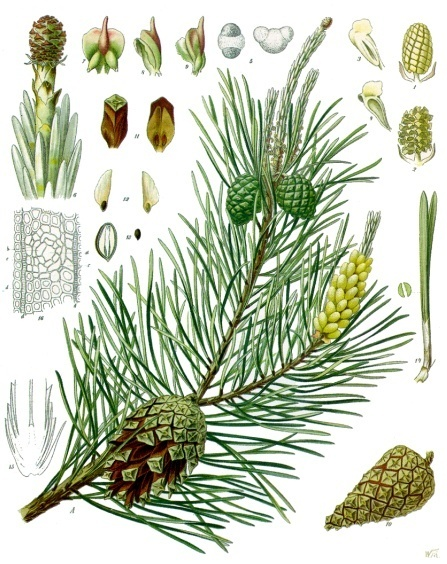
Pinus sylvestris L.
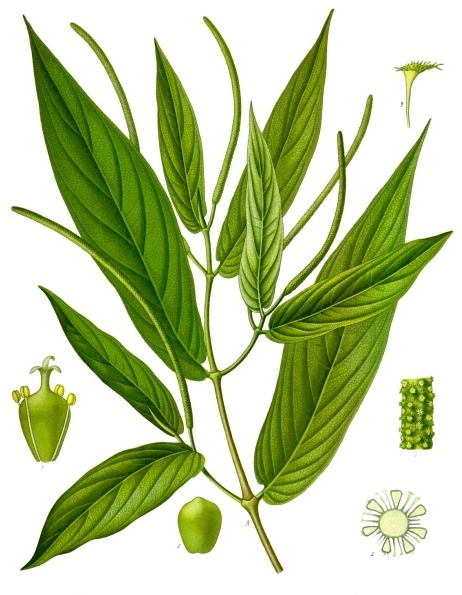
Piper angustifolium Lam.
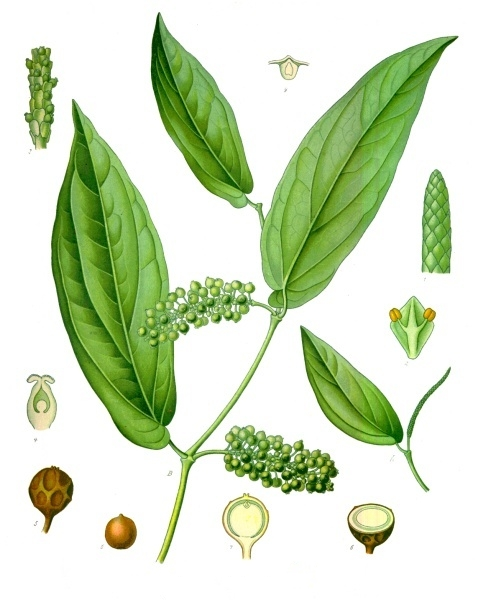
Piper cubeba L.f.
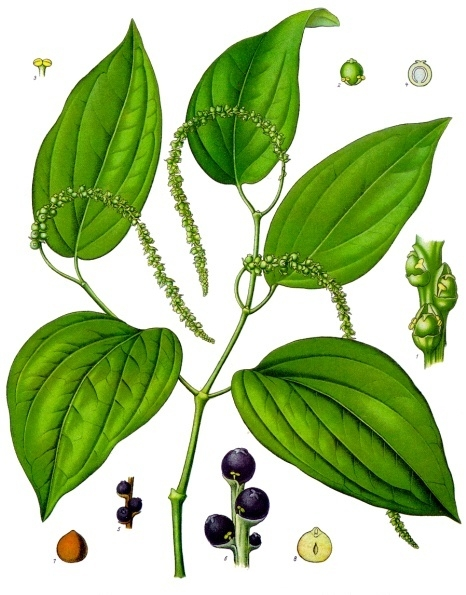
Piper nigrum L.
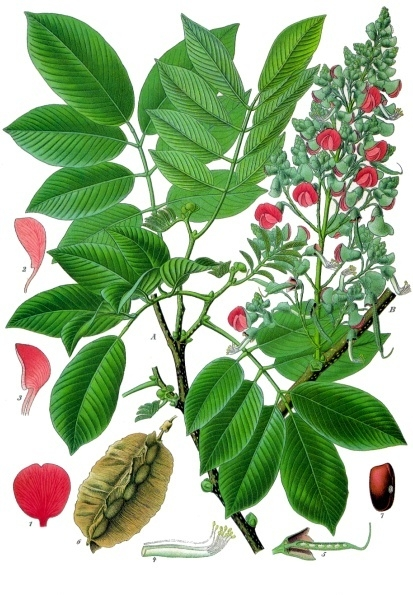
Piscidia piscipula (L.) Sarg.
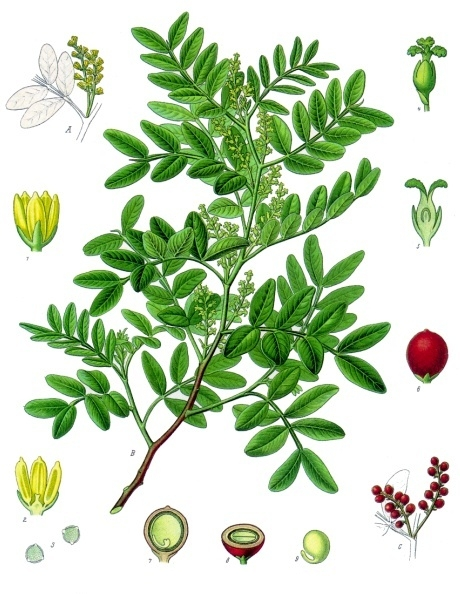
Pistacia lentiscus L.
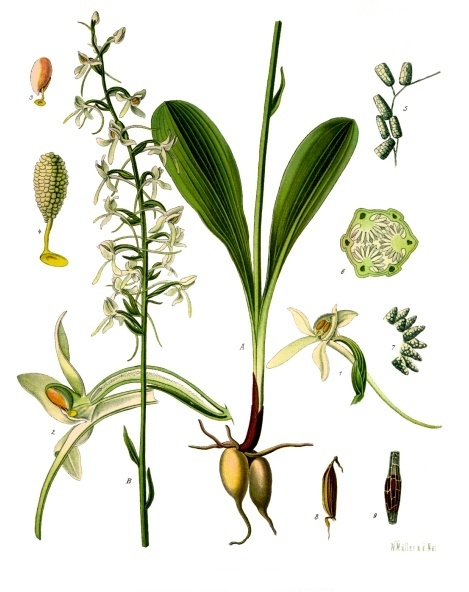
Platanthera bifolia (L.) Rich.
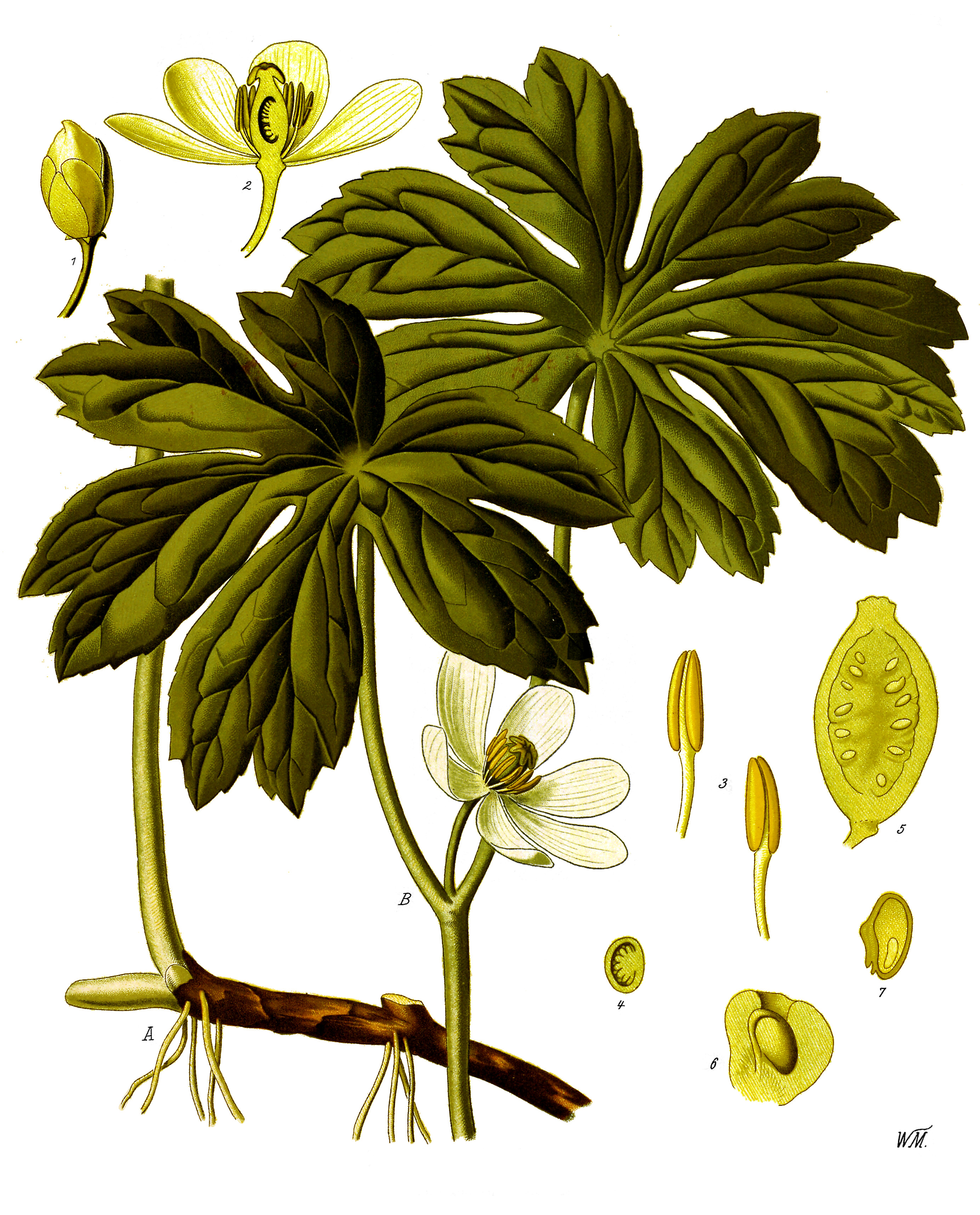
Podophyllum peltatum L.
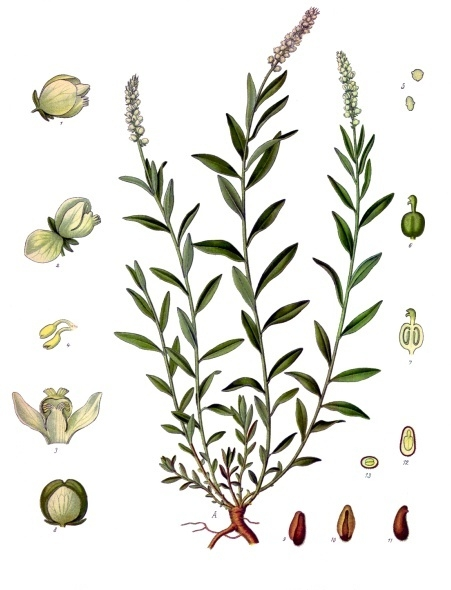
Polygala senega L.
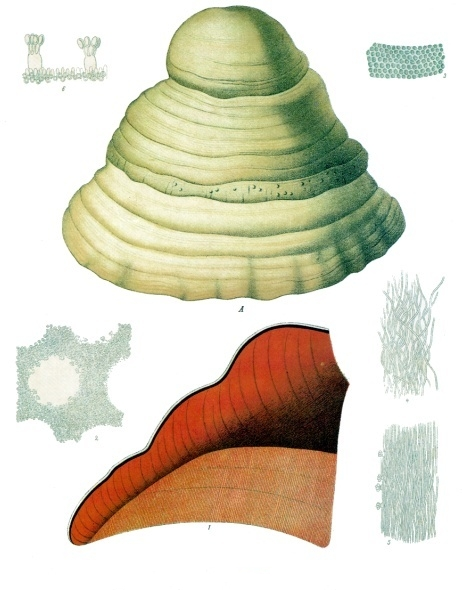
Polyporus fomentarius Fries
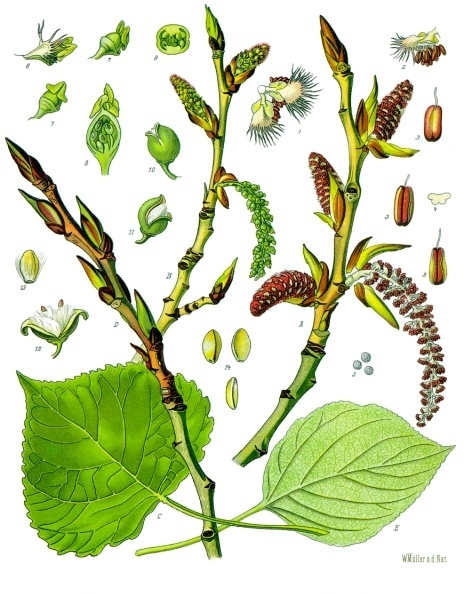
Populus nigra L.
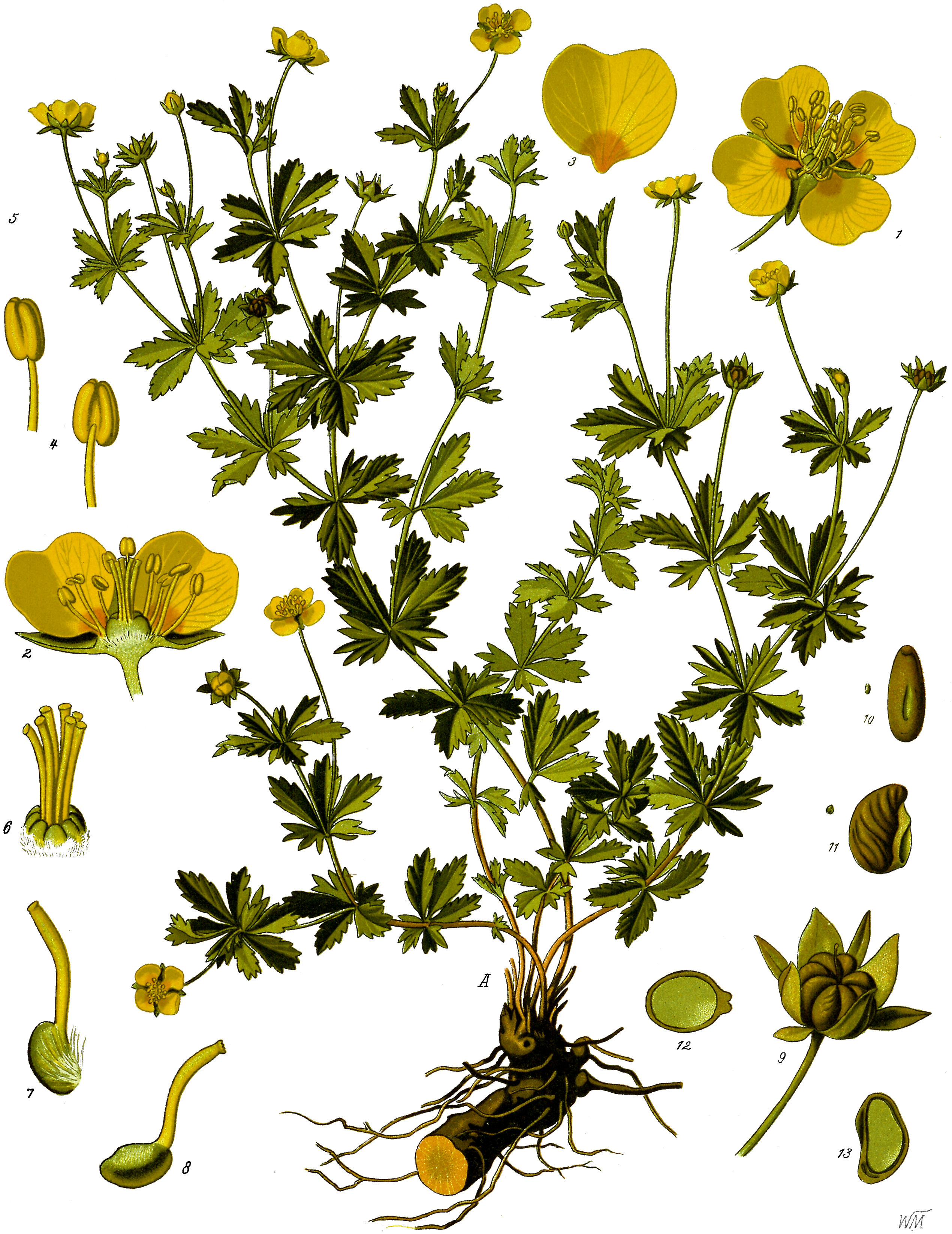
Potentilla erecta (L.) Raeusch.
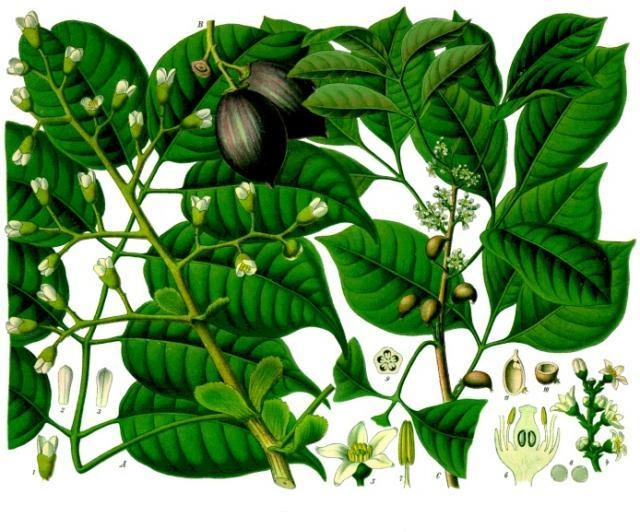
Protium icicariba DC.
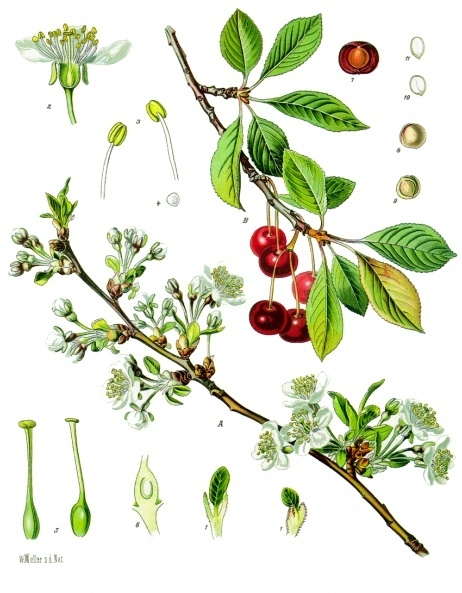
Prunus cerasus L.
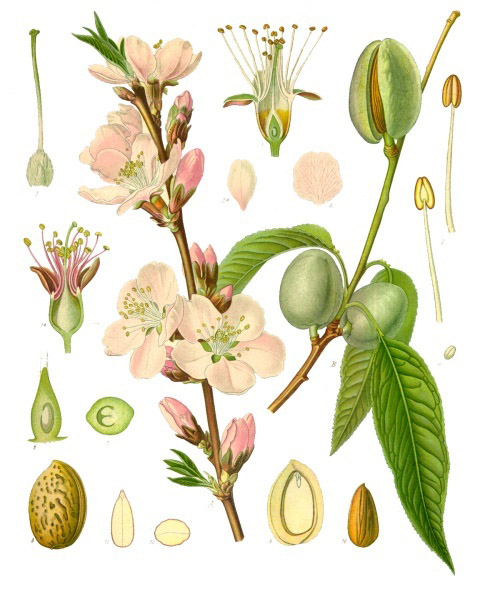
Prunus dulcis (Mill.) D.A.Webb var. amara
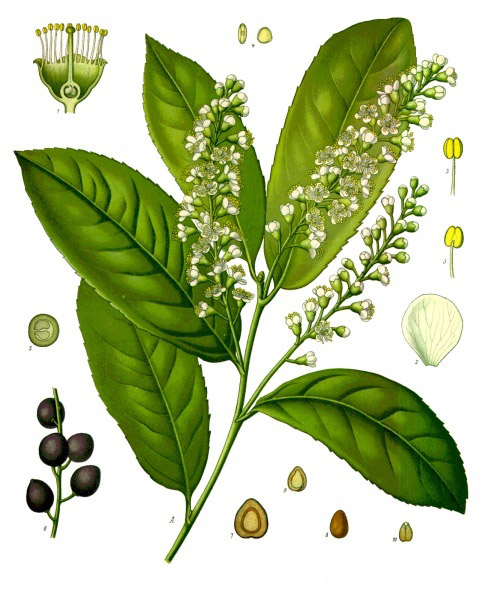
Prunus laurocerasus L.
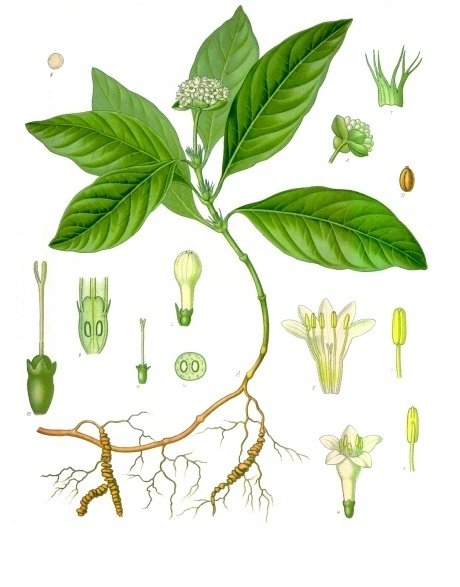
Psychotria ipecacuanha (Brot.) Stokes [syn.: Cephaelis ipecacuanha (Brot.) A.Rich]
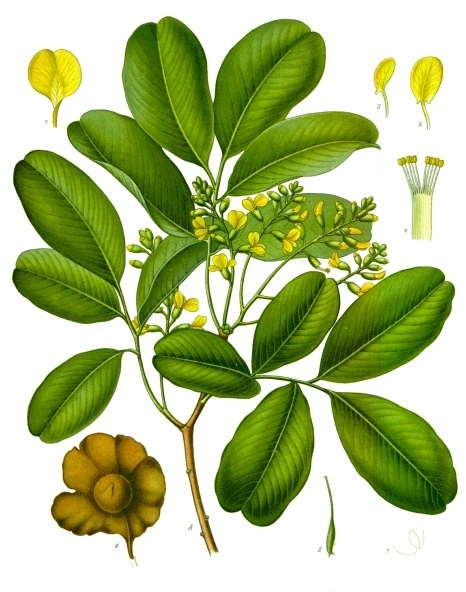
Pterocarpus marsupium Roxb.
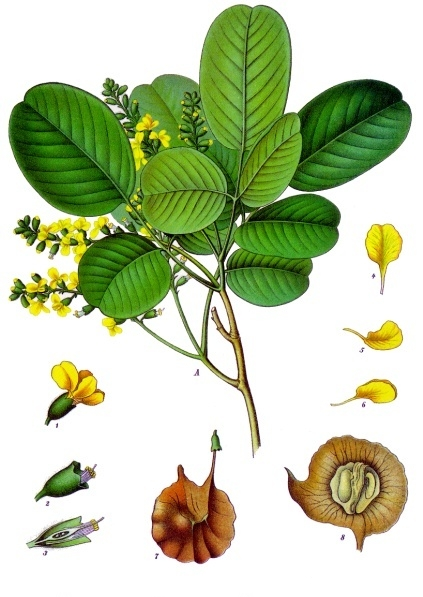
Pterocarpus santalinus L. fil.
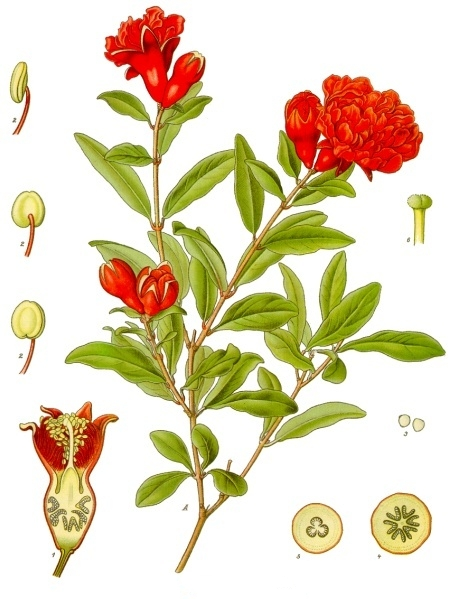
Punica granatum L. [branch in flower]
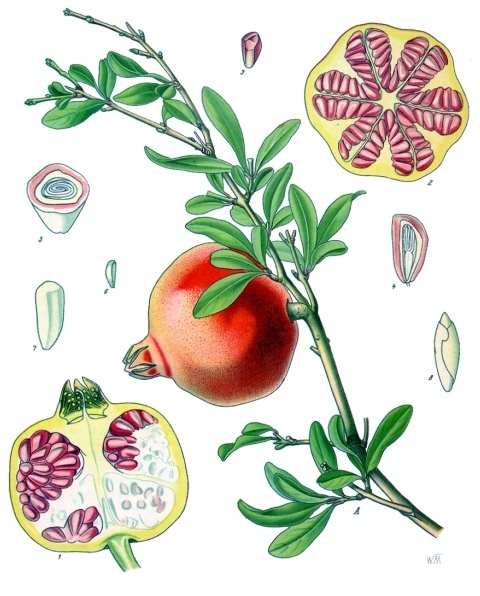
Punica granatum L. [fruit]
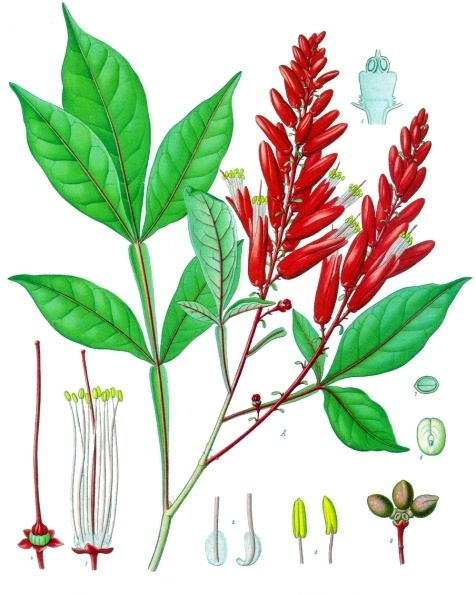
Quassia amara L.
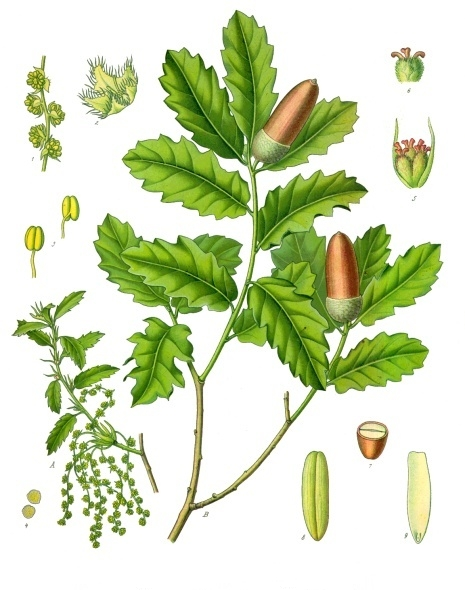
Quercus lusitanica Lam.
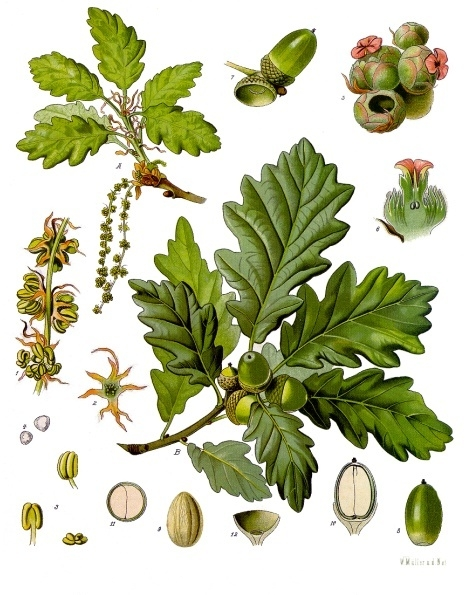
Quercus petraea (Matt.) Liebl.
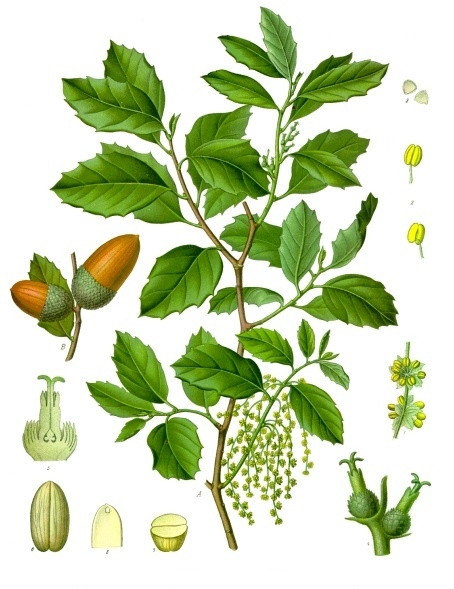
Quercus suber L.
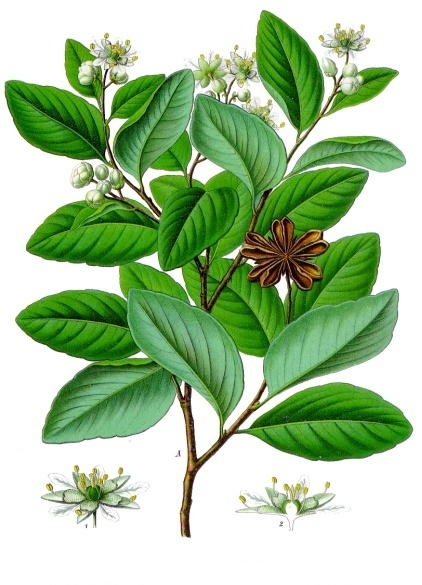
Quillaja saponaria Molina
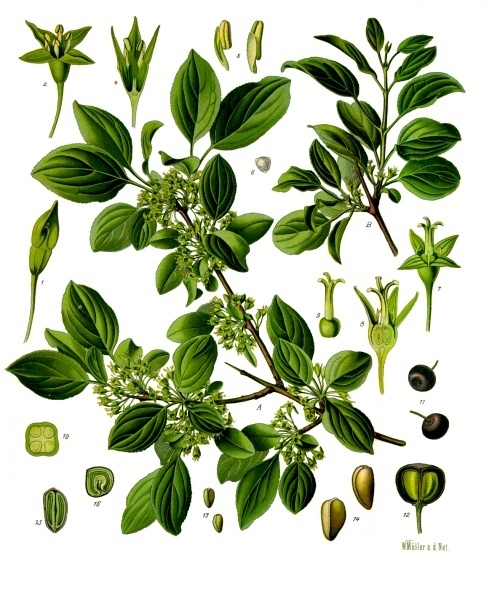
Rhamnus cathartica L.
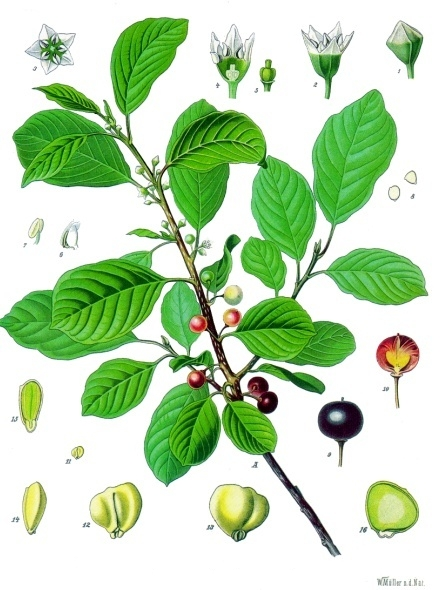
Rhamnus frangula Mill.
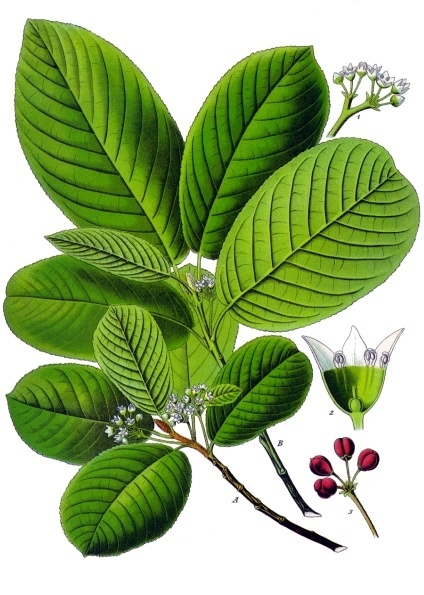
Rhamnus purshiana (DC.) J.G.Cooper
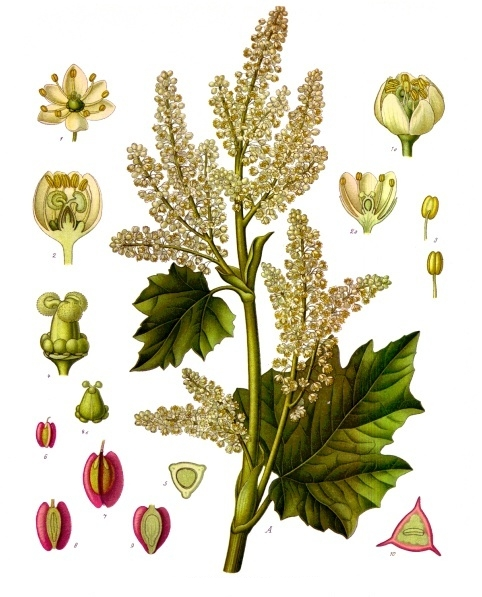
Rheum officinale Baill.
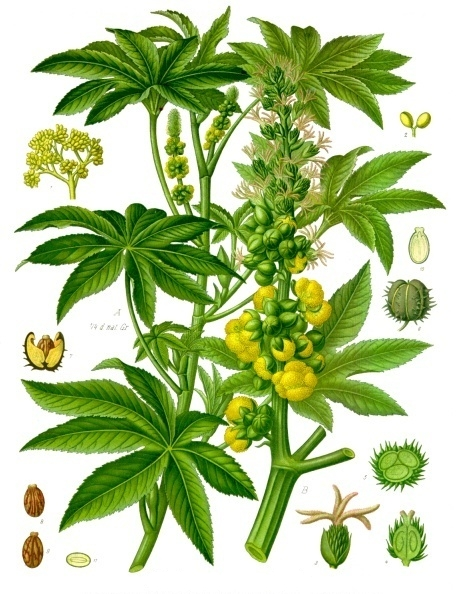
Ricinus communis L.
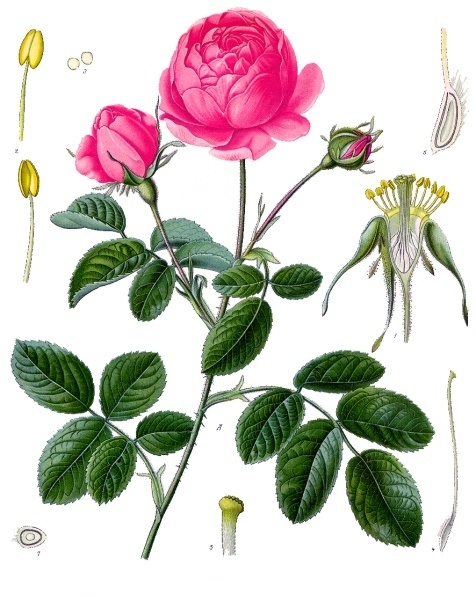
Rosa centifolia L.
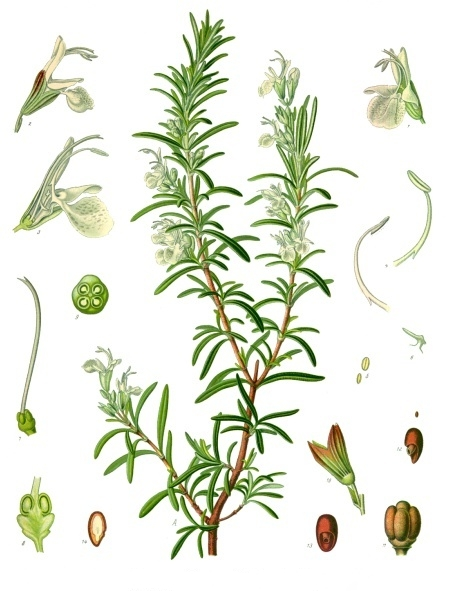
Rosmarinus officinalis L.
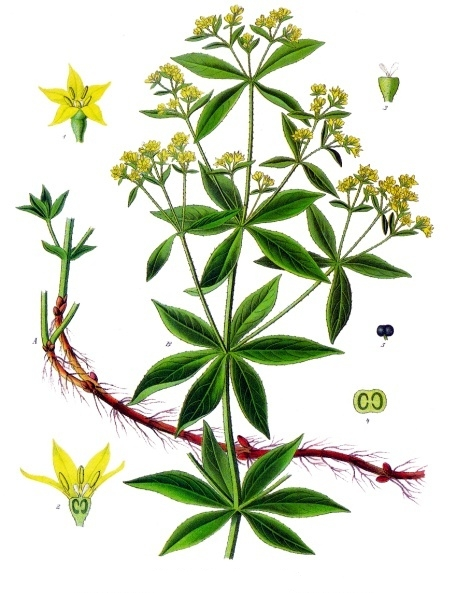
Rubia tinctorum L.
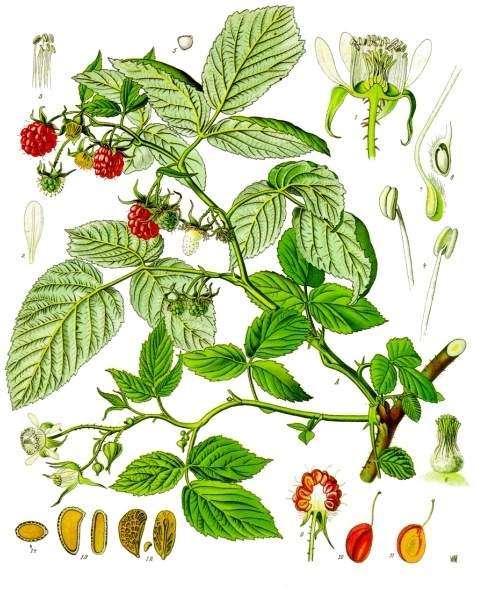
Rubus idaeus L.
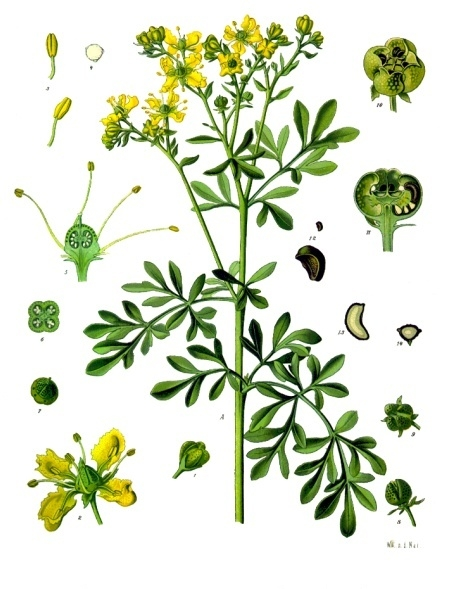
Ruta graveolens L.
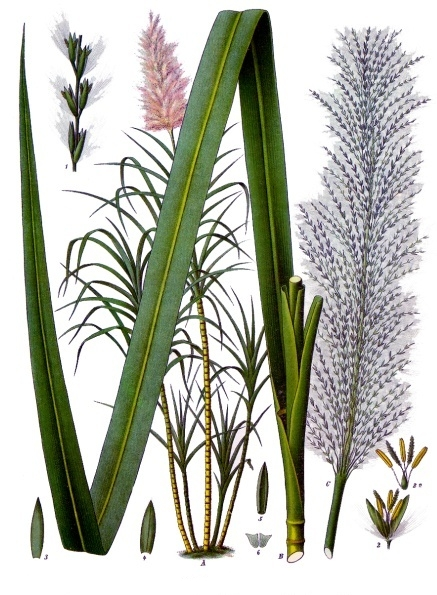
Saccharum officinarum L.
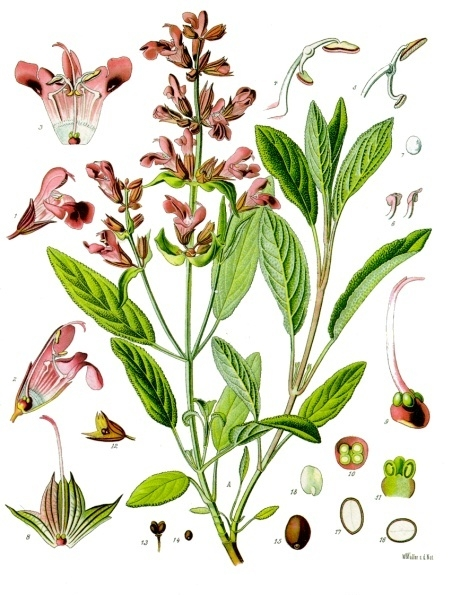
Salvia officinalis L.
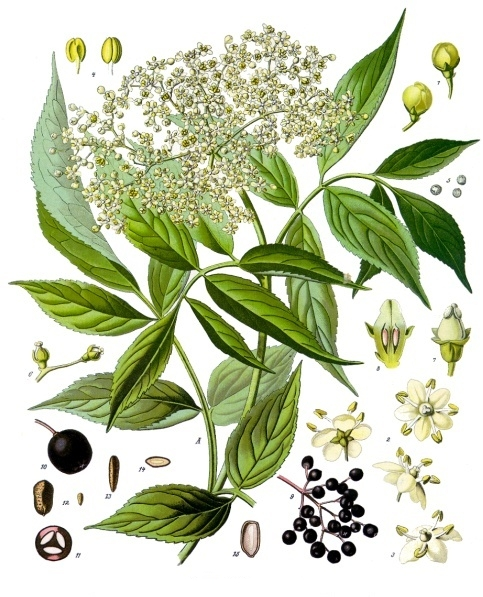
Sambucus nigra L.
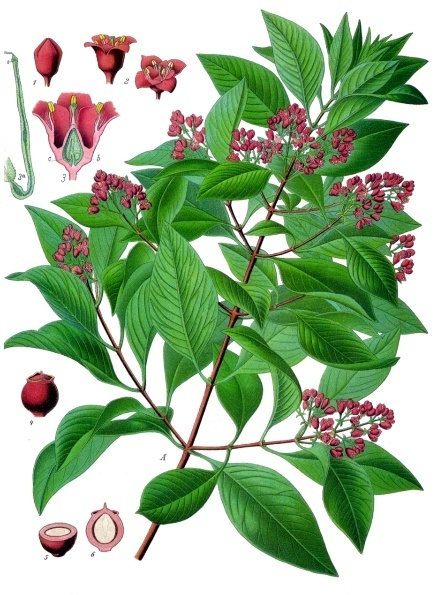
Santalum album L.
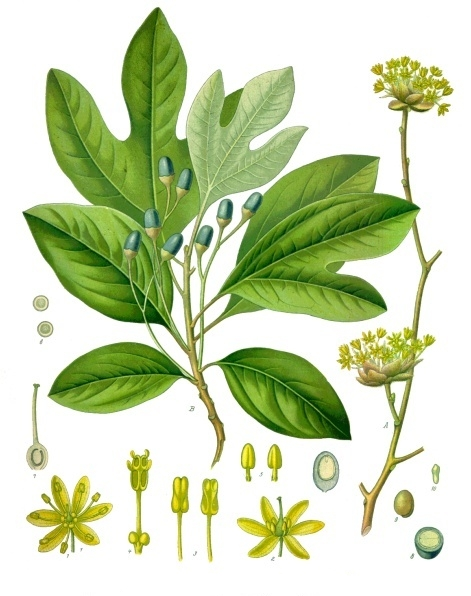
Sassafras albidum (Nutt.) Nees
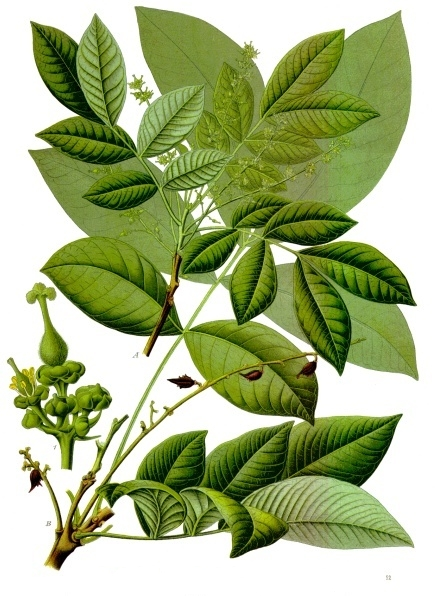
Schleichera oleosa (Lour.) Oken
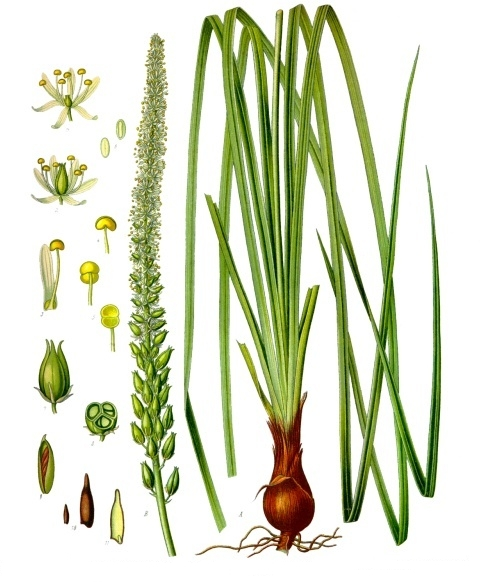
Schoenocaulon officinale (Schltdl. & Cham.) A.Gray ex Benth.
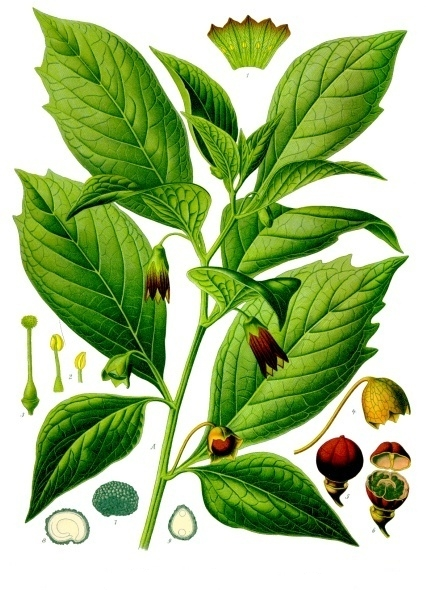
Scopolia carniolica Jacq.
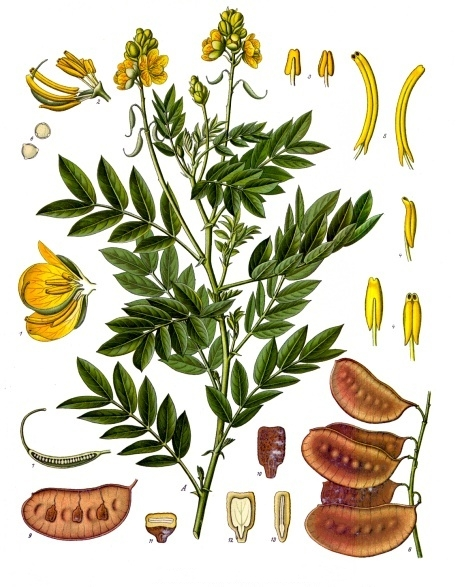
Senna alexandrina Mill.
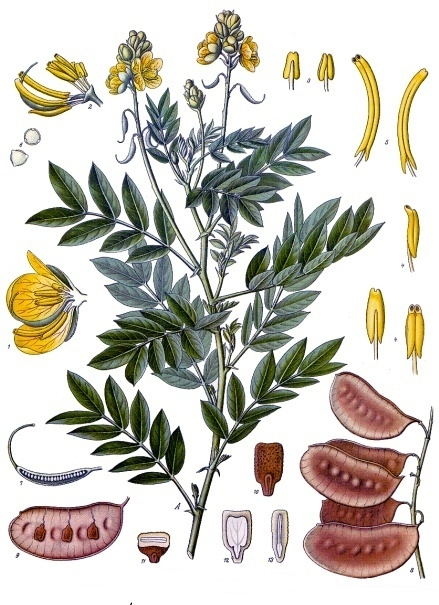
Senna alexandrina Mill.
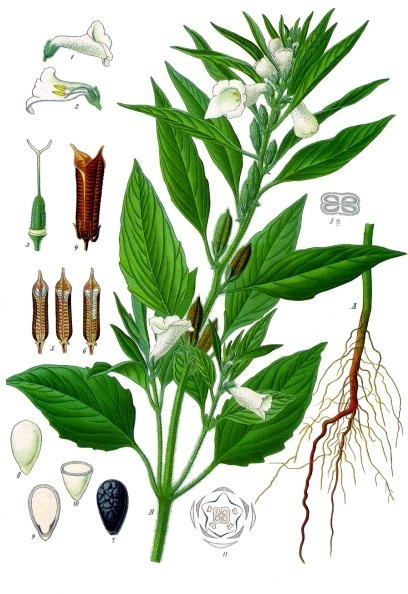
Sesamum indicum L.
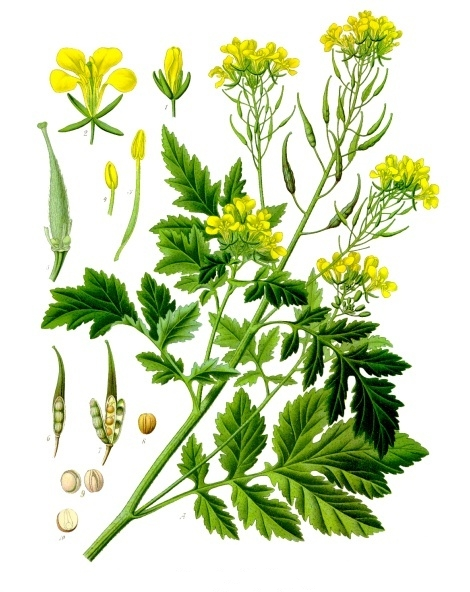
Sinapis alba L.
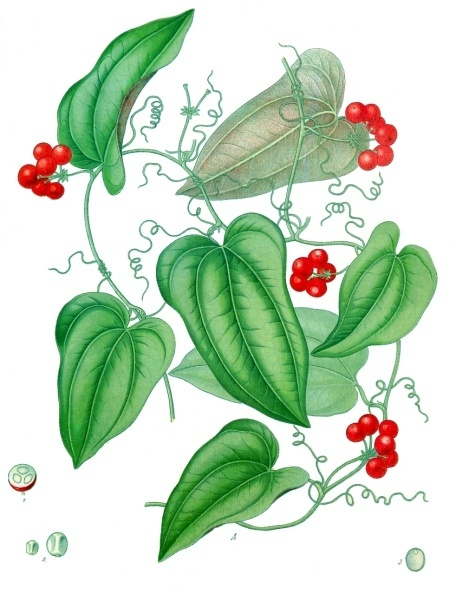
Smilax aristolochiifolia Mill.
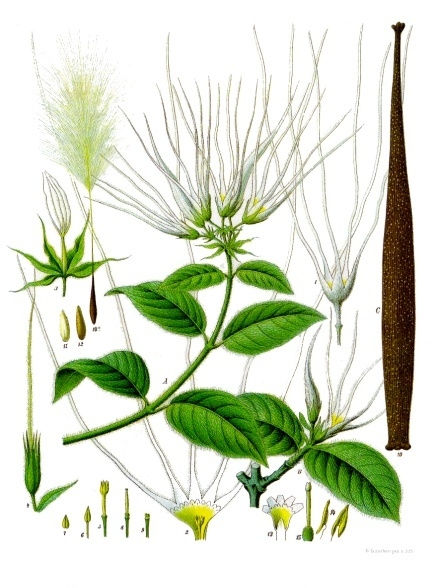
Strophanthus hispidus DC.
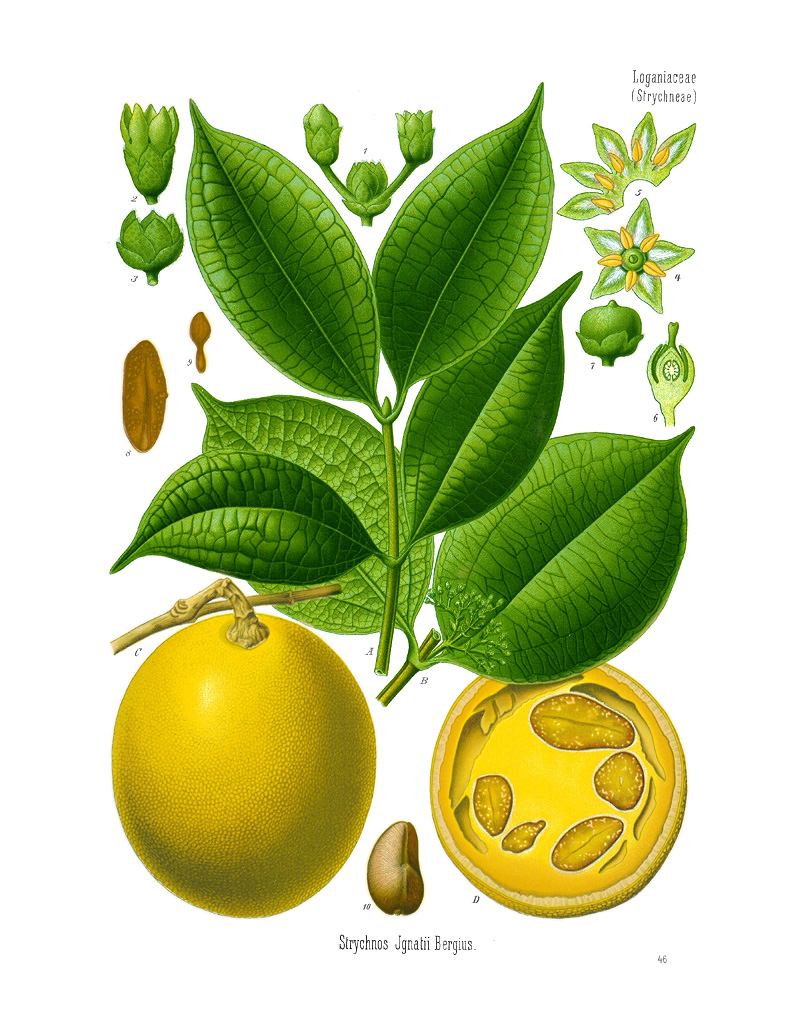
Strychnos ignatii P.J.Bergius
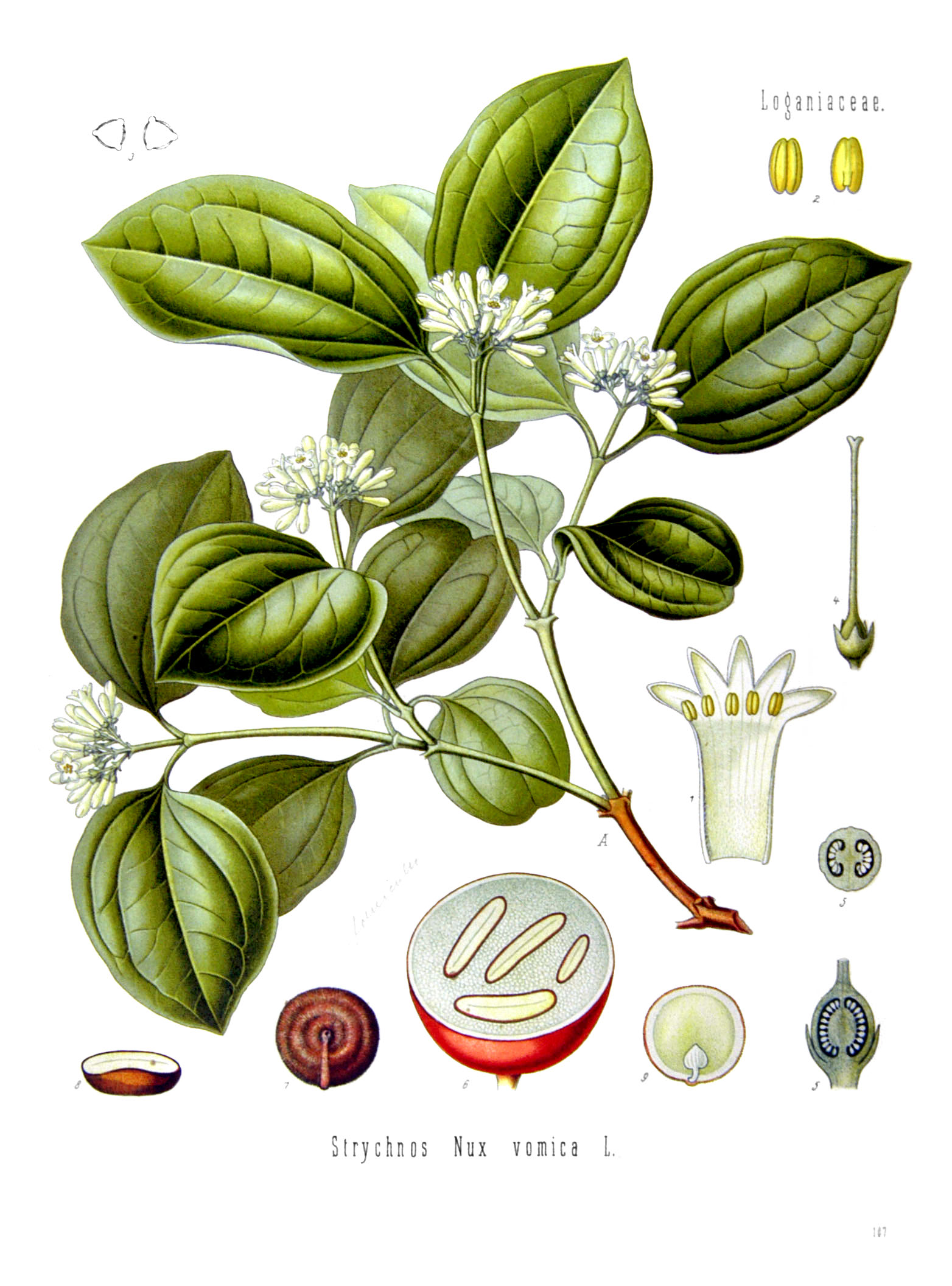
Strychnos nux-vomica L.
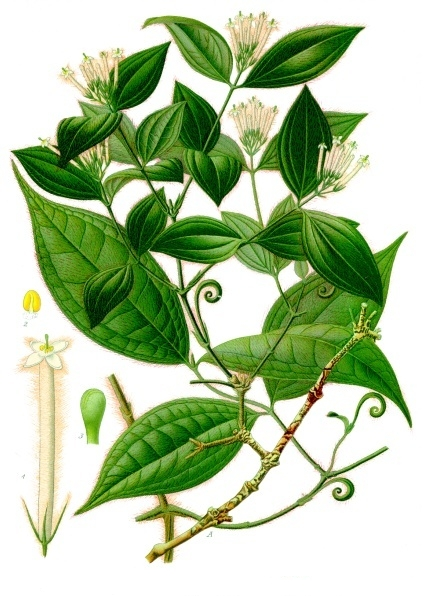
Strychnos toxifera M.R.Schomb. ex Benth.
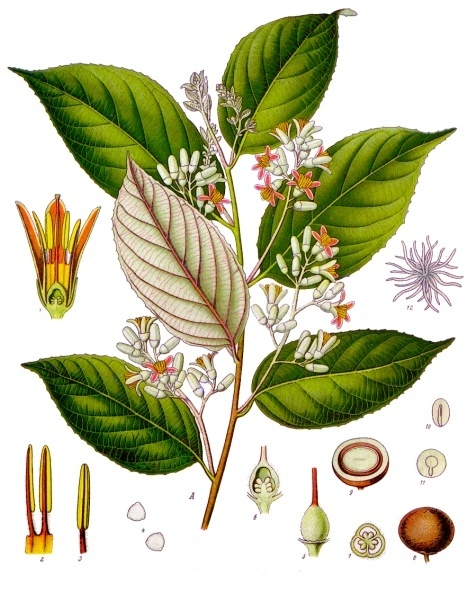
Styrax benzoin Dryand.
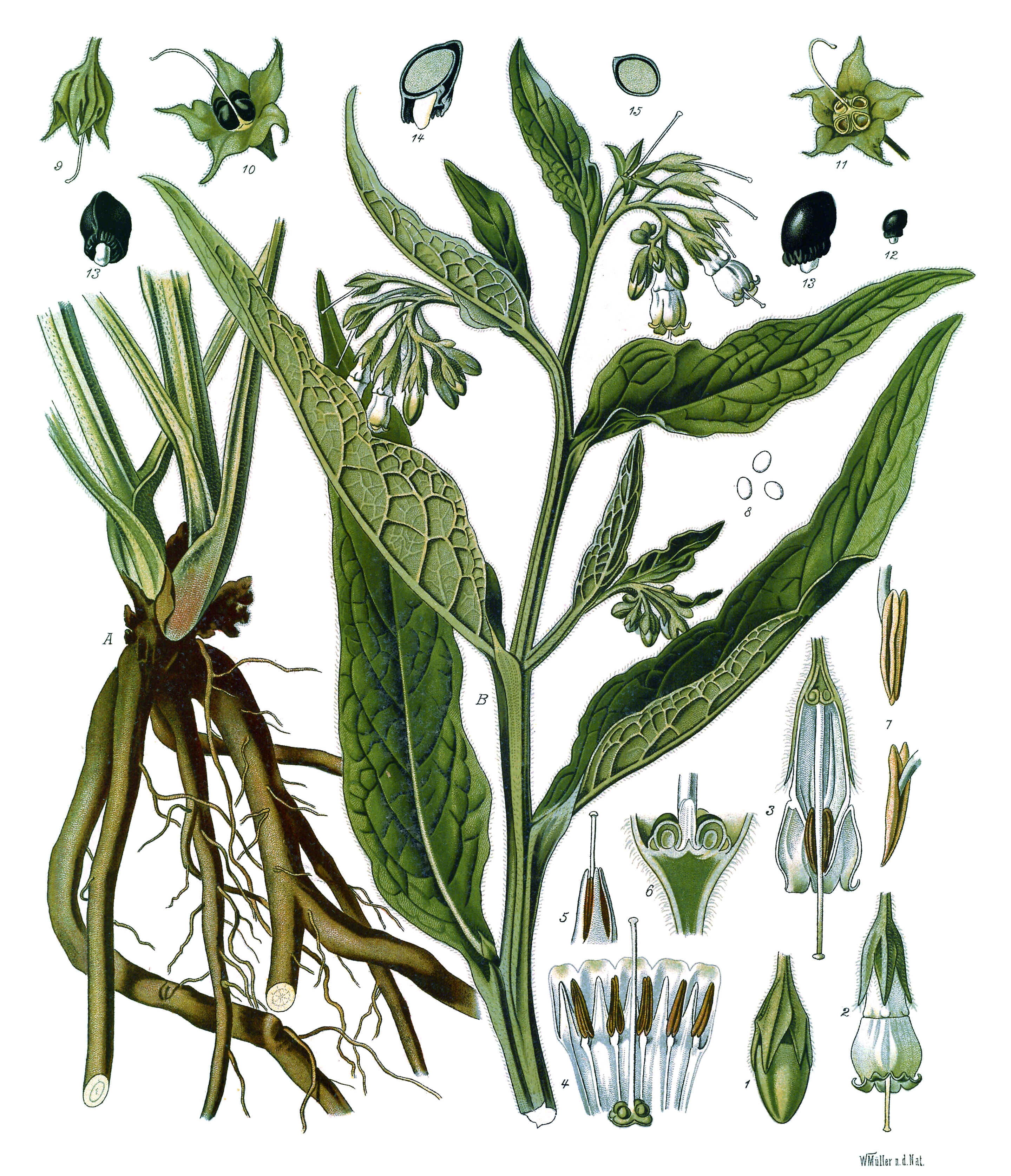
Symphytum officinale L.
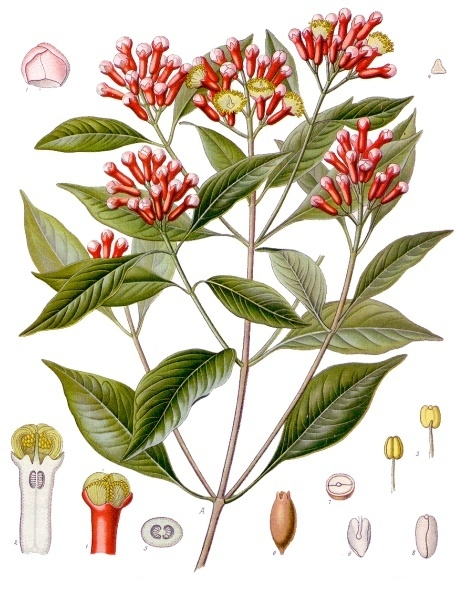
Syzygium aromaticum (L.) Merr. & L.M.Perry
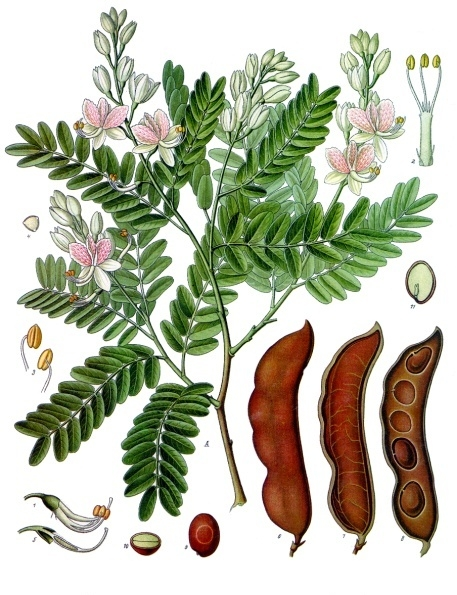
Tamarindus indica L.
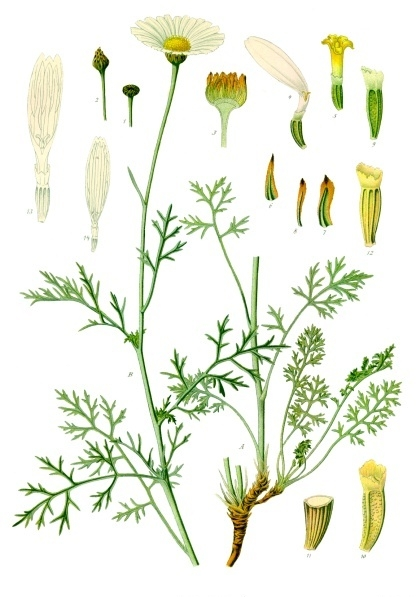
Tanacetum cinerariifolium (Trevir.) Sch.Bip.
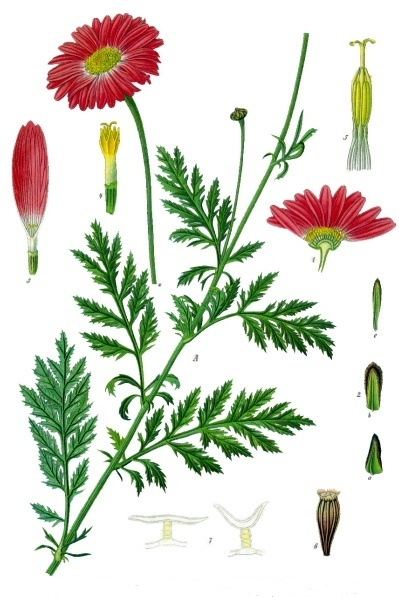
Tanacetum coccineum (Willd.) Grierson [syn.: Chrysanthemum Marschallii Aschers]
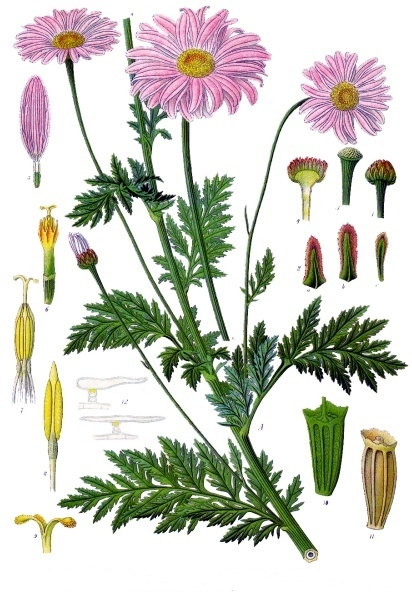
Tanacetum coccineum (Willd.) Grierson [syn.: Chrysanthemum roseum Web. & Mohr.]
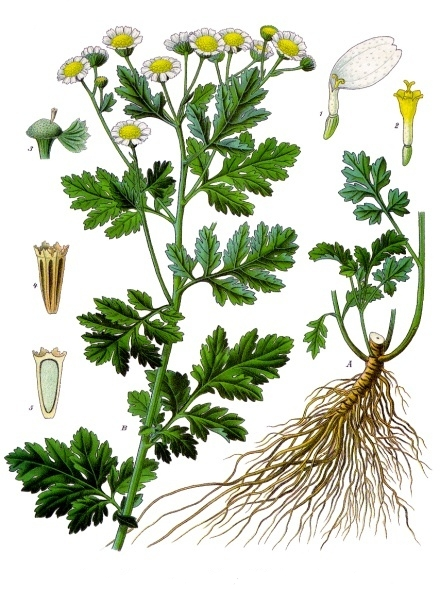
Tanacetum parthenium (L.) Sch.Bip.
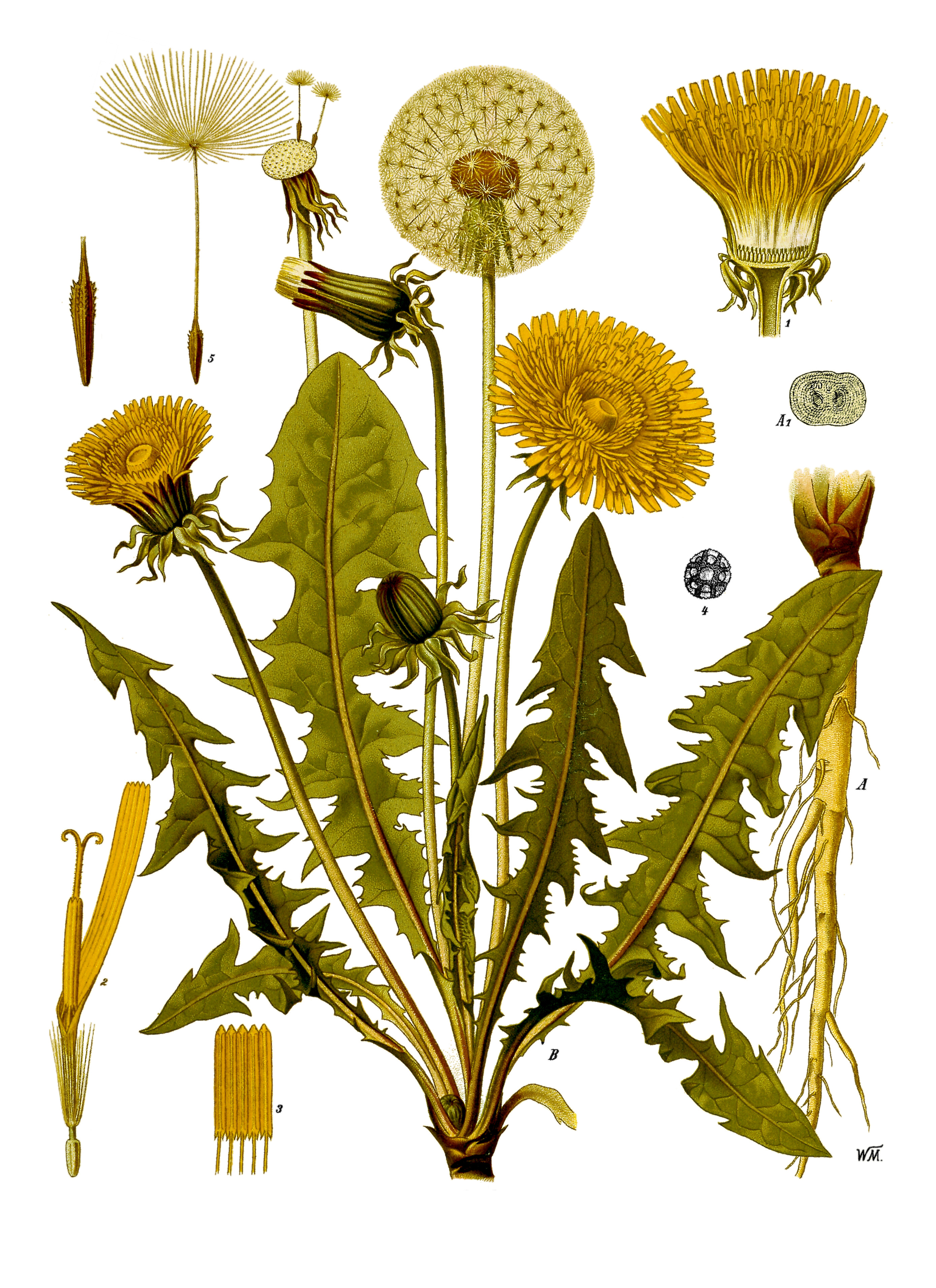
Taraxacum officinale Weber ex F.H.Wigg.
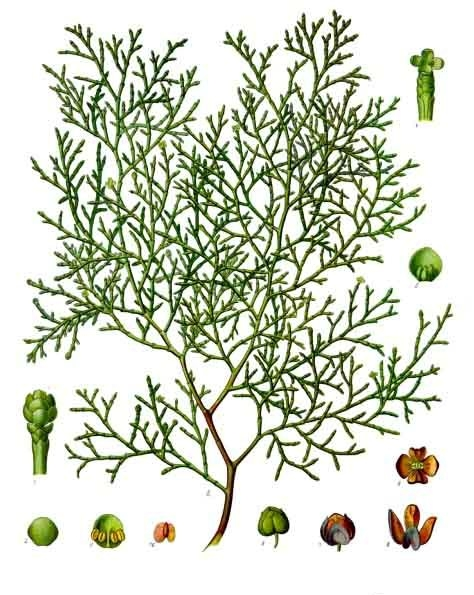
Tetraclinis articulata (Vahl) Mast.
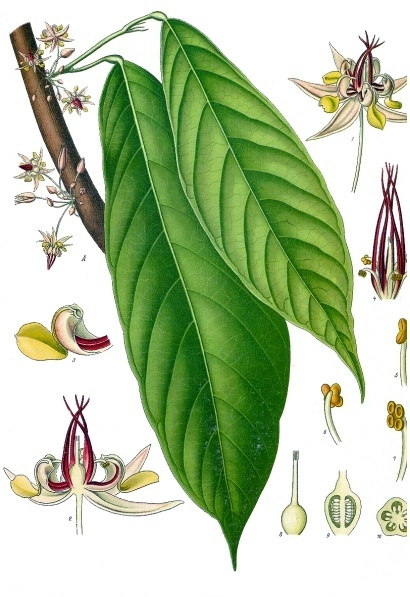
Theobroma cacao L. (leaf, flower)
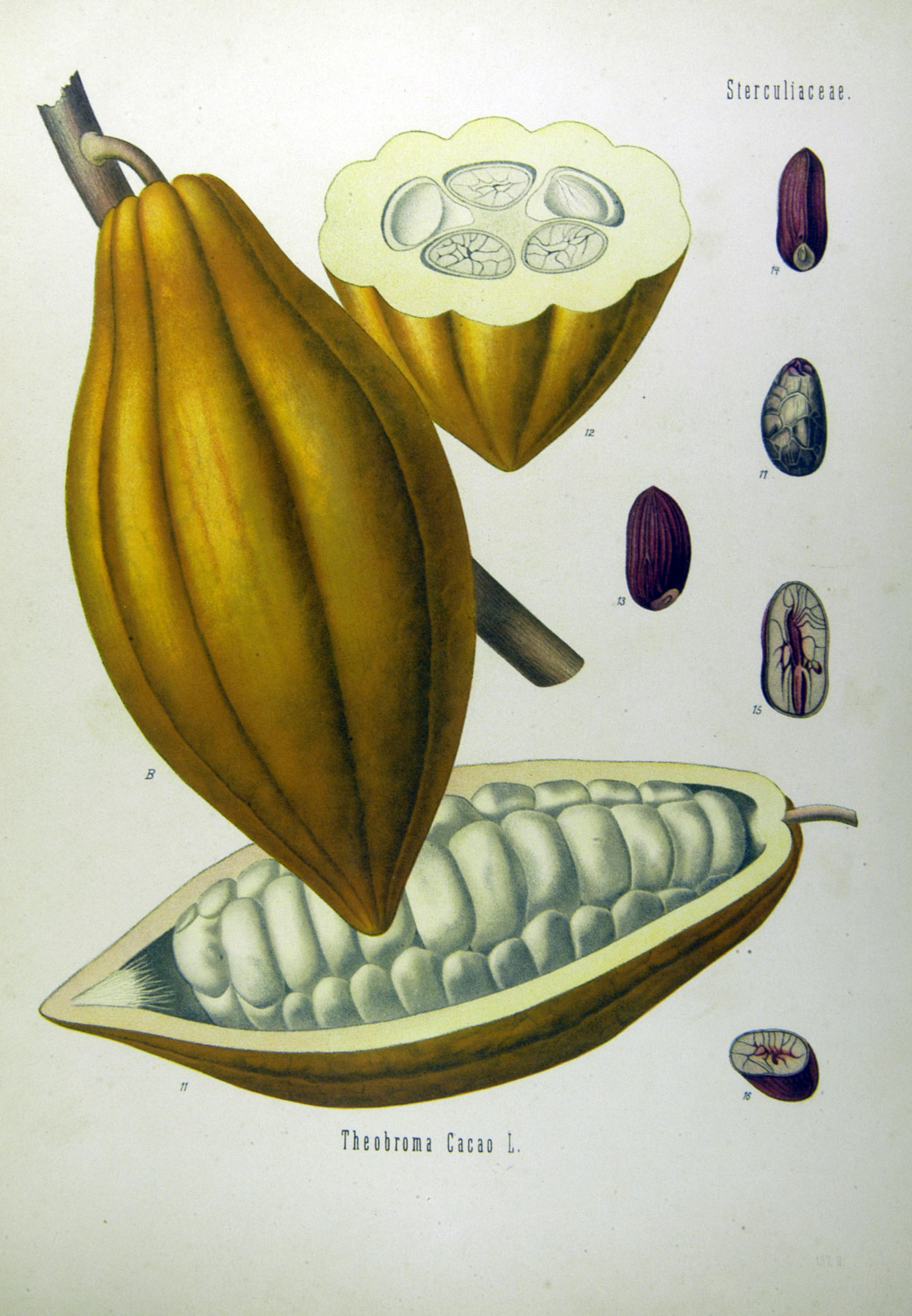
Theobroma cacao L. (fruit, seed)
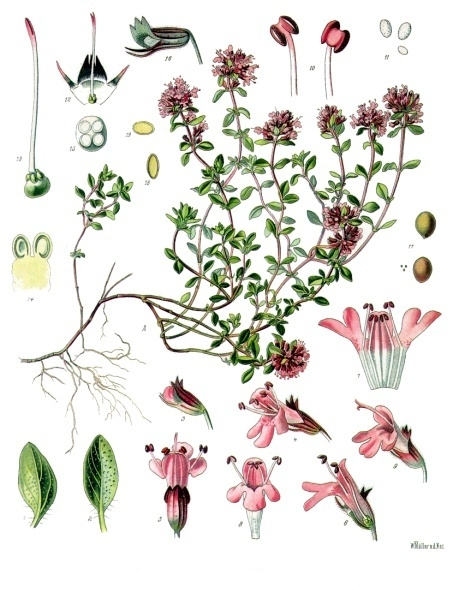
Thymus serpyllum L.
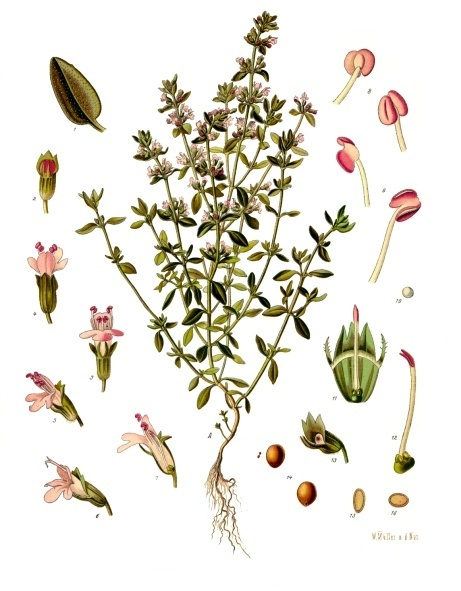
Thymus vulgaris L.
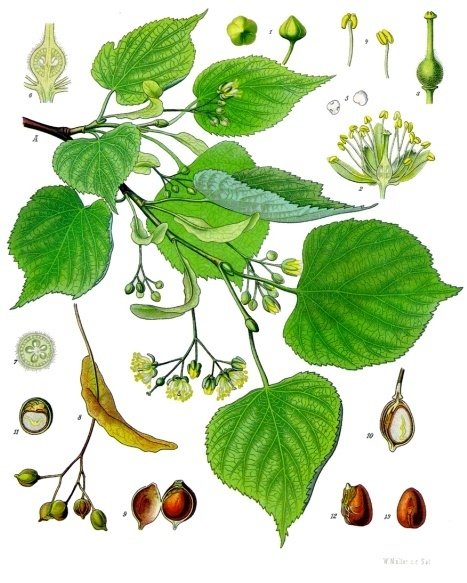
Tilia cordata Mill.
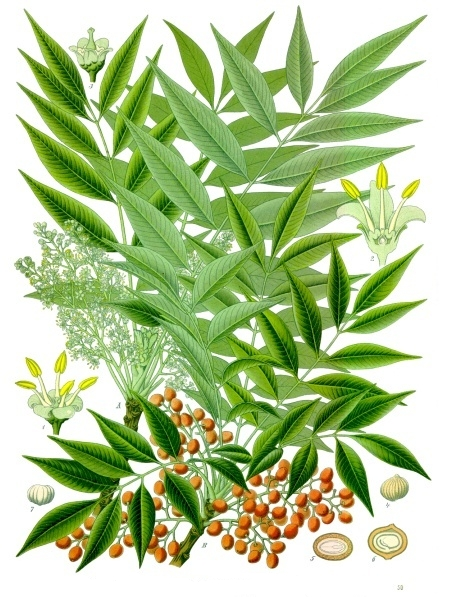
Toxicodendron succedaneum (L.) Kuntze
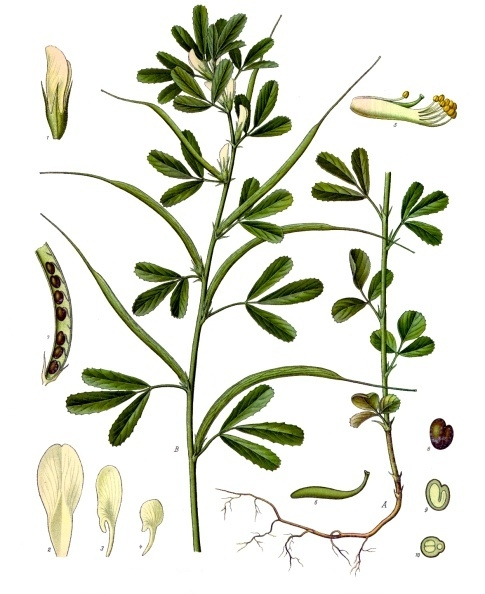
Trigonella foenum-graecum L.
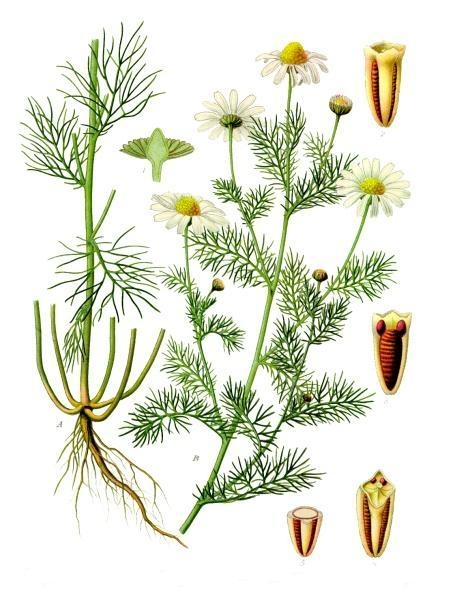
Tripleurospermum perforatum (Mérat) Laínz
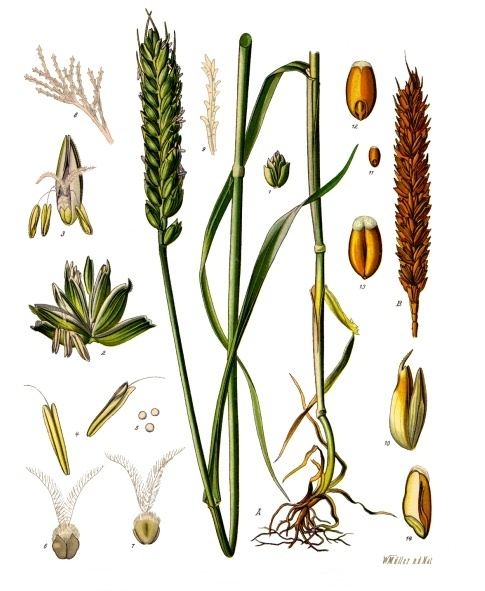
Triticum aestivum L. subsp. aestivum
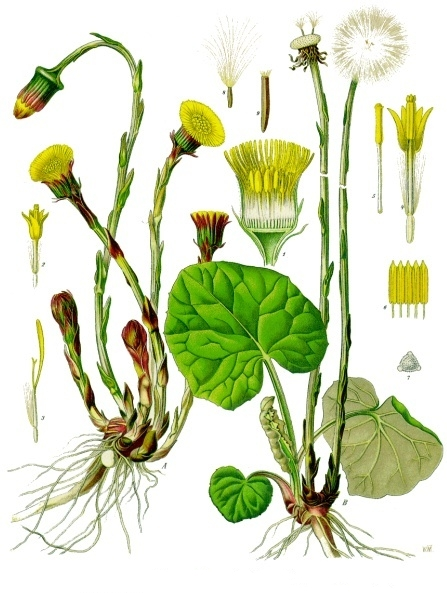
Tussilago farfara L.
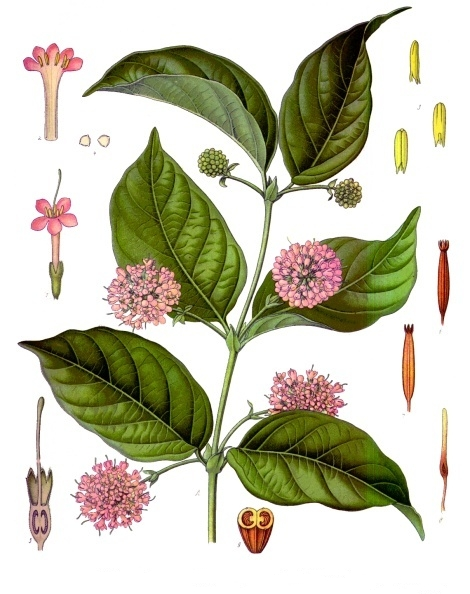
Uncaria gambir (W. Hunter) Roxb.
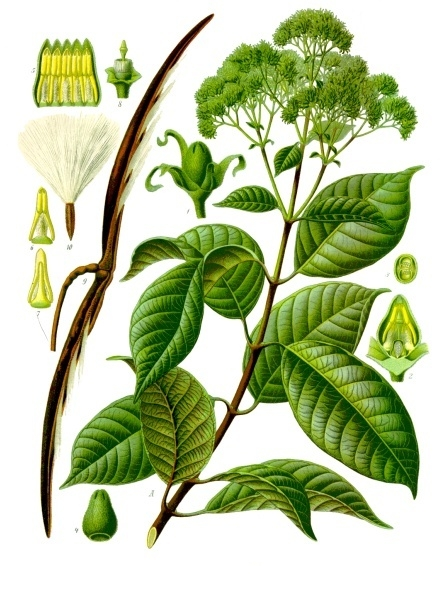
Urceola elastica Roxb.
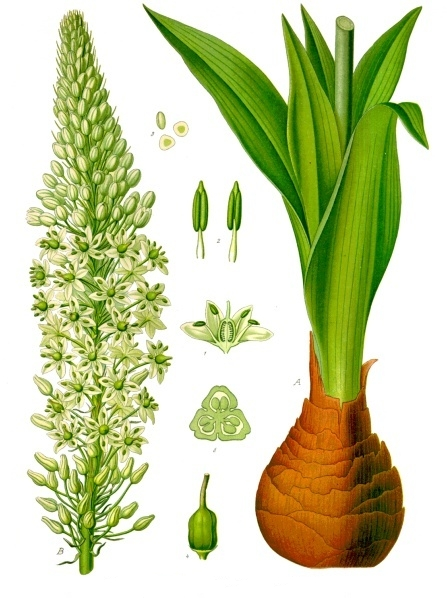
Urginea maritima (L.) Baker
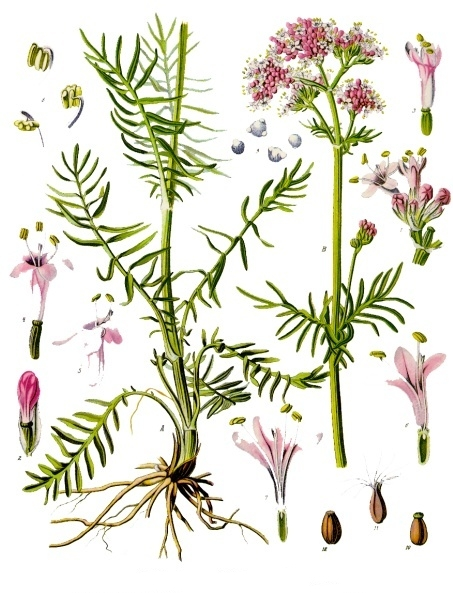
Valeriana officinalis L.
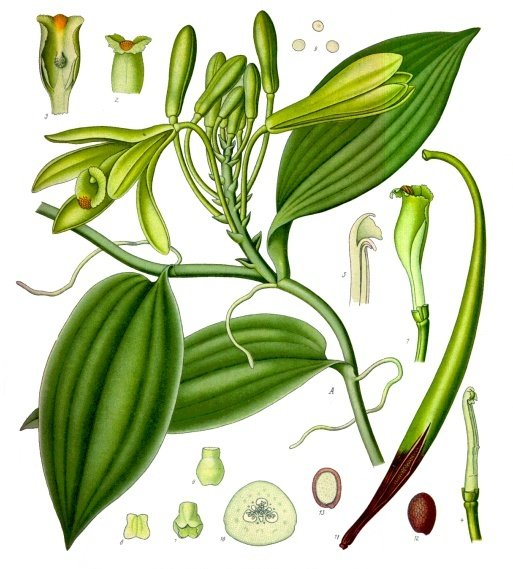
Vanilla planifolia Jacks.
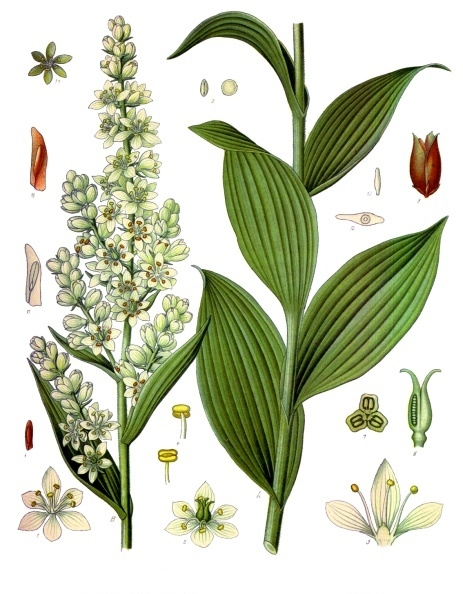
Veratrum album L.
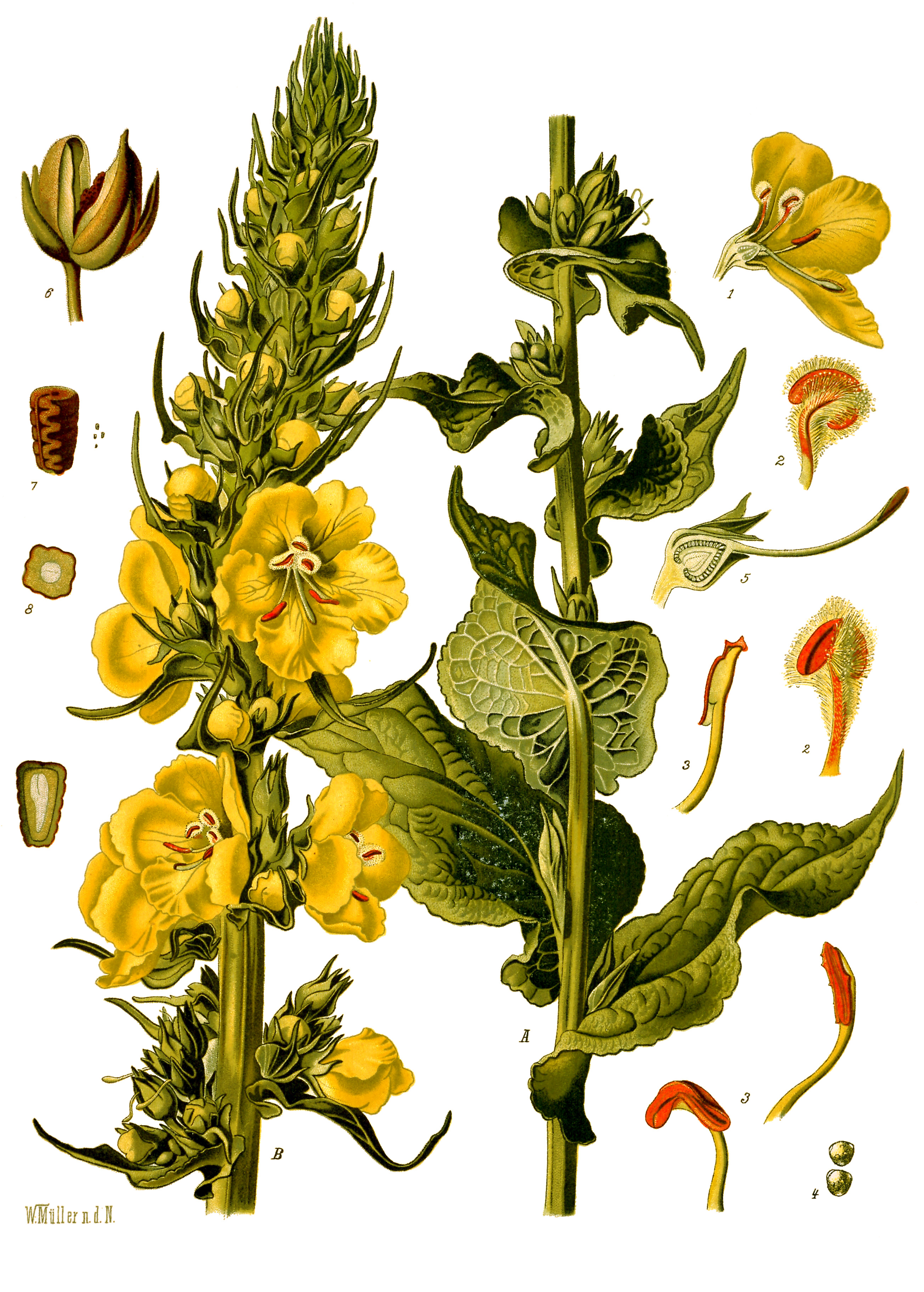
Verbascum phlomoides L.
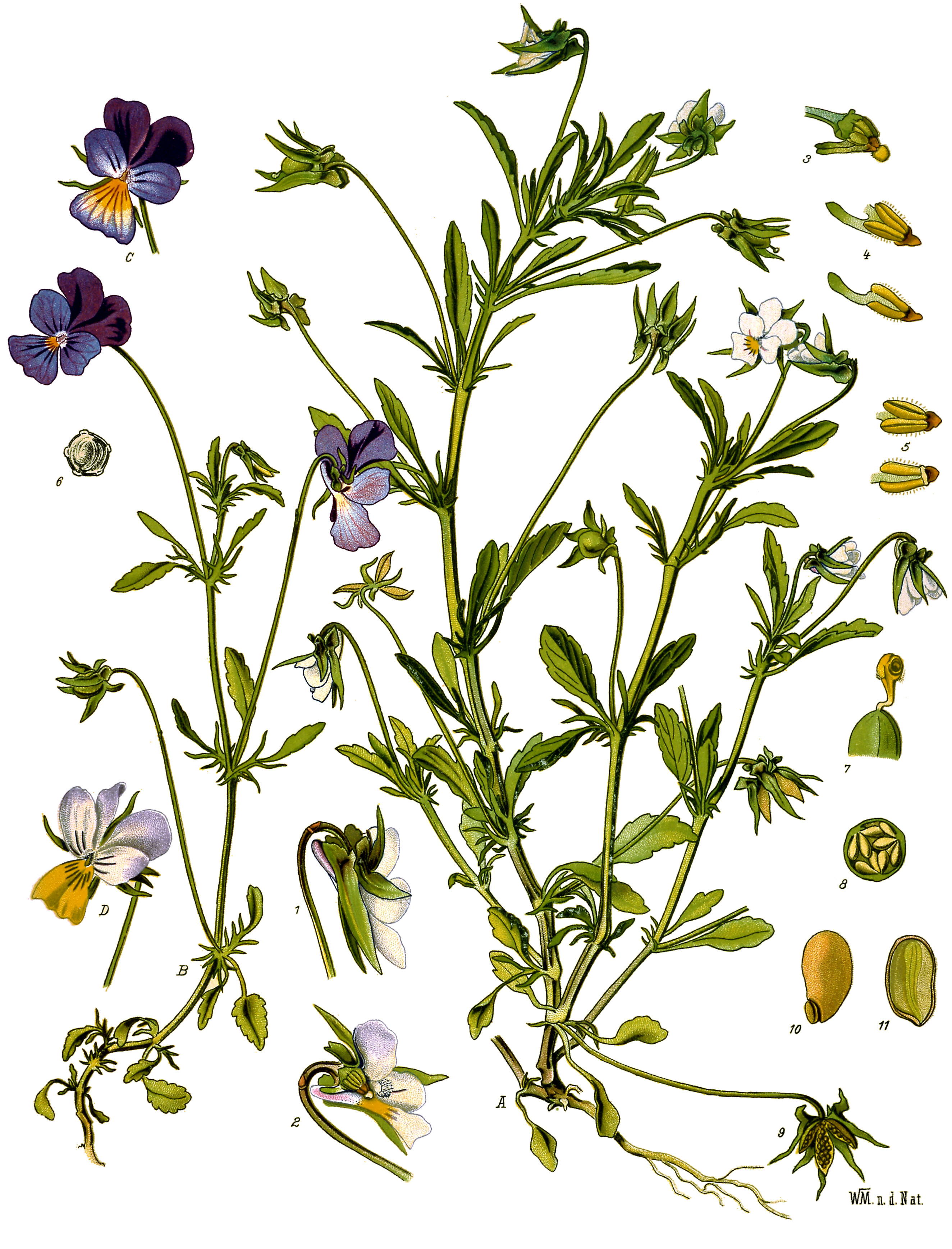
Viola tricolor L.
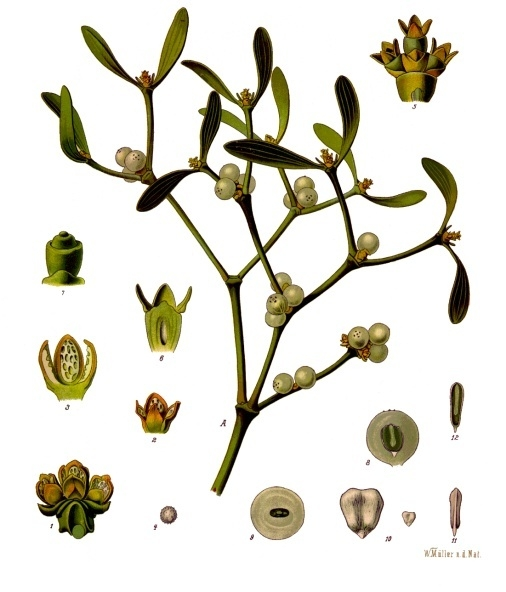
Viscum album L.
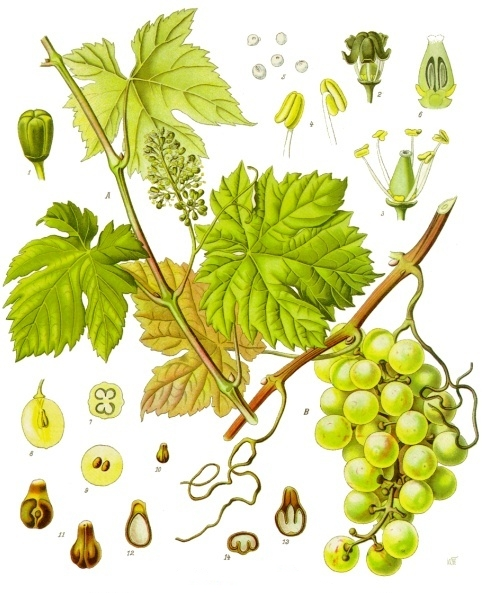
Vitis vinifera L.
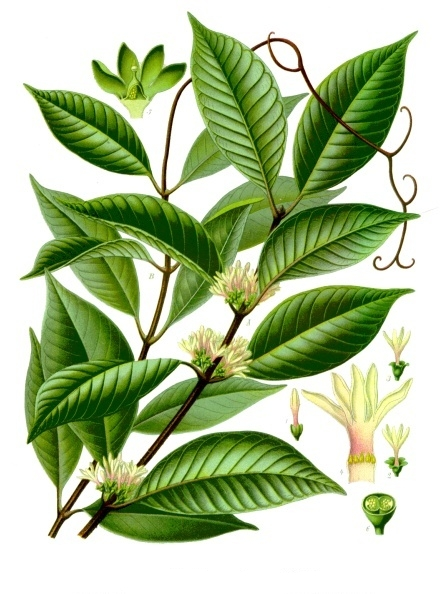
Willughbeia coriacea Wall.
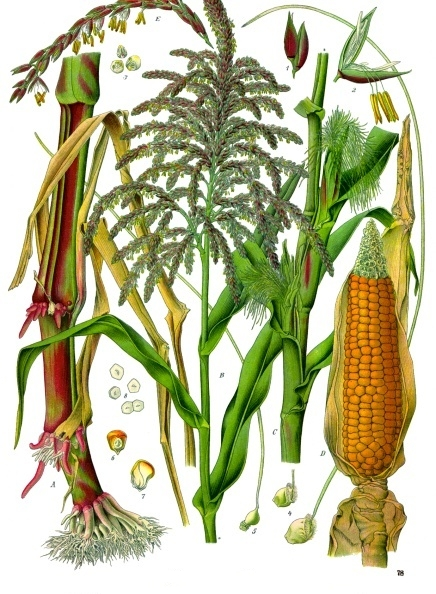
Zea mays L.
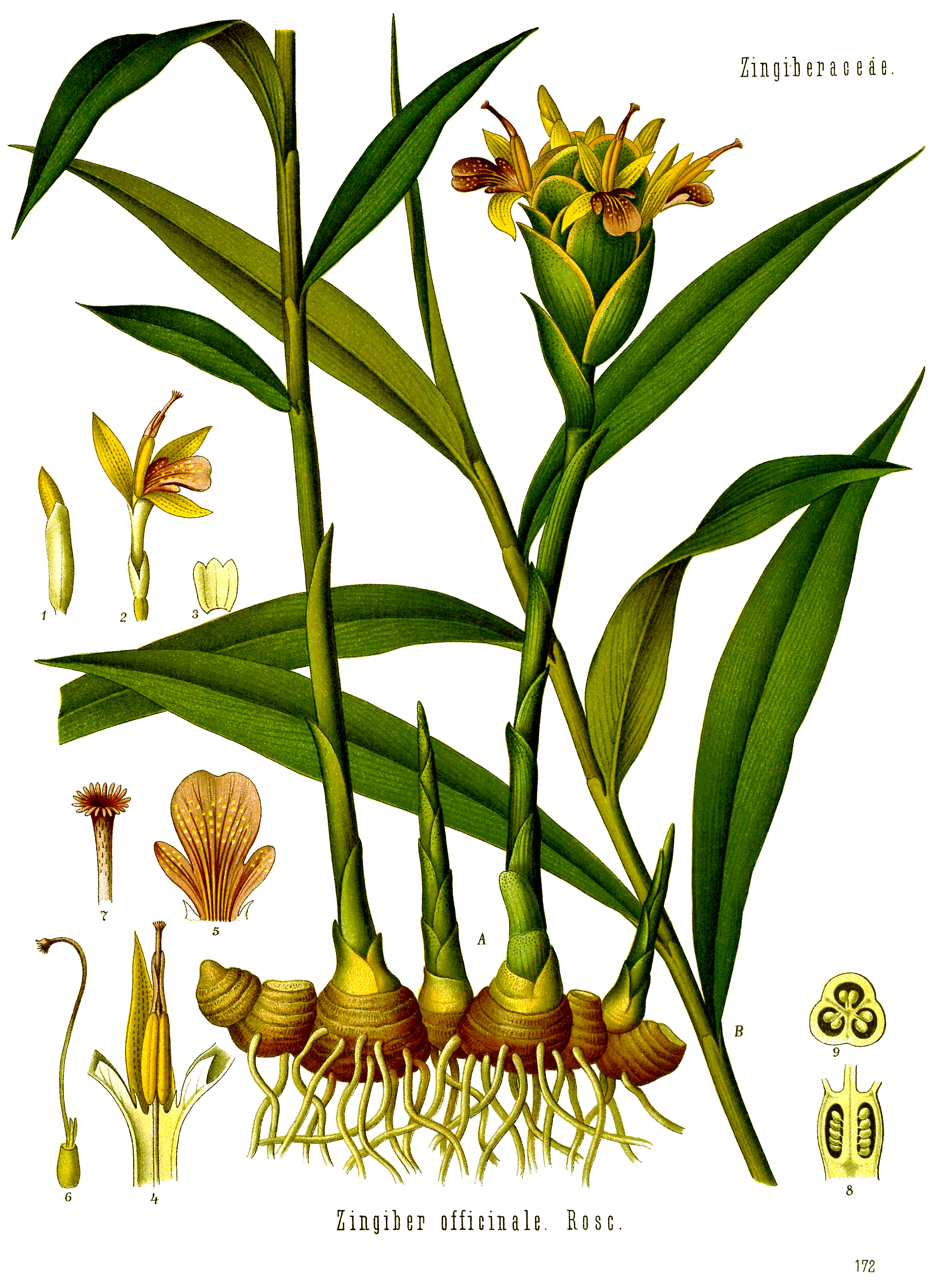
Zingiber officinale Rosc.